# にちようチャップリン
『にちようチャップリン』は、2017年4月9日から2018年9月23日までテレビ東京系列で放送されていたバラエティ番組。放送時間枠の変更に伴い2018年10月 - 2022年3月は『そろそろ にちようチャップリン』、2022年4月 - 2025年3月は『ぴったり にちようチャップリン』、2025年4月以降は『すっかり にちようチャップリン』と改題している。
ここでは2015年に始まった一連の『チャップリン』シリーズについても記述する。

## 概要
番組の発端は、同局で放送していた『そうだ旅（どっか）に行こう。』の打ち上げの席で、内村が「テレビ東京で若手芸人がネタ見せできる機会が作れたらいいよね」と呟いたことがきっかけ。2015年6月13日に特番として『内村光良の新・お笑いライブ!そこそこチャップリン』を放送した。その際に内村は、「酔った勢いで軽く言ったんだけどね（笑）。それを水面下でここまでやっているとは」とコメントをしている。
この特番が好評だったことから、2015年10月4日から深夜枠レギュラー（日曜日 2:10 - 2:35）のネタバトル番組として『こそこそチャップリン』の放送を開始した。第2回以降の特番『そこそこチャップリン』には、ネタバトルを勝ち抜いた芸人と、番組が選出したテレビで"そこそこ"見かける芸人が出演できた。
2016年4月2日からは『じわじわチャップリン』に改題し、放送枠を土曜日の深夜帯（23:55 - 翌0:20）に移動、全国ネット化もされた。
2016年9月23日には、初のゴールデンタイム枠（18:55 - 20:50）特番として『ぐいぐいチャップリン』を放送した。
2017年4月9日からは『にちようチャップリン』に改題し、放送枠を日曜日のプライムタイム枠（22:00 - 22:48）に移動、放送時間も拡大（25分→48分）した。
2018年2月11日から、ゲストの出演が基本的に無くなった。
2018年10月6日からは『そろそろ にちようチャップリン』に改題し、放送枠を土曜日の深夜帯（23:55 - 翌0:20）に移動、放送時間が縮小（48分→25分）された。改編後も、公式サイトのurlや舞台裝飾は以前のまま使用している。
なお、年末のグランドチャンピオン大会に向けてネタバトル「1年ぶっ通し!お笑い王決定戦2018」の予選大会を開催していたが、改編後も継続して行った。ただし、放送時間が短縮したため10月に4週に分けて放送予定だった内容を8週分に編集して11月まで放送、敗者復活組を含めて9組選出するのを8組にして予定を調整した。
2020年4月5日から18日まで、新型コロナウイルス感染症拡大予防のため無観客での放送を開始する。同月25日にはレギュラー陣だけで過去の芸人によるネタ映像を視聴しながらトークする様子を放送した。5月2日から7月11日までは完全リモートによる進行とトーク、過去のネタ映像を選んで放送した。その中で、5月9日から30日までの毎週土曜日（22:30 - 23:00）に『俺たち、どようびチャップリン〜大爆笑!伝説ネタ祭り〜』と題した期間限定のスピンオフ番組を放送、レギュラー放送との2部構成となった。
コロナ禍で無観客放送を続ける中、番組スタッフへのアンケート、リモート参加の観客による投票、レギュラー陣による投票、SNSを利用した投票等で単回でのネタバトル企画を行うほか、所属事務所対抗等のチーム戦企画、音楽等のテーマに絞ったネタ祭り企画を行っている。
2022年4月3日からは『ぴったり にちようチャップリン』に改題し、放送枠を日曜 0:00 - 0:25に移動（放送時間は変更なし）。5月15日からは、一般の観客を入れて収録した放送を再開した。
2025年4月6日からは『すっかり にちようチャップリン』に改題し、放送枠を日曜 0:25 - 0:55に移動、放送時間も拡大（25分→30分）した。

## ネタバトル企画

### こそこそチャップリン
若手芸人が披露するネタを一般観覧の観客30名が審査、勝ち抜くと、フレッシュな若手からベテランまで、総勢23組の芸人が集結する特番『そこそこチャップリン』 への出演権が与えられた。

### じわじわチャップリン
『こそこそ－』リニューアル後の『じわじわ－』では観客が50人に増やされ、そのうちの30人以上が「面白い」と判定すれば勝ち抜きとなり、3週連続で勝ち抜いた芸人には「チャンピオン大会」への出場権が与えられた。また、番組後半の「ふきだまり」コーナーも継承した。

### にちようチャップリン
ネタ見せ企画も採用され、ネタバトル企画は通年ではなく期間限定的に開催した。
- これからチャップリン「チャンピオン大会」（2017年4月9日 - 30日）
  1. 予選会
  2. チャンピオン大会『テレ東お笑いフェス2017 史上最強!豪華25組が爆笑ネタ祭』[10]
- 2017夏のお笑い王決定戦（2017年8月6日 - 9月10日）
- お笑い王決定戦2017[11]（2017年10月29日 - 12月24日）
  1. 予選会
    - ネタバトルは毎週6組の芸人が1ネタ披露。
    - 各週1位が予選通過。
    - 予選通過7組と敗者復活1組の計8組がグランドチャンピオン大会に進出。

  2. グランドチャンピオン大会
    - 特別審査員2人・ゲスト審査員1人（各2点）と観客194人（各1点）が審査（200点満点）。
    - 上位2組が決勝ステージに進出。
    - 決勝ステージでは面白かった1組だけに投票。
- 天下一トーナメント（2018年3月4日 - 25日）
- 1年ぶっ通し!お笑い王決定戦2018[12]（2018年4月1日 - 12月24日[注 3]）
  1. 予選会
    - 月間ネタバトルは毎週7組の芸人が1ネタ披露。
    - 点数の高かった上位2組が予選通過。
    - 予選通過6組により、月の最終週に行う決勝戦で月間チャンピオンを決定。
    - 特別審査員2人（各4点）と観客46人（各2点）が審査（100点満点）。
    - ネタ順抽選会でネタ披露順を決定。

  2. グランドチャンピオン大会
    - 優勝賞金200万円、副賞は冠特番。
    - 観客193人（各1点）とゲスト2人（各2点）、特別審査員（井戸田と田中、各2点）が審査（201点満点）。

### そろそろにちようチャップリン
- お笑い統一王座GP2019[13]（2019年7月6日 - 12月18日）
  1. 予選会
    - 予選大会ネタバトルは毎週3組の芸人が1ネタ披露。
    - 予選通過11組と敗者復活戦（予選2位）勝者1組の計12組がグランドチャンピオン大会に進出。
    - 特別審査員（各4点）と観客46人（各2点）が審査（100点満点）。

  2. グランドチャンピオン大会
    - 第1ステージは、Aブロック・Bブロックにわかれてネタを披露。
    - 暫定方式で得点を発表、各ブロックの1位のみが決勝ステージ進出。
    - 観客195人は持ち点各1点、特別審査員（スピードワゴン井戸田、アンガールズ田中）とゲスト審査員は持ち点各2点で審査（201点満点）。
    - 上位2組が決勝ステージに進出。
    - 決勝ステージでは面白かった1組だけに投票。

## 令和のお笑い大実験！混ぜるなチャップリン
個性があふれ芸風が異なる2組の芸人を混ぜ合わせて生まれる化学反応を愉しみながら、芸人の人間味や面白さを深掘りする企画。
実験場をイメージしたセットで、白衣を着た内村と千鳥が進行する。
- 主なコーナー
  - 自分で自分を因数分解
2組ごとにそれぞれのメンバーが自身が影響を受けていることや好きなことを表した関係図を基に、内村たちが当人を深掘りする。
  - ハイパーエクスペリメントキューブ
六面に様々なトークテーマの書かれたサイコロを転がし、表になった面に書かれたテーマに2組が答える。
  - オリジナルネタ披露
2組がそれぞれの芸風を象徴するオリジナルネタを披露する。
  - ユニット新作ネタ披露
番組のために2組が一緒に作ったネタを披露する。

## 出演者
2020年5月以降は、MC・進行・見届人がそれぞれ別々に出演する事が基本となった。放送回によってはMCが不在だったり、すべてのレギュラー出演者が不在でプレゼンター役の芸人が単発で司会進行する事もある。
MC - ご意見番的役割り
- 内村光良（ウッチャンナンチャン）
- 土田晃之

進行 - 番組の司会進行役
- 千鳥（大悟、ノブ）
- ハリセンボン（箕輪はるか、近藤春菜）

特別審査員（ネタバトル時以外は"見届け人"） - コメンテーター的役割り
- 井戸田潤（スピードワゴン）
- 田中卓志（アンガールズ）

ナレーター
- 矢内雄一郎（テレビ東京アナウンサー）

### 過去の出演者
出演者
- 綾部祐二（ピース） - 『じわじわチャップリン』まで進行を担当していた。ただし、『じわじわチャップリン』初回の2016年4月2日から2016年7月16日放送までは「大人の事情」で出演していなかったが、2016年7月23日放送から復帰した。
- 澤部佑（ハライチ） - 『じわじわチャップリン』まで進行を担当していた。ただし、『そこそこチャップリン』の第3回と第4回は裏番組に出演したため、欠席した。
- 日村勇紀（バナナマン） - 『にちようチャップリン』の2017年8月6日放送回から12月24日放送回まで番組の応援団長として、「応援団日村が行く タイトルコール100人言えるかな？」（街ゆく老若男女や芸人さんに声をかけて合計100人にタイトルコールをしてもらえたらロケ終了となるという番組のオープニング企画）を担当した。

アシスタント ※2024年4月14日放送回以降は廃止。
- 相内優香（テレビ東京アナウンサー） - 『にちようチャップリン』2018年3月まで進行などを担当していた。
- 角谷暁子（テレビ東京アナウンサー） - 『にちようチャップリン』2018年4月から『ぴったりにちようチャップリン』2024年4月7日放送回まで進行などを担当していた。
  - 繁田美貴（テレビ東京アナウンサー） - 『そろそろにちようチャップリン』2021年9月のみ。
  - 森香澄（テレビ東京アナウンサー） - 『そろそろにちようチャップリン』『ぴったりにちようチャップリン』で、角谷アナが出演できない回に出演していた。

ナレーター
- 増田晋 - 『にちようチャップリン』でナレーションを担当した。
- 小島秀公（テレビ東京アナウンサー） - 『そろそろにちようチャップリン』で2021年3月までナレーションを担当した。

その他
- 十枝梨菜 - 第2回『そこそこチャップリン』では"そこそこガール"、『こそこそチャップリン』では"得点ガール"、『じわじわチャップリン』では"小悪魔ちゃん"として出演していた。
- 黒人バックコーラス隊（ルツ、シャニータ、ジョニー） - 『そこそこチャップリン』『じわじわチャップリン』に出演、ジングルや呼び出しを担当していた。『ぴったりにちようチャップリン』以降では、呼び出しに音声のみ使用。

## 放送リスト

### 特番放送

#### そこそこチャップリン
| 2015年6月13日 2015年12月27日 2016年4月3日 2016年8月21日（4） | 2015年6月13日 2015年12月27日 2016年4月3日 2016年8月21日（4） | 2015年6月13日 2015年12月27日 2016年4月3日 2016年8月21日（4） | 2015年6月13日 2015年12月27日 2016年4月3日 2016年8月21日（4） | 2015年6月13日 2015年12月27日 2016年4月3日 2016年8月21日（4） |
| 【MC】 内村光良 【芸人プレゼンター】 ピース綾部、ハライチ澤部 【ゲスト】 土田晃之、各回のゲスト 【進行】 相内優香（テレビ東京アナウンサー） 【そこそこガール】 十枝梨菜 | 【MC】 内村光良 【芸人プレゼンター】 ピース綾部、ハライチ澤部 【ゲスト】 土田晃之、各回のゲスト 【進行】 相内優香（テレビ東京アナウンサー） 【そこそこガール】 十枝梨菜 | 【MC】 内村光良 【芸人プレゼンター】 ピース綾部、ハライチ澤部 【ゲスト】 土田晃之、各回のゲスト 【進行】 相内優香（テレビ東京アナウンサー） 【そこそこガール】 十枝梨菜 | 【MC】 内村光良 【芸人プレゼンター】 ピース綾部、ハライチ澤部 【ゲスト】 土田晃之、各回のゲスト 【進行】 相内優香（テレビ東京アナウンサー） 【そこそこガール】 十枝梨菜 | 【MC】 内村光良 【芸人プレゼンター】 ピース綾部、ハライチ澤部 【ゲスト】 土田晃之、各回のゲスト 【進行】 相内優香（テレビ東京アナウンサー） 【そこそこガール】 十枝梨菜 |
| 回 | 放送日 | 出場芸人 | ゲスト | 備考 |
| --- | --- | --- | --- | --- |
| 1 | 2015年6月13日 土曜日 13:00 - 14:30 | 内村光良の新・お笑いライブ!そこそこチャップリン 人気芸人が最高のネタを披露!! 【芸人】 横澤夏子 / 85 お侍ちゃん / 83 アキラ100% / 76 しゃもじ / 76 ゆんぼだんぷ / 67 三四郎 / 62 アキラボーイ / 62 マツモトクラブ / 62 ダンディ坂野 / 55 ニューヨーク / 52 【内村さんにネタを見せたい芸人】 ハマカーン、我が家、ハライチ 【中継担当】 レッド吉田 【閉会の歌】 クマムシ                                            | 高橋ひとみ マギー | 優勝者 横澤夏子 |
| 2 | 2015年12月27日 日曜日 23:30 - 25:00 | 1分に1回笑える!?内村光良のノンストップ!お笑いライブ! 【開会＆閉会の儀担当】 ダンディ坂野 【こそこそ芸人】 ニッチェ、ロッチ、ブルーリバー、オジンオズボーン、しゃもじ 【そこそこ芸人】 東京03、ヤーレンズ、ジャングルポケット、ナイツ、オテンキ、ハライチ 【ふきだまり芸人】 アキラ100%、うしろシティ、お侍ちゃん、サンシャイン池崎、ジグザグジギー、スーパーニュウニュウ、ハリウッドザコシショウ、マツモトクラブ | 高橋ひとみ おのののか | こそこそ芸人MSP オジンオズボーン |
| 3 | 2016年4月3日 日曜日 22:03 - 23:18 | 単純に面白い!今キテる芸人たち集結!抱腹絶倒ネタの祭典 【芸人】 トレンディエンジェル、コロコロチキチキペッパーズ、ナイツ、タイムマシーン3号、ドドん、勝又：、インポッシブル、エレファントジョン、ジグザグジギー、東京03、ハライチ、次長課長 【ふきだまり芸人】 相席スタート、阿佐ヶ谷姉妹、アンバランス、スーパーニュウニュウ、永野、平野ノラ、ザ・ギース、馬鹿よ貴方は、トンツカタン 【閉会式担当】 ダンディ坂野  | 小島瑠璃子 佐藤栞里 | |
| 4 | 2016年8月21日 日曜日 21:54 - 22:48 | 幸せになる!イチバン面白い芸人たちの超爆笑ネタ23連発!! 【芸人】 スピードワゴン、麒麟、ニッチェ、ナイツ、東京03、ラフレクラン 【ふきだまり芸人】 インディアンス、オジンオズボーン、オテンキ、キャラメルマシーン、グランジ、サンシャイン池崎、スーパーニュウニュウ、タイムマシーン3号、ダンディ坂野、トンツカタン、ななめ45°、脳みそ夫、ハリウッドザコシショウ、平野ノラ、馬鹿よ貴方は、マツモトクラブ              | 道端アンジェリカ | |

#### ぐいぐいチャップリン
| 2016年9月23日 金曜日 18:55 - 20:50 | ★最高に面白い芸人ベスト53!爆笑!ネタの祭典★MC内村光良 【本ネタ出場芸人】 コロコロチキチキペッパーズ、ロッチ、永野、おかずクラブ、タイムマシーン3号、流れ星、COWCOW、椿鬼奴、ずん、ナイツ、神奈月、ニッチェ、我が家、つぶやきシロー、マツモトクラブ、東京03、馬鹿よ貴方は、オジンオズボーン、インポッシブル、ラフレクラン、尼神インター、ダブルブッキング、NON STYLE、ハライチ 【30秒ネタ芸人】 アキラ100%、イヌコネクション、インディアンス、Aマッソ、お侍ちゃん、オテンキ、勝又：、かもめんたる、グランジ、さがね正裕、ザ・たっち、サンシャイン池崎、しゃもじ、スーパーニュウニュウ、全力じじぃ、ダブルブッキング、ダンディ坂野、トンツカタン、なすなかにし、ネルソンズ、脳みそ夫、パニーニ、ハリウッドザコシショウ、ヒコロヒー、平野ノラ、プラス・マイナス、むらせ、ヤーレンズ、ゆにばーす、ラリゴ | 30秒ショートネタ突出グランプリ初代王者 プラス・マイナス |

#### 日本全国！どこでもチャップリン
| 2023年3月21日 火曜日 14:30 - 15:55 | 内村光良＆千鳥＆ハリセンボン&人気芸人50人 ※ネタのおもしろさを6人の審査員（各1点）が「満開チャップリン（6点満点：☆印）」「七分咲きチャップリン（4点・5点：★印）」「三分咲きチャップリン（3点以下：無印）」の3段階で評価。 ※観客28人。 【ネタ披露芸人】 ☆錦鯉、★ASH&Dオールスターズ（阿佐ヶ谷姉妹、ザ・ギース、ラブレターズ）、★インポッシブル、★ビスケットブラザーズ、☆ソマオ・ミートボール、★ちゃんぴおんず、★ウエストランド、☆ロッチ、☆きしかが屋（かが屋、きしたかの）、藤崎マーケット、★ランジャタイ、☆ウエスP、☆レッツゴーよしまさ、★スピードワゴン、★RG楽団（AFRA、シマッシュレコード、西村ヒロチョ、パーマ大佐、ぱーてぃーちゃん、ビスケットブラザーズ：原田泰雅、HideboH、守谷日和、レイザーラモンRG） |  |

### 定枠放送

#### こそこそチャップリン
※放送時間：日曜日 2:10 - 2:35
| 2015年「ホントにおもしろい芸人決定戦①」 10月4日 - 12月27日（13） | 2015年「ホントにおもしろい芸人決定戦①」 10月4日 - 12月27日（13） | 2015年「ホントにおもしろい芸人決定戦①」 10月4日 - 12月27日（13） | 2015年「ホントにおもしろい芸人決定戦①」 10月4日 - 12月27日（13） | 2015年「ホントにおもしろい芸人決定戦①」 10月4日 - 12月27日（13） |
| ※30点中20点以上で勝ち抜き、3週勝ち抜きで『第2回そこそこチャップリン』への出場権を得る。 【プレゼンター】 ピース綾部、ハライチ澤部 【見届人】 土田晃之、各回のゲスト 【進行】 相内優香（テレビ東京アナウンサー） 【得点ガール】 十枝梨菜 【大会委員長】 内村光良 | ※30点中20点以上で勝ち抜き、3週勝ち抜きで『第2回そこそこチャップリン』への出場権を得る。 【プレゼンター】 ピース綾部、ハライチ澤部 【見届人】 土田晃之、各回のゲスト 【進行】 相内優香（テレビ東京アナウンサー） 【得点ガール】 十枝梨菜 【大会委員長】 内村光良 | ※30点中20点以上で勝ち抜き、3週勝ち抜きで『第2回そこそこチャップリン』への出場権を得る。 【プレゼンター】 ピース綾部、ハライチ澤部 【見届人】 土田晃之、各回のゲスト 【進行】 相内優香（テレビ東京アナウンサー） 【得点ガール】 十枝梨菜 【大会委員長】 内村光良 | ※30点中20点以上で勝ち抜き、3週勝ち抜きで『第2回そこそこチャップリン』への出場権を得る。 【プレゼンター】 ピース綾部、ハライチ澤部 【見届人】 土田晃之、各回のゲスト 【進行】 相内優香（テレビ東京アナウンサー） 【得点ガール】 十枝梨菜 【大会委員長】 内村光良 | ※30点中20点以上で勝ち抜き、3週勝ち抜きで『第2回そこそこチャップリン』への出場権を得る。 【プレゼンター】 ピース綾部、ハライチ澤部 【見届人】 土田晃之、各回のゲスト 【進行】 相内優香（テレビ東京アナウンサー） 【得点ガール】 十枝梨菜 【大会委員長】 内村光良                                                       |
| 回 | 放送日 | 出場芸人 （○数字：勝ち抜き週数、●敗退。太字はその回の最多得点。） | ゲスト | ふきだまり芸人 |
| --- | --- | --- | --- | --- |
| 1 | 10月4日 | 「今、ホントにおもしろい芸人決定戦」 ① ブルーリバー / 20 ● ゆんぼだんぷ / 18 ● ゴンゾー / 17 ● 永野 / 7 | おのののか | アキラ100%、アルコ&ピース、岩井勇気、お侍ちゃん、オジンオズボーン、オテンキ、ゴンゾー、紺野ぶるま、サンシャイン池崎、ジグザグジギー、しゃもじ、スーパーニュウニュウ、永野、ハリウッドザコシショウ、ピーマンズスタンダード、プー&ムー、ふとっちょ☆カウボーイ、ブルーリバー、メイプル超合金、モグライダー、ゆんぼだんぷ |
| 2 | 10月11日 | 「ホントにおもしろい芸人決定戦」 ① ジグザグジギー / 29 ② ブルーリバー / 25 ① アキラ100% / 21 ● モグライダー / 12 | おのののか | アキラ100%、アルコ&ピース、岩井勇気、お侍ちゃん、オジンオズボーン、オテンキ、ゴンゾー、紺野ぶるま、サンシャイン池崎、ジグザグジギー、しゃもじ、スーパーニュウニュウ、永野、ハリウッドザコシショウ、ピーマンズスタンダード、プー&ムー、ふとっちょ☆カウボーイ、ブルーリバー、メイプル超合金、モグライダー、ゆんぼだんぷ |
| 3 | 10月18日 | 「ホントにおもしろい芸人決定戦」 ③ ブルーリバー / 29 ① オジンオズボーン / 20 ● アキラ100% / 19 ● ジグザグジギー / 16 | おのののか | アキラ100%、アルコ&ピース、岩井勇気、お侍ちゃん、オジンオズボーン、オテンキ、ゴンゾー、紺野ぶるま、サンシャイン池崎、ジグザグジギー、しゃもじ、スーパーニュウニュウ、永野、ハリウッドザコシショウ、ピーマンズスタンダード、プー&ムー、ふとっちょ☆カウボーイ、ブルーリバー、メイプル超合金、モグライダー、ゆんぼだんぷ |
| 4 | 10月25日 | 「ホントにおもしろい芸人決定戦」 ② オジンオズボーン / 29 ① しゃもじ / 28 ① お侍ちゃん / 27 ① オテンキ / 22 | おのののか | アキラ100%、アルコ&ピース、岩井勇気、お侍ちゃん、オジンオズボーン、オテンキ、ゴンゾー、紺野ぶるま、サンシャイン池崎、ジグザグジギー、しゃもじ、スーパーニュウニュウ、永野、ハリウッドザコシショウ、ピーマンズスタンダード、プー&ムー、ふとっちょ☆カウボーイ、ブルーリバー、メイプル超合金、モグライダー、ゆんぼだんぷ |
| 5 | 11月1日 | 「ホントにおもしろい芸人決定戦」 ② しゃもじ / 28 ③ オジンオズボーン / 25 ② オテンキ / 24 ● お侍ちゃん / 16 | 藤田ニコル | アキラ100%、インポッシブル、うしろシティ、お侍ちゃん、サンシャイン池崎、三四郎、新宿カウボーイ、スーパーニュウニュウ、とにかく明るい安村、永野、ニューヨーク、ハリウッドザコシショウ、ピスタチオ、5GAP、プー&ムー、マツモトクラブ、横澤夏子                                                                           |
| 6 | 11月8日 | 「ホントにおもしろい芸人決定戦」 ③ オテンキ / 28 ③ しゃもじ / 25 ● 新宿カウボーイ / 8 ● スーパーニュウニュウ / 7 | 藤田ニコル | アキラ100%、インポッシブル、うしろシティ、お侍ちゃん、サンシャイン池崎、三四郎、新宿カウボーイ、スーパーニュウニュウ、とにかく明るい安村、永野、ニューヨーク、ハリウッドザコシショウ、ピスタチオ、5GAP、プー&ムー、マツモトクラブ、横澤夏子                                                                           |
| 7 | 11月15日 | 「ホントにおもしろい芸人決定戦」 ● アキラ100% / 18 ● 横澤夏子 / 17 ● 5GAP / 10 ● ハリウッドザコシショウ / 7 | 藤田ニコル | アキラ100%、インポッシブル、うしろシティ、お侍ちゃん、サンシャイン池崎、三四郎、新宿カウボーイ、スーパーニュウニュウ、とにかく明るい安村、永野、ニューヨーク、ハリウッドザコシショウ、ピスタチオ、5GAP、プー&ムー、マツモトクラブ、横澤夏子                                                                           |
| 8 | 11月22日 | 綾部&澤部進行!若手芸人ネタバトル!永野・超自信ある(秘)ネタ ① 永野 / 21 ● 三四郎 / 9 ● ハリウッドザコシショウ / 5 ● 新宿カウボーイ / 1 | 藤田ニコル | アキラ100%、インポッシブル、うしろシティ、お侍ちゃん、サンシャイン池崎、三四郎、新宿カウボーイ、スーパーニュウニュウ、とにかく明るい安村、永野、ニューヨーク、ハリウッドザコシショウ、ピスタチオ、5GAP、プー&ムー、マツモトクラブ、横澤夏子                                                                           |
| 9 | 11月29日 2:40～3:05 | うしろシティ（秘）ネタ ① ニューヨーク / 25 ● プー&ムー / 17 ● 馬鹿よ貴方は / 14 ● うしろシティ / 10 失格 永野 | はいだしょうこ | アンバランス、インポッシブル、ヴィンテージ、おかゆ太郎、勝又：、サンシャイン池崎、ジグザグジギー、シンボルタワー、スーパーニュウニュウ、大福、ニューヨーク、馬鹿よ貴方は、プー&ムー、マツモトクラブ、ヤーレンズ、横澤夏子                                                                                             |
| 10 | 12月6日 | 「ホントにおもしろい芸人決定戦」 ② ニューヨーク / 28 ① ヤーレンズ / 23 ① ジグザグジギー / 21 ● スーパーニュウニュウ / 9 | はいだしょうこ | アンバランス、インポッシブル、ヴィンテージ、おかゆ太郎、勝又：、サンシャイン池崎、ジグザグジギー、シンボルタワー、スーパーニュウニュウ、大福、ニューヨーク、馬鹿よ貴方は、プー&ムー、マツモトクラブ、ヤーレンズ、横澤夏子                                                                                             |
| 11 | 12月13日 | 「ホントにおもしろい芸人決定戦」 ② ヤーレンズ / 26 ① インポッシブル / 22 ② ジグザグジギー / 20 ● ニューヨーク / 14 | はいだしょうこ | アンバランス、インポッシブル、ヴィンテージ、おかゆ太郎、勝又：、サンシャイン池崎、ジグザグジギー、シンボルタワー、スーパーニュウニュウ、大福、ニューヨーク、馬鹿よ貴方は、プー&ムー、マツモトクラブ、ヤーレンズ、横澤夏子                                                                                             |
| 12 | 12月20日 | 綾部&澤部進行!若手芸人ネタバトル!芸人の天国と地獄 ③ ヤーレンズ / 29 ② インポッシブル / 22 ● ジグザグジギー / 9 ● サンシャイン池崎 / 8 | はいだしょうこ | アンバランス、インポッシブル、ヴィンテージ、おかゆ太郎、勝又：、サンシャイン池崎、ジグザグジギー、シンボルタワー、スーパーニュウニュウ、大福、ニューヨーク、馬鹿よ貴方は、プー&ムー、マツモトクラブ、ヤーレンズ、横澤夏子                                                                                             |
| 13 | 12月27日 1:55～2:20 | 内村光良年末特番直前スペシャル! （過去の傑作ネタ選） | 内村光良年末特番直前スペシャル! （過去の傑作ネタ選） | 内村光良年末特番直前スペシャル! （過去の傑作ネタ選） |

| 2016年「ホントにおもしろい芸人決定戦②」 1月10日 - 3月27日（12） | 2016年「ホントにおもしろい芸人決定戦②」 1月10日 - 3月27日（12） | 2016年「ホントにおもしろい芸人決定戦②」 1月10日 - 3月27日（12） | 2016年「ホントにおもしろい芸人決定戦②」 1月10日 - 3月27日（12） | 2016年「ホントにおもしろい芸人決定戦②」 1月10日 - 3月27日（12） |
| ※30点中20点以上で勝ち抜き、3週勝ち抜きで『第3回そこそこチャップリン』への出場権を得る。 【プレゼンター】 ピース綾部、ハライチ澤部 【見届人】 土田晃之、各回のゲスト 【進行】 相内優香（テレビ東京アナウンサー） 【得点ガール】 十枝梨菜 【大会委員長】 内村光良 | ※30点中20点以上で勝ち抜き、3週勝ち抜きで『第3回そこそこチャップリン』への出場権を得る。 【プレゼンター】 ピース綾部、ハライチ澤部 【見届人】 土田晃之、各回のゲスト 【進行】 相内優香（テレビ東京アナウンサー） 【得点ガール】 十枝梨菜 【大会委員長】 内村光良 | ※30点中20点以上で勝ち抜き、3週勝ち抜きで『第3回そこそこチャップリン』への出場権を得る。 【プレゼンター】 ピース綾部、ハライチ澤部 【見届人】 土田晃之、各回のゲスト 【進行】 相内優香（テレビ東京アナウンサー） 【得点ガール】 十枝梨菜 【大会委員長】 内村光良 | ※30点中20点以上で勝ち抜き、3週勝ち抜きで『第3回そこそこチャップリン』への出場権を得る。 【プレゼンター】 ピース綾部、ハライチ澤部 【見届人】 土田晃之、各回のゲスト 【進行】 相内優香（テレビ東京アナウンサー） 【得点ガール】 十枝梨菜 【大会委員長】 内村光良 | ※30点中20点以上で勝ち抜き、3週勝ち抜きで『第3回そこそこチャップリン』への出場権を得る。 【プレゼンター】 ピース綾部、ハライチ澤部 【見届人】 土田晃之、各回のゲスト 【進行】 相内優香（テレビ東京アナウンサー） 【得点ガール】 十枝梨菜 【大会委員長】 内村光良 |
| 回 | 放送日 | 出場芸人 （○数字：勝ち抜き週数、●敗退。太字はその回の最多得点。） | ゲスト | ふきだまり芸人 |
| --- | --- | --- | --- | --- |
| 14 | 1月10日 | 綾部&澤部進行!若手芸人ネタバトル!新章スタート ③ インポッシブル / 26 ① ジグザグジギー / 23 ● アンバランス / 11 ● シンボルタワー / 3 | 筧美和子 | 相席スタート、アンバランス、勝又：、小杉まりも、サッチ、笑撃戦隊、シンボルタワー、大福、タイムマシーン3号、なすなかにし、馬鹿よ貴方は、平野ノラ、マツモトクラブ、ママスパパス、ラブレターズ                                                                     |
| 15 | 1月17日 | 衝撃の女芸人がいた!?綾部&澤部進行!若手芸人ネタバトル ② ジグザグジギー / 28 ① 笑撃戦隊 / 25 ① なすなかにし / 21 ● 平野ノラ / 11 | 筧美和子 | 相席スタート、アンバランス、勝又：、小杉まりも、サッチ、笑撃戦隊、シンボルタワー、大福、タイムマシーン3号、なすなかにし、馬鹿よ貴方は、平野ノラ、マツモトクラブ、ママスパパス、ラブレターズ                                                                     |
| 16 | 1月24日 | 逆転漫才&衝撃の女芸人!?綾部&澤部進行!若手芸人ネタバトル ③ ジグザグジギー / 25 ② 笑撃戦隊 / 25 ● なすなかにし / 19 ● 小杉まりも / 5 | 筧美和子 | 相席スタート、アンバランス、勝又：、小杉まりも、サッチ、笑撃戦隊、シンボルタワー、大福、タイムマシーン3号、なすなかにし、馬鹿よ貴方は、平野ノラ、マツモトクラブ、ママスパパス、ラブレターズ                                                                     |
| 17 | 1月31日 | M-1芸人対決!?綾部&澤部進行!若手芸人ネタバトル ① タイムマシーン3号 / 25 ● 笑撃戦隊 / 19 ● ママスパパス / 18 ● 馬鹿よ貴方は / 8 | 筧美和子 | 相席スタート、アンバランス、勝又：、小杉まりも、サッチ、笑撃戦隊、シンボルタワー、大福、タイムマシーン3号、なすなかにし、馬鹿よ貴方は、平野ノラ、マツモトクラブ、ママスパパス、ラブレターズ                                                                     |
| 18 | 2月7日 | 衝撃の兄弟芸人VSM-1決勝芸人!綾部&澤部進行のネタバトル ② タイムマシーン3号 / 30 ① 勝又： / 28 ● 相席スタート / 17 ● 大福 / 9 | 大沢ケイミ | 相席スタート、阿佐ヶ谷姉妹、インデペンデンスデイ、エレファントジョン、オーストラリア、ザ・ギース、サッチ、スーパーニュウニュウ、大福、ドドん、なすなかにし、パーマ大佐、BBゴロー、平野ノラ、メイデン玉砕、ゆにばーす                                            |
| 19 | 2月14日 | 兄弟芸人VS姉妹芸人の爆笑ネタ!綾部&澤部進行のネタバトル ③ タイムマシーン3号 / 30 ② 勝又： / 29 ① 阿佐ヶ谷姉妹 / 25 ● メイデン玉砕 / 5 | 大沢ケイミ | 相席スタート、阿佐ヶ谷姉妹、インデペンデンスデイ、エレファントジョン、オーストラリア、ザ・ギース、サッチ、スーパーニュウニュウ、大福、ドドん、なすなかにし、パーマ大佐、BBゴロー、平野ノラ、メイデン玉砕、ゆにばーす                                            |
| 20 | 2月21日 | 今年イチオシ芸人の爆笑ネタ!綾部&澤部進行のネタバトル ① エレファントジョン / 29 ③ 勝又： / 23 ② 阿佐ヶ谷姉妹 / 20 ● サッチ / 1 | 大沢ケイミ | 相席スタート、阿佐ヶ谷姉妹、インデペンデンスデイ、エレファントジョン、オーストラリア、ザ・ギース、サッチ、スーパーニュウニュウ、大福、ドドん、なすなかにし、パーマ大佐、BBゴロー、平野ノラ、メイデン玉砕、ゆにばーす                                            |
| 21 | 2月28日 | 22歳の爆笑モノマネ!綾部&澤部進行の若手芸人ネタバトル ② エレファントジョン / 30 ① パーマ大佐 / 22 ● 阿佐ヶ谷姉妹 / 5 ● インデペンデンスデイ / 2 | 大沢ケイミ | 相席スタート、阿佐ヶ谷姉妹、インデペンデンスデイ、エレファントジョン、オーストラリア、ザ・ギース、サッチ、スーパーニュウニュウ、大福、ドドん、なすなかにし、パーマ大佐、BBゴロー、平野ノラ、メイデン玉砕、ゆにばーす                                            |
| 22 | 3月6日 2:45～3:10 | 激震!男女の恋漫才!綾部&澤部進行の若手芸人ネタバトル ③ エレファントジョン / 30 ① ドドん / 27 ② パーマ大佐 / 23 ① 相席スタート / 22 | あびる優 | 相席スタート、オーストラリア、鬼越トマホーク、ザ・ギース、GAG少年楽団、全力じじぃ、トンツカタン、ニューヨーク、ネルソンズ、パーマ大佐、ハルカラ、平野ノラ、昼メシくん、マッハスピード豪速球、マツモトクラブ                                                     |
| 23 | 3月13日 | カップル芸人の深夜限定ネタ!綾部&澤部進行の芸人ネタバトル ② ドドん / 23 ① 鬼越トマホーク / 23 ● 相席スタート / 14 ● パーマ大佐 / 8 | あびる優 | 相席スタート、オーストラリア、鬼越トマホーク、ザ・ギース、GAG少年楽団、全力じじぃ、トンツカタン、ニューヨーク、ネルソンズ、パーマ大佐、ハルカラ、平野ノラ、昼メシくん、マッハスピード豪速球、マツモトクラブ                                                     |
| 24 | 3月20日 | 全力じじぃVSアラサー女芸人!綾部&澤部進行の芸人ネタバトル ③ ドドん / 28 ① ハルカラ / 23 ● 全力じじぃ / 18 ● 鬼越トマホーク / 16 | あびる優 | 相席スタート、オーストラリア、鬼越トマホーク、ザ・ギース、GAG少年楽団、全力じじぃ、トンツカタン、ニューヨーク、ネルソンズ、パーマ大佐、ハルカラ、平野ノラ、昼メシくん、マッハスピード豪速球、マツモトクラブ                                                     |
| 25 | 3月27日 | [終] アラサー女芸人VS(秘)トリオ!綾部&澤部進行の芸人ネタバトル ② ハルカラ / 30 ① ネルソンズ / 26 ① マツモトクラブ / 24 ● ザ・ギース / 18 | あびる優 | 相席スタート、オーストラリア、鬼越トマホーク、ザ・ギース、GAG少年楽団、全力じじぃ、トンツカタン、ニューヨーク、ネルソンズ、パーマ大佐、ハルカラ、平野ノラ、昼メシくん、マッハスピード豪速球、マツモトクラブ                                                     |

#### じわじわチャップリン
※放送時間：土曜日 23:55 - 翌0:20
| 第1回チャンピオンシリーズ 2016年4月2日 - 2016年8月20日（21） | 第1回チャンピオンシリーズ 2016年4月2日 - 2016年8月20日（21） | 第1回チャンピオンシリーズ 2016年4月2日 - 2016年8月20日（21） | 第1回チャンピオンシリーズ 2016年4月2日 - 2016年8月20日（21） | 第1回チャンピオンシリーズ 2016年4月2日 - 2016年8月20日（21） |
| ※50点中30点以上で勝ち抜き、3週勝ち抜きで「チャンピオン大会」への出場権を得る。 【MC】 内村光良 【プレゼンター】 ピース綾部、ハライチ澤部 【見届人】 土田晃之、各回のゲスト 【進行】 相内優香（テレビ東京アナウンサー） 【小悪魔ちゃん】 十枝梨菜 | ※50点中30点以上で勝ち抜き、3週勝ち抜きで「チャンピオン大会」への出場権を得る。 【MC】 内村光良 【プレゼンター】 ピース綾部、ハライチ澤部 【見届人】 土田晃之、各回のゲスト 【進行】 相内優香（テレビ東京アナウンサー） 【小悪魔ちゃん】 十枝梨菜 | ※50点中30点以上で勝ち抜き、3週勝ち抜きで「チャンピオン大会」への出場権を得る。 【MC】 内村光良 【プレゼンター】 ピース綾部、ハライチ澤部 【見届人】 土田晃之、各回のゲスト 【進行】 相内優香（テレビ東京アナウンサー） 【小悪魔ちゃん】 十枝梨菜 | ※50点中30点以上で勝ち抜き、3週勝ち抜きで「チャンピオン大会」への出場権を得る。 【MC】 内村光良 【プレゼンター】 ピース綾部、ハライチ澤部 【見届人】 土田晃之、各回のゲスト 【進行】 相内優香（テレビ東京アナウンサー） 【小悪魔ちゃん】 十枝梨菜 | ※50点中30点以上で勝ち抜き、3週勝ち抜きで「チャンピオン大会」への出場権を得る。 【MC】 内村光良 【プレゼンター】 ピース綾部、ハライチ澤部 【見届人】 土田晃之、各回のゲスト 【進行】 相内優香（テレビ東京アナウンサー） 【小悪魔ちゃん】 十枝梨菜                                                   |
| 回 | 放送日 | 出場芸人 （○数字：勝ち抜き週数、●敗退。太字はその回の最多得点。） | ゲスト | ふきだまり芸人 |
| --- | --- | --- | --- | --- |
| 1 | 2016年 4月2日 | アラサー女芸人VSザコシショウ!芸人の勝ち抜きネタバトル ① かもめんたる / 36 ① ハルカラ / 32 ● 風藤松原 / 24 ● マツモトクラブ / 21 | 久松郁実 | アキラ100%、イヌコネクション、インデペンデンスデイ、Aマッソ、かもめんたる、グランジ、しゃもじ、神宮寺しし丸、スーパーニュウニュウ、高橋ちゃん、トンツカタン、ななめ45°、ハリウッドザコシショウ、ハルカラ、風藤松原、マツモトクラブ、モグライダー、ヤーレンズ、ラブレターズ、ルシファー吉岡         |
| 2 | 4月9日 | 埋もれていたトリオの衝撃コント!芸人勝ち抜きネタバトル ① グランジ / 42 ① トンツカタン / 37 ② かもめんたる / 36 ● ハルカラ / 23 | 久松郁実 | アキラ100%、イヌコネクション、インデペンデンスデイ、Aマッソ、かもめんたる、グランジ、しゃもじ、神宮寺しし丸、スーパーニュウニュウ、高橋ちゃん、トンツカタン、ななめ45°、ハリウッドザコシショウ、ハルカラ、風藤松原、マツモトクラブ、モグライダー、ヤーレンズ、ラブレターズ、ルシファー吉岡         |
| 3 | 4月16日 | チャンピオン&王者の衝撃ネタ!芸人勝ち抜きネタバトル ② トンツカタン / 34 ② グランジ / 30 ● かもめんたる / 28 ● ハリウッドザコシショウ / 20 | 内田理央 | アキラ100%、イヌコネクション、インデペンデンスデイ、Aマッソ、かもめんたる、グランジ、しゃもじ、神宮寺しし丸、スーパーニュウニュウ、高橋ちゃん、トンツカタン、ななめ45°、ハリウッドザコシショウ、ハルカラ、風藤松原、マツモトクラブ、モグライダー、ヤーレンズ、ラブレターズ、ルシファー吉岡         |
| 4 | 4月23日 | 埋もれていたトリオの衝撃ネタ!芸人勝ち抜きネタバトル ③ トンツカタン / 46 ③ グランジ / 30 ● イヌコネクション / 28 ● ルシファー吉岡 / 20 | 内田理央 | アキラ100%、イヌコネクション、インデペンデンスデイ、Aマッソ、かもめんたる、グランジ、しゃもじ、神宮寺しし丸、スーパーニュウニュウ、高橋ちゃん、トンツカタン、ななめ45°、ハリウッドザコシショウ、ハルカラ、風藤松原、マツモトクラブ、モグライダー、ヤーレンズ、ラブレターズ、ルシファー吉岡         |
| 5 | 4月30日 | 今イチバン面白い若手芸人が集合!爆笑!勝ち抜きネタバトル ① ななめ45° / 42 ● アキラ100% / 28 ● モグライダー / 28 ● インデペンデンスデイ / 11 | 神室舞衣 | アキラ100%、イヌコネクション、インディアンス、インデペンデンスデイ、オジンオズボーン、キャラメルマシーン、ギャルズ、サンシャイン池崎、しゃもじ、GAG少年楽団、ダブルブッキング、はまこ・テラこ、平野ノラ、魔族、マツモトクラブ、モグライダー、ゆにばーす、ラフレクラン、冷蔵庫マン                  |
| 6 | 5月7日 | 今イチバン面白い若手芸人が集合!爆笑!勝ち抜きネタバトル ② ななめ45° / 41 ① インディアンス / 41 ① キャラメルマシーン / 39 ① サンシャイン池崎 / 34 | 神室舞衣 | アキラ100%、イヌコネクション、インディアンス、インデペンデンスデイ、オジンオズボーン、キャラメルマシーン、ギャルズ、サンシャイン池崎、しゃもじ、GAG少年楽団、ダブルブッキング、はまこ・テラこ、平野ノラ、魔族、マツモトクラブ、モグライダー、ゆにばーす、ラフレクラン、冷蔵庫マン                  |
| 7 | 5月14日 | 今イチバン面白い若手芸人が集合!爆笑!勝ち抜きネタバトル ② インディアンス / 46 ③ ななめ45° / 38 ② キャラメルマシーン / 30 ● サンシャイン池崎 / 24 | ラブリ | アキラ100%、イヌコネクション、インディアンス、インデペンデンスデイ、オジンオズボーン、キャラメルマシーン、ギャルズ、サンシャイン池崎、しゃもじ、GAG少年楽団、ダブルブッキング、はまこ・テラこ、平野ノラ、魔族、マツモトクラブ、モグライダー、ゆにばーす、ラフレクラン、冷蔵庫マン                  |
| 8 | 5月21日 | 今イチバン面白い若手芸人が集合!爆笑!勝ち抜きネタバトル ③ インディアンス / 40 ③ キャラメルマシーン / 36 ● オジンオズボーン / 28 ● しゃもじ / 27 | ラブリ | アキラ100%、イヌコネクション、インディアンス、インデペンデンスデイ、オジンオズボーン、キャラメルマシーン、ギャルズ、サンシャイン池崎、しゃもじ、GAG少年楽団、ダブルブッキング、はまこ・テラこ、平野ノラ、魔族、マツモトクラブ、モグライダー、ゆにばーす、ラフレクラン、冷蔵庫マン                  |
| 9 | 5月28日 | 今イチバン面白い若手芸人が集合!爆笑!勝ち抜きネタバトル ① マツモトクラブ / 45 ① ラフレクラン / 35 ① ゆにばーす / 31 ● イヌコネクション / 11 | 鈴木奈々 | イヌコネクション、エルシャラカーニ、オテンキ、勝又：、ザ・パーフェクト、サルゴリラ、新作のハーモニカ、スーパーニュウニュウ、なすなかにし、脳みそ夫、パニーニ、平野ノラ、プリンセス金魚、もう中学生、ゆにばーす、ラブレターズ                                                                       |
| 10 | 6月4日 | 最高に面白い若手芸人が集合!爆笑!勝ち抜きネタバトル ① 平野ノラ / 39 ② ラフレクラン / 38 ② マツモトクラブ / 36 ● ゆにばーす / 27 | 鈴木奈々 | イヌコネクション、エルシャラカーニ、オテンキ、勝又：、ザ・パーフェクト、サルゴリラ、新作のハーモニカ、スーパーニュウニュウ、なすなかにし、脳みそ夫、パニーニ、平野ノラ、プリンセス金魚、もう中学生、ゆにばーす、ラブレターズ                                                                       |
| 11 | 6月11日 | 最高に面白い若手芸人が集合!爆笑ショートネタ20連発SP! キングオブふきだまり芸人 至極の30秒ネタ祭SP | 三戸なつめ | アンガールズ、エルシャラカーニ、オテンキ、おねだり豊、勝又：、ぐりんぴーす、サルゴリラ、サンシャイン池崎、シューマッハ、せきらら、TAIGA、ダンシングヒーロー、脳みそ夫、ハナコ、パニーニ、ピーマンズスタンダード、平野ノラ、もう中学生、ヤーレンズ、ラブレターズ、ローズヒップファニーファニー      |
| 12 | 6月18日 | 超面白い若手芸人が集合!爆笑30秒ネタ連発SP第2弾! キングオブふきだまり芸人 至極の30秒ネタ祭SP | 三戸なつめ | アキラ100％、アンガールズ、ANZEN漫才、イヌコネクション、オジンオズボーン、ギャルズ、ザ・パーフェクト、しゃもじ、新作のハーモニカ、スーパーニュウニュウ、スパローズ、なすなかにし、ニューヨーク、ハブサービス、プリンセス金魚、マツモトクラブ、もう中学生、ゆにばーす、ラフレクラン、わらふぢなるお |
| 13 | 6月25日 | バブル女芸人VS元アナ異色コンビ!今一番面白い芸人ネタ連発 ③ マツモトクラブ / 43 ③ ラフレクラン / 42 ② 平野ノラ / 25 ● ラブレターズ / 23 | 滝沢カレン | ヴィンテージ、オジンオズボーン、オテンキ、勝又：、サイクロンZ、サンシャイン池崎、しゃもじ、全力じじぃ、天竺鼠、脳みそ夫、ハブサービス、ハリウッドザコシショウ、ゆにばーす、ラブレターズ |
| 14 | 7月2日 | 超個性派ピン芸人が集結SP!今一番面白い芸人ネタバトル ③ 平野ノラ / 32 ● ハブサービス / 24 ● サンシャイン池崎 / 22 ● ハリウッドザコシショウ / 10 | 滝沢カレン | ヴィンテージ、オジンオズボーン、オテンキ、勝又：、サイクロンZ、サンシャイン池崎、しゃもじ、全力じじぃ、天竺鼠、脳みそ夫、ハブサービス、ハリウッドザコシショウ、ゆにばーす、ラブレターズ |
| 15 | 7月9日 | 今一番面白い芸人ネタバトル!新星ピン芸人VS実力派コント ① 勝又： / 38 ① 天竺鼠 / 33 ① 脳みそ夫 / 33 ① 全力じじぃ / 32 | 滝沢カレン | ヴィンテージ、オジンオズボーン、オテンキ、勝又：、サイクロンZ、サンシャイン池崎、しゃもじ、全力じじぃ、天竺鼠、脳みそ夫、ハブサービス、ハリウッドザコシショウ、ゆにばーす、ラブレターズ |
| 16 | 7月16日 | 今一番面白い芸人ネタバトル!世界が幸せになる漫才 ② 天竺鼠 / 42 ② 全力じじぃ / 36 ② 脳みそ夫 / 31 ● 勝又： / 25 | 滝沢カレン | ヴィンテージ、オジンオズボーン、オテンキ、勝又：、サイクロンZ、サンシャイン池崎、しゃもじ、全力じじぃ、天竺鼠、脳みそ夫、ハブサービス、ハリウッドザコシショウ、ゆにばーす、ラブレターズ |
| 17 | 7月23日 | 今一番面白い芸人のネタ!ベスト5 歴代高得点ベスト5のネタを再放送。 | 今一番面白い芸人のネタ!ベスト5 歴代高得点ベスト5のネタを再放送。 | 今一番面白い芸人のネタ!ベスト5 歴代高得点ベスト5のネタを再放送。 |
| 18 | 7月30日 | 今一番面白い芸人ネタバトル!見た事ない!爆笑衝撃ネタSP ③ 全力じじぃ / 35 ③ 脳みそ夫 / 35 ● ハブサービス / 28 ● 天竺鼠 / 21 | 野呂佳代 | Aマッソ、オジンオズボーン、コーヒールンバ、サイクロンZ、しゃもじ、田畑藤本、天竺鼠、ハブサービス、永野、ネルソンズ、ゆにばーす、ローズヒップファニーファニー |
| 19 | 8月6日 | 今一番面白い芸人ネタバトル!超爆笑ネタ初披露SP ① ネルソンズ / 48 ① ローズヒップファニーファニー / 38 ① しゃもじ / 38 ① 田畑藤本 / 30 | 野呂佳代 | Aマッソ、オジンオズボーン、コーヒールンバ、サイクロンZ、しゃもじ、田畑藤本、天竺鼠、ハブサービス、永野、ネルソンズ、ゆにばーす、ローズヒップファニーファニー |
| 20 | 8月13日 | (8/13)超爆笑!今一番面白い若手芸人チャンピオン決定戦! (8/20)超爆笑!一番面白い若手芸人が決定!チャンピオン大会後半戦 ※優勝者は『第4回そこそこチャップリン』に出場。 \| 順位 \| 出場芸人 \| 得点 \| ネタ順 \| \| ---- \| ------------------ \| ---- \| ------ \| \| 優勝 \| ラフレクラン \| 45 \| 9 \| \| 2位 \| マツモトクラブ \| 42 \| 5 \| \| 3位 \| インディアンス \| 40 \| 1 \| \| 4位 \| ななめ45° \| 38 \| 10 \| \| 5位 \| 平野ノラ \| 32 \| 4 \| \| 6位 \| 全力じじぃ \| 31 \| 6 \| \| 6位 \| グランジ \| 31 \| 7 \| \| 8位 \| キャラメルマシーン \| 29 \| 2 \| \| 9位 \| トンツカタン \| 27 \| 3 \| \| 10位 \| 脳みそ夫 \| 19 \| 8 \| | 野呂佳代 | Aマッソ、オジンオズボーン、コーヒールンバ、サイクロンZ、しゃもじ、田畑藤本、天竺鼠、ハブサービス、永野、ネルソンズ、ゆにばーす、ローズヒップファニーファニー |
| 21 | 8月20日 | (8/13)超爆笑!今一番面白い若手芸人チャンピオン決定戦! (8/20)超爆笑!一番面白い若手芸人が決定!チャンピオン大会後半戦 ※優勝者は『第4回そこそこチャップリン』に出場。 \| 順位 \| 出場芸人 \| 得点 \| ネタ順 \| \| ---- \| ------------------ \| ---- \| ------ \| \| 優勝 \| ラフレクラン \| 45 \| 9 \| \| 2位 \| マツモトクラブ \| 42 \| 5 \| \| 3位 \| インディアンス \| 40 \| 1 \| \| 4位 \| ななめ45° \| 38 \| 10 \| \| 5位 \| 平野ノラ \| 32 \| 4 \| \| 6位 \| 全力じじぃ \| 31 \| 6 \| \| 6位 \| グランジ \| 31 \| 7 \| \| 8位 \| キャラメルマシーン \| 29 \| 2 \| \| 9位 \| トンツカタン \| 27 \| 3 \| \| 10位 \| 脳みそ夫 \| 19 \| 8 \| | 野呂佳代 | Aマッソ、オジンオズボーン、コーヒールンバ、サイクロンZ、しゃもじ、田畑藤本、天竺鼠、ハブサービス、永野、ネルソンズ、ゆにばーす、ローズヒップファニーファニー |
| 順位 | 出場芸人 | 得点 | ネタ順 | |
| 優勝 | ラフレクラン | 45 | 9 | |
| 2位 | マツモトクラブ | 42 | 5 | |
| 3位 | インディアンス | 40 | 1 | |
| 4位 | ななめ45° | 38 | 10 | |
| 5位 | 平野ノラ | 32 | 4 | |
| 6位 | 全力じじぃ | 31 | 6 | |
| 6位 | グランジ | 31 | 7 | |
| 8位 | キャラメルマシーン | 29 | 2 | |
| 9位 | トンツカタン | 27 | 3 | |
| 10位 | 脳みそ夫 | 19 | 8 | |

| 第2回チャンピオンシリーズ 2016年8月27日 - 2016年12月24日（18） | 第2回チャンピオンシリーズ 2016年8月27日 - 2016年12月24日（18） | 第2回チャンピオンシリーズ 2016年8月27日 - 2016年12月24日（18） | 第2回チャンピオンシリーズ 2016年8月27日 - 2016年12月24日（18） | 第2回チャンピオンシリーズ 2016年8月27日 - 2016年12月24日（18） |
| 放送時間：23:55 - 翌0:20 ※50点中30点以上で勝ち抜き、3週勝ち抜きで「チャンピオン大会」への出場権を得る。 【MC】 内村光良 【プレゼンター】 ピース綾部、ハライチ澤部 【見届人】 土田晃之、各回のゲスト 【進行】 相内優香（テレビ東京アナウンサー） 【小悪魔ちゃん】 十枝梨菜 | 放送時間：23:55 - 翌0:20 ※50点中30点以上で勝ち抜き、3週勝ち抜きで「チャンピオン大会」への出場権を得る。 【MC】 内村光良 【プレゼンター】 ピース綾部、ハライチ澤部 【見届人】 土田晃之、各回のゲスト 【進行】 相内優香（テレビ東京アナウンサー） 【小悪魔ちゃん】 十枝梨菜 | 放送時間：23:55 - 翌0:20 ※50点中30点以上で勝ち抜き、3週勝ち抜きで「チャンピオン大会」への出場権を得る。 【MC】 内村光良 【プレゼンター】 ピース綾部、ハライチ澤部 【見届人】 土田晃之、各回のゲスト 【進行】 相内優香（テレビ東京アナウンサー） 【小悪魔ちゃん】 十枝梨菜 | 放送時間：23:55 - 翌0:20 ※50点中30点以上で勝ち抜き、3週勝ち抜きで「チャンピオン大会」への出場権を得る。 【MC】 内村光良 【プレゼンター】 ピース綾部、ハライチ澤部 【見届人】 土田晃之、各回のゲスト 【進行】 相内優香（テレビ東京アナウンサー） 【小悪魔ちゃん】 十枝梨菜 | 放送時間：23:55 - 翌0:20 ※50点中30点以上で勝ち抜き、3週勝ち抜きで「チャンピオン大会」への出場権を得る。 【MC】 内村光良 【プレゼンター】 ピース綾部、ハライチ澤部 【見届人】 土田晃之、各回のゲスト 【進行】 相内優香（テレビ東京アナウンサー） 【小悪魔ちゃん】 十枝梨菜 |
| 回 | 放送日 | 出場芸人 （○数字：勝ち抜き週数、●敗退。太字はその回の最多得点。） | ゲスト | ふきだまり芸人 |
| --- | --- | --- | --- | --- |
| 22 | 2016年 8月27日 | 番組出身!?今年ブレイク芸人の超爆笑ネタSP 【上半期ブレイク芸人】 横澤夏子、平野ノラ、永野、馬鹿よ貴方は、ラフレクラン 【ネクストブレイク芸人】 ヒコロヒー、アナクロニスティック、オジンオズボーン | | アナクロニスティック、Aマッソ、ヴィンテージ、オジンオズボーン、かもめんたる、コーヒールンバ、サイクロンZ、しゃもじ、スーパーニュウニュウ、田畑藤本、ネルソンズ、ハルカラ、ヒコロヒー、平野ノラ、ヤーレンズ、ゆにばーす、ローズヒップファニーファニー                      |
| 23 | 9月3日 | 今一番面白い芸人ネタバトル!超爆笑イチオシ芸人SP ② ネルソンズ / 38 ② しゃもじ / 32 ● 田畑藤本 / 22 ● ローズヒップファニーファニー / 12 | はいだしょうこ | アナクロニスティック、Aマッソ、ヴィンテージ、オジンオズボーン、かもめんたる、コーヒールンバ、サイクロンZ、しゃもじ、スーパーニュウニュウ、田畑藤本、ネルソンズ、ハルカラ、ヒコロヒー、平野ノラ、ヤーレンズ、ゆにばーす、ローズヒップファニーファニー                      |
| 24 | 9月10日 | 今一番面白い芸人ネタバトル!埋もれていた爆笑芸人SP ③ しゃもじ / 44 ③ ネルソンズ / 43 ● ゆにばーす / 24 ● ヤーレンズ / 24 | はいだしょうこ | アナクロニスティック、Aマッソ、ヴィンテージ、オジンオズボーン、かもめんたる、コーヒールンバ、サイクロンZ、しゃもじ、スーパーニュウニュウ、田畑藤本、ネルソンズ、ハルカラ、ヒコロヒー、平野ノラ、ヤーレンズ、ゆにばーす、ローズヒップファニーファニー                      |
| 25 | 9月17日 | 今一番面白い芸人ネタバトル!コント王者VS女芸人(秘)漫才 ① ヴィンテージ / 33 ● かもめんたる / 29 ● Aマッソ / 24 ● コーヒールンバ / 18 | はいだしょうこ | アナクロニスティック、Aマッソ、ヴィンテージ、オジンオズボーン、かもめんたる、コーヒールンバ、サイクロンZ、しゃもじ、スーパーニュウニュウ、田畑藤本、ネルソンズ、ハルカラ、ヒコロヒー、平野ノラ、ヤーレンズ、ゆにばーす、ローズヒップファニーファニー                      |
| 26 | 9月24日 | 今一番面白い芸人ネタバトル!キンオブコント王者の衝撃ネタ ① オジンオズボーン / 41 ① ヤーレンズ / 41 ● かもめんたる / 24 ● ヴィンテージ / 23 | はいだしょうこ | アナクロニスティック、Aマッソ、ヴィンテージ、オジンオズボーン、かもめんたる、コーヒールンバ、サイクロンZ、しゃもじ、スーパーニュウニュウ、田畑藤本、ネルソンズ、ハルカラ、ヒコロヒー、平野ノラ、ヤーレンズ、ゆにばーす、ローズヒップファニーファニー                      |
| 27 | 10月1日 | 一番面白い芸人ネタバトル!かわいい女芸人VSギャグマシーン ② ヤーレンズ / 36 ① サイクロンZ / 36 ② オジンオズボーン / 33 ① ハルカラ / 31 | 上白石萌歌 志田友美 | アイロンヘッド、アナクロニスティック、オジンオズボーン、Aマッソ、[[鬼ヶ島 (お笑いトリオ )\|鬼ヶ島]]、むらせ、ジグザグジギー、手賀沼ジュン、なすなかにし、のばしぼん、ハブサービス、ハルカラ、平野ノラ、プラス・マイナス、ロビンソンズ、ヤーレンズ                         |
| 28 | 10月8日 | 一番面白い芸人ネタバトル!爆笑(秘)歌ハメシチュエーション ② サイクロンZ / 44 ③ ヤーレンズ / 36 ● ハルカラ / 25 ● オジンオズボーン / 23 | 上白石萌歌 志田友美 | アイロンヘッド、アナクロニスティック、オジンオズボーン、Aマッソ、[[鬼ヶ島 (お笑いトリオ )\|鬼ヶ島]]、むらせ、ジグザグジギー、手賀沼ジュン、なすなかにし、のばしぼん、ハブサービス、ハルカラ、平野ノラ、プラス・マイナス、ロビンソンズ、ヤーレンズ                         |
| 29 | 10月15日 | 一番面白い芸人ネタバトル!キングオブコントの悪夢再び ① ロビンソンズ / 43 ③ サイクロンZ / 35 ① ジグザグジギー / 31 ● 鬼ヶ島 / 28 | 上白石萌歌 志田友美 | アイロンヘッド、アナクロニスティック、オジンオズボーン、Aマッソ、[[鬼ヶ島 (お笑いトリオ )\|鬼ヶ島]]、むらせ、ジグザグジギー、手賀沼ジュン、なすなかにし、のばしぼん、ハブサービス、ハルカラ、平野ノラ、プラス・マイナス、ロビンソンズ、ヤーレンズ                         |
| 30 | 10月22日 | 一番面白い芸人ネタバトル!超絶キャラ発見スペシャル ② ロビンソンズ / 44 ① 手賀沼ジュン / 38 ① のばしぼん / 35 ● ジグザグジギー / 27 | 上白石萌歌 志田友美 | アイロンヘッド、アナクロニスティック、オジンオズボーン、Aマッソ、[[鬼ヶ島 (お笑いトリオ )\|鬼ヶ島]]、むらせ、ジグザグジギー、手賀沼ジュン、なすなかにし、のばしぼん、ハブサービス、ハルカラ、平野ノラ、プラス・マイナス、ロビンソンズ、ヤーレンズ                         |
| 31 | 10月29日 | 一番面白い芸人ネタバトル!独特ネタ!爆笑スペシャル ① アナクロニスティック / 40 ② 手賀沼ジュン / 34 ③ ロビンソンズ / 33 ● のばしぼん / 26 | 伊藤萌々香 | アイロンヘッド、アナクロニスティック、イヌコネクション、インポッシブル、勝又：、ジグザグジギー、助走、手賀沼ジュン、トンツカタン、のばしぼん、ハナコ、はなしょー、ハブサービス、平野ノラ、マツモトクラブ、むらせ、ロビンソンズ                                            |
| 32 | 11月5日 | 一番面白い芸人ネタバトル!クセになる究極ネタSP!! ② アナクロニスティック / 40 ③ 手賀沼ジュン / 33 ① ジグザグジギー / 31 ● 勝又： / 17 | 伊藤萌々香 | アイロンヘッド、アナクロニスティック、イヌコネクション、インポッシブル、勝又：、ジグザグジギー、助走、手賀沼ジュン、トンツカタン、のばしぼん、ハナコ、はなしょー、ハブサービス、平野ノラ、マツモトクラブ、むらせ、ロビンソンズ                                            |
| 33 | 11月12日 | 「ホントにおもしろい芸人決定戦」 ③ アナクロニスティック / 36 ① アイロンヘッド / 33 ② ジグザグジギー / 32 ① インポッシブル / 31 | 伊藤萌々香 | アイロンヘッド、アナクロニスティック、イヌコネクション、インポッシブル、勝又：、ジグザグジギー、助走、手賀沼ジュン、トンツカタン、のばしぼん、ハナコ、はなしょー、ハブサービス、平野ノラ、マツモトクラブ、むらせ、ロビンソンズ                                            |
| 34 | 11月19日 | 新鮮!女子高生コント!今、一番面白い芸人ネタバトル! ② インポッシブル / 35 ③ ジグザグジギー / 32 ① はなしょー / 31 ● アイロンヘッド / 26 | 伊藤萌々香 | アイロンヘッド、アナクロニスティック、イヌコネクション、インポッシブル、勝又：、ジグザグジギー、助走、手賀沼ジュン、トンツカタン、のばしぼん、ハナコ、はなしょー、ハブサービス、平野ノラ、マツモトクラブ、むらせ、ロビンソンズ                                            |
| 35 | 11月27日 0:10 - 0:35 | 新星!女芸人VS小学生コント!?一番面白い芸人ネタバトル! ① マツモトクラブ / 46 ③ インポッシブル / 41 ② はなしょー / 40 ● 勝又： / 25 | 朝比奈彩 | アイデンティティ、インポッシブル、Aマッソ、勝又：、ザ・パーフェクト、サンシャイン池崎、スーパーニュウニュウ、センサールマン、トンツカタン、ハナコ、はなしょー、ハブサービス、平野ノラ、プラス・マイナス、マツモトクラブ、むらせ、ゆにばーす、ワールドヲーター             |
| 36 | 12月3日 | 内村がハマる!まさかのモノマネ!最高の芸人ネタバトル! ③ はなしょー / 39 ② マツモトクラブ / 38 ① アイデンティティ / 31 ● ザ・パーフェクト / 27 | 朝比奈彩 | アイデンティティ、インポッシブル、Aマッソ、勝又：、ザ・パーフェクト、サンシャイン池崎、スーパーニュウニュウ、センサールマン、トンツカタン、ハナコ、はなしょー、ハブサービス、平野ノラ、プラス・マイナス、マツモトクラブ、むらせ、ゆにばーす、ワールドヲーター             |
| 37 | 12月10日 | ブレイク直前!大物声優の(秘)コント!最高の芸人ネタバトル! ③ マツモトクラブ / 44 ① トンツカタン / 33 ② アイデンティティ / 32 ● むらせ / 28 | 朝比奈彩 | アイデンティティ、インポッシブル、Aマッソ、勝又：、ザ・パーフェクト、サンシャイン池崎、スーパーニュウニュウ、センサールマン、トンツカタン、ハナコ、はなしょー、ハブサービス、平野ノラ、プラス・マイナス、マツモトクラブ、むらせ、ゆにばーす、ワールドヲーター             |
| 38 | 12月17日 | 2017年ブレイク必至芸人が集結!最高の芸人ネタバトル! ① プラス・マイナス / 42 ③ アイデンティティ / 34 ② トンツカタン / 31 ● Aマッソ / 24 | 朝比奈彩 | アイデンティティ、インポッシブル、Aマッソ、勝又：、ザ・パーフェクト、サンシャイン池崎、スーパーニュウニュウ、センサールマン、トンツカタン、ハナコ、はなしょー、ハブサービス、平野ノラ、プラス・マイナス、マツモトクラブ、むらせ、ゆにばーす、ワールドヲーター             |
| 39 | 12月24日 23:55 - 翌0:45 | 2017年ブレイク若手芸人!ナンバー１決定ネタバトル!! \| 順位 \| 出場芸人 \| 得点 \| ネタ順 \| \| ---- \| -------------------- \| ---- \| ------ \| \| 優勝 \| しゃもじ \| 46 \| 7 \| \| 2位 \| インポッシブル \| 40 \| 6 \| \| 2位 \| ネルソンズ \| 40 \| 12 \| \| 4位 \| アイデンティティ \| 36 \| 1 \| \| 5位 \| ロビンソンズ \| 31 \| 3 \| \| 6位 \| ジグザグジギー \| 30 \| 5 \| \| 7位 \| アナクロニスティック \| 29 \| 2 \| \| 8位 \| サイクロンZ \| 27 \| 11 \| \| 9位 \| マツモトクラブ \| 25 \| 8 \| \| 10位 \| 手賀沼ジュン \| 23 \| 4 \| \| 10位 \| はなしょー \| 23 \| 9 \| \| 12位 \| ヤーレンズ \| 15 \| 10 \| | 相田翔子 筧美和子 | アイデンティティ、インポッシブル、Aマッソ、勝又：、ザ・パーフェクト、サンシャイン池崎、スーパーニュウニュウ、センサールマン、トンツカタン、ハナコ、はなしょー、ハブサービス、平野ノラ、プラス・マイナス、マツモトクラブ、むらせ、ゆにばーす、ワールドヲーター             |
| 順位 | 出場芸人 | 得点 | ネタ順 | |
| 優勝 | しゃもじ | 46 | 7 | |
| 2位 | インポッシブル | 40 | 6 | |
| 2位 | ネルソンズ | 40 | 12 | |
| 4位 | アイデンティティ | 36 | 1 | |
| 5位 | ロビンソンズ | 31 | 3 | |
| 6位 | ジグザグジギー | 30 | 5 | |
| 7位 | アナクロニスティック | 29 | 2 | |
| 8位 | サイクロンZ | 27 | 11 | |
| 9位 | マツモトクラブ | 25 | 8 | |
| 10位 | 手賀沼ジュン | 23 | 4 | |
| 10位 | はなしょー | 23 | 9 | |
| 12位 | ヤーレンズ | 15 | 10 | |

| 第3回チャンピオンシリーズ 2017年1月7日 - 2017年3月25日（11） | 第3回チャンピオンシリーズ 2017年1月7日 - 2017年3月25日（11） | 第3回チャンピオンシリーズ 2017年1月7日 - 2017年3月25日（11） | 第3回チャンピオンシリーズ 2017年1月7日 - 2017年3月25日（11） | 第3回チャンピオンシリーズ 2017年1月7日 - 2017年3月25日（11） |
| 放送時間：23:55 - 翌0:20 ※50点中30点以上で勝ち抜き、3週勝ち抜きで「チャンピオン大会」への出場権を得る。 【MC】 内村光良 【プレゼンター】 ピース綾部、ハライチ澤部 【見届人】 土田晃之、各回のゲスト 【進行】 相内優香（テレビ東京アナウンサー） 【小悪魔ちゃん】 十枝梨菜 | 放送時間：23:55 - 翌0:20 ※50点中30点以上で勝ち抜き、3週勝ち抜きで「チャンピオン大会」への出場権を得る。 【MC】 内村光良 【プレゼンター】 ピース綾部、ハライチ澤部 【見届人】 土田晃之、各回のゲスト 【進行】 相内優香（テレビ東京アナウンサー） 【小悪魔ちゃん】 十枝梨菜 | 放送時間：23:55 - 翌0:20 ※50点中30点以上で勝ち抜き、3週勝ち抜きで「チャンピオン大会」への出場権を得る。 【MC】 内村光良 【プレゼンター】 ピース綾部、ハライチ澤部 【見届人】 土田晃之、各回のゲスト 【進行】 相内優香（テレビ東京アナウンサー） 【小悪魔ちゃん】 十枝梨菜 | 放送時間：23:55 - 翌0:20 ※50点中30点以上で勝ち抜き、3週勝ち抜きで「チャンピオン大会」への出場権を得る。 【MC】 内村光良 【プレゼンター】 ピース綾部、ハライチ澤部 【見届人】 土田晃之、各回のゲスト 【進行】 相内優香（テレビ東京アナウンサー） 【小悪魔ちゃん】 十枝梨菜 | 放送時間：23:55 - 翌0:20 ※50点中30点以上で勝ち抜き、3週勝ち抜きで「チャンピオン大会」への出場権を得る。 【MC】 内村光良 【プレゼンター】 ピース綾部、ハライチ澤部 【見届人】 土田晃之、各回のゲスト 【進行】 相内優香（テレビ東京アナウンサー） 【小悪魔ちゃん】 十枝梨菜 |
| 回 | 放送日 | 出場芸人 （○数字：勝ち抜き週数、●敗退。太字はその回の最多得点。） | ゲスト | ふきだまり芸人 |
| --- | --- | --- | --- | --- |
| 40 | 2017年 1月7日 | 実力派の若手芸人が集結!日本一厳しい審査のネタバトル! ② プラス・マイナス / 45 ① サンシャイン池崎 / 30 ● ゆにばーす / 29 ● トンツカタン / 22 | 眞鍋かをり | イヌコネクション、鬼ヶ島、カミナリ、サンシャイン池崎、スーパーニュウニュウ、センサールマン、TEAM近藤、トンツカタン、ハブサービス、ハリウッドザコシショウ、平野ノラ、プラス・マイナス、ペコリーノ、ゆにばーす、ラフレクラン、ワールドヲーター                              |
| 41 | 1月14日 | 日本一厳しい審査で初の満点!実力派若手芸人のネタバトル! ③ プラス・マイナス / 50 ① ペコリーノ / 33 ● TEAM近藤 / 29 ● サンシャイン池崎 / 24 | 眞鍋かをり | イヌコネクション、鬼ヶ島、カミナリ、サンシャイン池崎、スーパーニュウニュウ、センサールマン、TEAM近藤、トンツカタン、ハブサービス、ハリウッドザコシショウ、平野ノラ、プラス・マイナス、ペコリーノ、ゆにばーす、ラフレクラン、ワールドヲーター                              |
| 42 | 1月21日 | 今年売れる!?1番オモシロい若手芸人のネタバトル! ① イヌコネクション / 41 ① ワールドヲーター / 38 ① センサールマン / 31 ● ペコリーノ / 21 | IMALU | イヌコネクション、インポッシブル、うしろシティ、えんにち、オジンオズボーン、カミナリ、サンシャイン池崎、下村尚輝、すゑひろがりず、センサールマン、てんしとあくま、なすなかにし、ばーん、ハリウッドザコシショウ、プラス・マイナス、ペコリーノ、ワールドヲーター            |
| 43 | 1月28日 | 今年売れる!?1番オモシロい若手芸人のネタバトル! ① うしろシティ / 46 ② イヌコネクション / 34 ② センサールマン / 33 ● ワールドヲーター / 18 | IMALU | イヌコネクション、インポッシブル、うしろシティ、えんにち、オジンオズボーン、カミナリ、サンシャイン池崎、下村尚輝、すゑひろがりず、センサールマン、てんしとあくま、なすなかにし、ばーん、ハリウッドザコシショウ、プラス・マイナス、ペコリーノ、ワールドヲーター            |
| 44 | 2月4日 | キングオブコント決勝進出芸人VS新星キモかわ芸人ネタバトル ② うしろシティ / 43 ③ イヌコネクション / 42 ● センサールマン / 26 ● ばーん / 23 | IMALU | イヌコネクション、インポッシブル、うしろシティ、えんにち、オジンオズボーン、カミナリ、サンシャイン池崎、下村尚輝、すゑひろがりず、センサールマン、てんしとあくま、なすなかにし、ばーん、ハリウッドザコシショウ、プラス・マイナス、ペコリーノ、ワールドヲーター            |
| 45 | 2月11日 | 王道コントVSギャグマシーン 今年売れる!?芸人ネタバトル ① てんしとあくま / 37 ③ うしろシティ / 33 ① オジンオズボーン / 30 ① ハリウッドザコシショウ / 30 | IMALU | イヌコネクション、インポッシブル、うしろシティ、えんにち、オジンオズボーン、カミナリ、サンシャイン池崎、下村尚輝、すゑひろがりず、センサールマン、てんしとあくま、なすなかにし、ばーん、ハリウッドザコシショウ、プラス・マイナス、ペコリーノ、ワールドヲーター            |
| 46 | 2月18日 | 耳から離れないネタVSものまね連発!イチオシ芸人ネタバトル ② オジンオズボーン / 32 ● ハリウッドザコシショウ / 29 ● てんしとあくま / 22 ● えんにち / 17 | 高橋愛 | アイロンヘッド、インディアンス、インポッシブル、Aマッソ、えんにち、オジンオズボーン、ORIE、末吉くん、てんしとあくま、トンツカタン、ネルソンズ、バッドナイス、ハナコ、ハリウッドザコシショウ、ハルカラ、平野ノラ、ペンギンズ、マツモトクラブ、ラフレクラン                 |
| 47 | 2月25日 | アラサー女芸人の爆笑!社内恋愛!若手芸人ネタバトル ① ラフレクラン / 45 ③ オジンオズボーン / 36 ① ハルカラ / 35 ● アイロンヘッド / 28 | 高橋愛 | アイロンヘッド、インディアンス、インポッシブル、Aマッソ、えんにち、オジンオズボーン、ORIE、末吉くん、てんしとあくま、トンツカタン、ネルソンズ、バッドナイス、ハナコ、ハリウッドザコシショウ、ハルカラ、平野ノラ、ペンギンズ、マツモトクラブ、ラフレクラン                 |
| 48 | 3月4日 | 打倒!平野ノラの人妻子持ち女芸人!若手芸人ネタバトル ① インディアンス / 40 ② ラフレクラン / 38 ● ハルカラ / 29 ● ORIE / 24 | 高橋愛 | アイロンヘッド、インディアンス、インポッシブル、Aマッソ、えんにち、オジンオズボーン、ORIE、末吉くん、てんしとあくま、トンツカタン、ネルソンズ、バッドナイス、ハナコ、ハリウッドザコシショウ、ハルカラ、平野ノラ、ペンギンズ、マツモトクラブ、ラフレクラン                 |
| 49 | 3月18日 | (3/18)平野ノラを抜かせ!ブレイク必至!若手芸人No.1決定戦 (3/25)平野ノラに続け!今年ブレイク若手芸人チャンピオン決定戦 [終] \| 順位 \| 出場芸人 \| 得点 \| ネタ順 \| \| ---- \| ---------------- \| ---- \| ------ \| \| 優勝 \| プラス・マイナス \| 44 \| 8 \| \| 2位 \| ラフレクラン \| 37 \| 5 \| \| 3位 \| オジンオズボーン \| 34 \| 3 \| \| 4位 \| イヌコネクション \| 33 \| 6 \| \| 5位 \| アイデンティティ \| 30 \| 1 \| \| 6位 \| しゃもじ \| 22 \| 4 \| \| 7位 \| マツモトクラブ \| 19 \| 7 \| \| 8位 \| うしろシティ \| 18 \| 2 \| | 藤本美貴 | アイデンティティ、イヌコネクション、岩井勇気、うしろシティ、オジンオズボーン、しゃもじ、平野ノラ、プラス・マイナス、マツモトクラブ、ラフレクラン |
| 50 | 3月25日 | (3/18)平野ノラを抜かせ!ブレイク必至!若手芸人No.1決定戦 (3/25)平野ノラに続け!今年ブレイク若手芸人チャンピオン決定戦 [終] \| 順位 \| 出場芸人 \| 得点 \| ネタ順 \| \| ---- \| ---------------- \| ---- \| ------ \| \| 優勝 \| プラス・マイナス \| 44 \| 8 \| \| 2位 \| ラフレクラン \| 37 \| 5 \| \| 3位 \| オジンオズボーン \| 34 \| 3 \| \| 4位 \| イヌコネクション \| 33 \| 6 \| \| 5位 \| アイデンティティ \| 30 \| 1 \| \| 6位 \| しゃもじ \| 22 \| 4 \| \| 7位 \| マツモトクラブ \| 19 \| 7 \| \| 8位 \| うしろシティ \| 18 \| 2 \| | 藤本美貴 | アイデンティティ、イヌコネクション、岩井勇気、うしろシティ、オジンオズボーン、しゃもじ、平野ノラ、プラス・マイナス、マツモトクラブ、ラフレクラン |
| 順位 | 出場芸人 | 得点 | ネタ順 | |
| 優勝 | プラス・マイナス | 44 | 8 | |
| 2位 | ラフレクラン | 37 | 5 | |
| 3位 | オジンオズボーン | 34 | 3 | |
| 4位 | イヌコネクション | 33 | 6 | |
| 5位 | アイデンティティ | 30 | 1 | |
| 6位 | しゃもじ | 22 | 4 | |
| 7位 | マツモトクラブ | 19 | 7 | |
| 8位 | うしろシティ | 18 | 2 | |

#### にちようチャップリン
※放送時間：日曜日 22:00 - 22:48
| 2017年度 2017年4月9日 - 2018年3月25日（47） | 2017年度 2017年4月9日 - 2018年3月25日（47） | 2017年度 2017年4月9日 - 2018年3月25日（47） | 2017年度 2017年4月9日 - 2018年3月25日（47） | 2017年度 2017年4月9日 - 2018年3月25日（47） |
| ※判定するのは笑いにシビアなスタジオゲストと観客100人! 【MC】 内村光良（ウッチャンナンチャン） 【見届人】 土田晃之 【進行】 千鳥（大悟・ノブ） 【出陣ブース】 ハリセンボン（近藤春菜・箕輪はるか）、相内優香（テレビ東京アナウンサー） 【『にちようチャップリンみどころ』進行＆審査】井戸田潤（スピードワゴン）、田中卓志（アンガールズ） | ※判定するのは笑いにシビアなスタジオゲストと観客100人! 【MC】 内村光良（ウッチャンナンチャン） 【見届人】 土田晃之 【進行】 千鳥（大悟・ノブ） 【出陣ブース】 ハリセンボン（近藤春菜・箕輪はるか）、相内優香（テレビ東京アナウンサー） 【『にちようチャップリンみどころ』進行＆審査】井戸田潤（スピードワゴン）、田中卓志（アンガールズ） | ※判定するのは笑いにシビアなスタジオゲストと観客100人! 【MC】 内村光良（ウッチャンナンチャン） 【見届人】 土田晃之 【進行】 千鳥（大悟・ノブ） 【出陣ブース】 ハリセンボン（近藤春菜・箕輪はるか）、相内優香（テレビ東京アナウンサー） 【『にちようチャップリンみどころ』進行＆審査】井戸田潤（スピードワゴン）、田中卓志（アンガールズ） | ※判定するのは笑いにシビアなスタジオゲストと観客100人! 【MC】 内村光良（ウッチャンナンチャン） 【見届人】 土田晃之 【進行】 千鳥（大悟・ノブ） 【出陣ブース】 ハリセンボン（近藤春菜・箕輪はるか）、相内優香（テレビ東京アナウンサー） 【『にちようチャップリンみどころ』進行＆審査】井戸田潤（スピードワゴン）、田中卓志（アンガールズ） | ※判定するのは笑いにシビアなスタジオゲストと観客100人! 【MC】 内村光良（ウッチャンナンチャン） 【見届人】 土田晃之 【進行】 千鳥（大悟・ノブ） 【出陣ブース】 ハリセンボン（近藤春菜・箕輪はるか）、相内優香（テレビ東京アナウンサー） 【『にちようチャップリンみどころ』進行＆審査】井戸田潤（スピードワゴン）、田中卓志（アンガールズ） |
| 回 | 放送日 | 放送内容 | ゲスト | 備考 |
| 2017 レギュラーシーズン① ＜これからチャップリン チャンピオンシリーズ＞ ※予選会は、抽選で選ばれた2～3組のこれからチャップリン芸人が1分程度のネタを見せタイマンバトルを行い、3週勝ち抜けばMC軍団の前でネタが披露できるチャンピオン大会に出場できる。 ※①1週勝ち抜き、②2週勝ち抜き、③3週勝ち抜き、●敗退。                                    | 2017 レギュラーシーズン① ＜これからチャップリン チャンピオンシリーズ＞ ※予選会は、抽選で選ばれた2～3組のこれからチャップリン芸人が1分程度のネタを見せタイマンバトルを行い、3週勝ち抜けばMC軍団の前でネタが披露できるチャンピオン大会に出場できる。 ※①1週勝ち抜き、②2週勝ち抜き、③3週勝ち抜き、●敗退。                                    | 2017 レギュラーシーズン① ＜これからチャップリン チャンピオンシリーズ＞ ※予選会は、抽選で選ばれた2～3組のこれからチャップリン芸人が1分程度のネタを見せタイマンバトルを行い、3週勝ち抜けばMC軍団の前でネタが披露できるチャンピオン大会に出場できる。 ※①1週勝ち抜き、②2週勝ち抜き、③3週勝ち抜き、●敗退。 | 2017 レギュラーシーズン① ＜これからチャップリン チャンピオンシリーズ＞ ※予選会は、抽選で選ばれた2～3組のこれからチャップリン芸人が1分程度のネタを見せタイマンバトルを行い、3週勝ち抜けばMC軍団の前でネタが披露できるチャンピオン大会に出場できる。 ※①1週勝ち抜き、②2週勝ち抜き、③3週勝ち抜き、●敗退。                                    | 2017 レギュラーシーズン① ＜これからチャップリン チャンピオンシリーズ＞ ※予選会は、抽選で選ばれた2～3組のこれからチャップリン芸人が1分程度のネタを見せタイマンバトルを行い、3週勝ち抜けばMC軍団の前でネタが披露できるチャンピオン大会に出場できる。 ※①1週勝ち抜き、②2週勝ち抜き、③3週勝ち抜き、●敗退。                                    |
| --- | --- | --- | --- | --- |
| 1 | 2017年 4月9日 22:00 - 23:18 | 旬の芸人大集結!爆笑!春のネタ祭り15連発 【芸人の皆さま】 アキラ100％、アンガールズ、コロコロチキチキペッパーズ、サンシャイン池崎、三四郎、スピードワゴン、タイムマシーン3号、ダンディ坂野、ナイツ、流れ星、ニッチェ、プラス・マイナス、ロッチ ＜これからチャップリン チャンピオン大会予選会＞ ①インディアンス / 66 ●インポッシブル / 28 （控え） アイデンティティ、カミナリ、しゃもじ、ジョイマン、笑撃戦隊、ネルソンズ、ハリウッドザコシショウ、マツモトクラブ | 小島瑠璃子 朝比奈彩 | |
| 2 | 4月16日 | ちょうどいい!愛すべき絶妙なブチャイク女芸人決定戦! 第1回「10段階で3です女子 日本一決定戦!」 【VTR出演】 いとうあさこ 【芸人の皆さま】 尼神インター、大久保佳代子、ニッチェ、フォーリンラブ ＜これからチャップリンチャンピオン大会予選会＞ ②インディアンス / 85 ●ネルソンズ / 73 ●ジョイマン / 55 （控え） アイデンティティ、しゃもじ、笑撃戦隊、トンツカタン、ハリウッドザコシショウ、プラス・マイナス、ラフレクラン | 道端アンジェリカ 大久保佳代子（オアシズ） | 10段階で3です女子No.1 ニッチェ・近藤 |
| 3 | 4月23日 | 女芸人!食べて太って皆を幸せにする日本一決定戦 第1回「ほぼ0.1トン女子 幸せに太(た)べる日本一決定戦!」 【芸人の皆さま】 おかずクラブ、森三中（大島美幸・村上知子）、ゆりやんレトリィバァ ＜これからチャップリンチャンピオン大会予選会＞ ③インディアンス / 82 ●ラフレクラン / 71 ●ハリウッドザコシショウ / 19 （控え） アイデンティティ、ジョイマン、しゃもじ、笑撃戦隊、トンツカタン、ネルソンズ、プラス・マイナス | おのののか | ほぼ0.1トン女子No.1 森三中 |
| 4 | 4月30日 | 誰も傷つけない癒しの笑い!全日本ほんわかネタ選手権 第1回「俺たち平和!全日本ほんわかネタ選手権」 【芸人の皆さま】 ニッチェ / 97 大自然 / 81 マツモトクラブ / 81 カミナリ / 58 我が家 / 53 いつもここから / 29 ＜これからチャップリンチャンピオン大会予選会＞ ①しゃもじ / 66 ●笑撃戦隊 / 63 ●トンツカタン / 42 （控え） ハリウッドザコシショウ | 筧美和子 | ほんわかネタ!No.1 ニッチェ |
| 5 | 5月7日 | オードリー春日、あばれる君＆バッドナイス常田ら、絶景ポイントでギャグ開発! 第1回「こんにちは新しい自分 絶景全力ギャグ日本一決定戦」 【声の出演】 大島美幸（森三中） 【芸人の皆さま】 あばれる君、春日俊彰（オードリー）、川村エミコ、斉藤慎二（ジャングルポケット）、バッドナイス常田 ＜これからチャップリンチャンピオン大会予選会＞ ②しゃもじ ●ハリウッドザコシショウ （控え） インディアンス、インポッシブル、Aマッソ、ジグザグジギー、トンツカタン、なすなかにし、脳みそ夫、ヤーレンズ、ラフレクラン | 佐野ひなこ ダンディ坂野 | 絶景全力ギャグNo.1 あばれる君 |
| 6 | 5月14日 22:30 - 23:18 | クセが強い!全国ブサかわ芸人!女装コントNo.1 【芸人の皆さま】 ロビンソンズ / 88 インポッシブル / 68 プラス・マイナス / 61 ライス / 42 ザブングル / 19 ＜これからチャップリンチャンピオン大会予選会＞ ③しゃもじ / 83 ●トンツカタン / 62 （控え） インディアンス、Aマッソ、ジグザギジギー、なすなかにし、脳みそ夫、ハリウッドザコシショウ、ヤーレンズ、ラフレクラン | 広瀬アリス | 女装コントNo.1 ロビンソンズ |
| 7 | 5月21日 | 本当は恋してる!?男女コンビ愛のネタ選手権 第1回「本当は恋してる!?男女コンビ愛 日本一決定戦!」 【芸人の皆さま】 相席スタート、スーパーニュウニュウ、フォーリンラブ、南海キャンディーズ、ペコリーノ、ゆにばーす ＜これからチャップリンチャンピオン大会予選会＞ ①なすなかにし ●脳みそ夫 （控え） インディアンス、インポッシブル、Aマッソ、ジグザグジギー、しゃもじ、トンツカタン、ハリウッドザコシショウ、ヤーレンズ、ラフレクラン | 入山杏奈（AKB48） | 男女コンビ愛No.1 相席スタート |
| 8 | 5月28日 | 第1回「ドラマに出たい芸人選手権」 【芸人の皆さま】 三四郎、ジャングルポケット、ずん、タイムマシーン3号、たんぽぽ ＜これからチャップリンチャンピオン大会予選会＞ ②なすなかにし ●インポッシブル （控え） Ａマッソ、オジンオズボーン、ジグザグジギー、笑撃戦隊、トンツカタン、ペンギンズ、ヤーレンズ、ラフレクラン 【チャンピオン大会出場決定芸人】 インディアンス、しゃもじ | 佐藤栞里 塚地武雅（ドランクドラゴン） | ドラマに出たい芸人No.1 タイムマシーン3号 |
| 9 | 6月4日 | 第1回「全日本ヘンな顔選手権」 【芸人の皆さま】 尼神インター、おかずクラブ、サンシャイン池崎、流れ星、ピスタチオ ＜これからチャップリンチャンピオン大会予選会＞ ③なすなかにし ●Ａマッソ （控え） インポッシブル、オジンオズボーン、ジグザグジギー、笑撃戦隊、トンツカタン、ペンギンズ、ヤーレンズ、ラフレクラン 【チャンピオン大会出場決定芸人】 インディアンス、しゃもじ | 岡田結実 ワッキー（ペナルティ） | ヘンな顔No.1 流れ星・ちゅうえい |
| 10 | 6月11日 | 10回記念!旬の芸人!豪華ネタ祭り 【芸人の皆さま】 アンガールズ、コロコロチキチキペッパーズ、ダンディ坂野、千鳥、東京03、ナイツ、プラス・マイナス ＜これからチャップリンチャンピオン大会予選会＞ ①ヤーレンズ ●ジグザグジギー （控え） イヌコネクション、Aマッソ、オジンオズボーン、オテンキ、勝又：、サイクロンＺ、笑撃戦隊、新作のハーモニカ、トンツカタン、ネルソンズ、馬鹿よ貴方は、ペンギンズ、ラフレクラン 【チャンピオン大会出場決定芸人】 インディアンス、しゃもじ、なすなかにし | 相田翔子 | |
| 11 | 6月18日 | 第1回「チャップリン歌ネタ歌謡祭」 【芸人の皆さま】 アイロンヘッド、阿佐ヶ谷姉妹、馬と魚、どぶろっく、椿鬼奴、パーマ大佐、マツモトクラブ、もりせいじゅ ＜これからチャップリンチャンピオン大会予選会＞ ②ヤーレンズ ●トンツカタン （控え） イヌコネクション、Ａマッソ、オジンオズボーン、オテンキ、勝又：、サイクロンＺ、ジグザグジギー、笑撃戦隊、新作のハーモニカ、ネルソンズ、馬鹿よ貴方は、ペンギンズ、ラフレクラン 【チャンピオン大会出場決定芸人】 インディアンス、しゃもじ、なすなかにし | 高橋真麻 | |
| 12 | 6月25日 | 納涼!おばけネタ祭り 【芸人の皆さま】 インポッシブル、カミナリ、佐久間一行、バッドナイス、パンクブーブー、パンサー、モンスターエンジン ＜これからチャップリンチャンピオン大会予選会＞ ③ヤーレンズ ①ネルソンズ （控え） イヌコネクション、Ａマッソ、オジンオズボーン、オテンキ、勝又：、こじらせハスキー、サイクロンＺ、笑撃戦隊、新作のハーモニカ、トンツカタン、脳みそ夫、馬鹿よ貴方は、ゆにばーす 【チャンピオン大会出場決定芸人】 インディアンス、しゃもじ、なすなかにし | 飯豊まりえ | |
| 13 | 7月2日 22:30 - 23:18 | 第1回「賞レース2位が集結!1位になりたい選手権!」 【VTR出演】 銀シャリ、シソンヌ 【芸人の皆さま】 小島よしお、さらば青春の光、スリムクラブ、チョコレートプラネット、バンビーノ、和牛 ＜これからチャップリンチャンピオン大会予選会＞ ②ネルソンズ / 83 ●勝又： / 60 （控え） イヌコネクション、Ａマッソ、オジンオズボーン、オテンキ、こじらせハスキー、サイクロンＺ、笑撃戦隊、新作のハーモニカ、トンツカタン、脳みそ夫、馬鹿よ貴方は、ゆにばーす 【チャンピオン大会出場決定芸人】 インディアンス、しゃもじ、なすなかにし、ヤーレンズ | 滝沢カレン | 1位：和牛 2位：チョコレートプラネット |
| 14 | 7月9日 | 若手からベテランまで!爆笑!トリオネタ祭り 【レジェンド】 ダチョウ倶楽部 【芸人】 オテンキ、ジャングルポケット、ハナコ、四千頭身、我が家 ＜これからチャップリンチャンピオン大会予選会＞ ③ネルソンズ ●馬鹿よ貴方は （控え） イヌコネクション、Ａマッソ、オジンオズボーン、こじらせハスキー、ジグザグジギー、笑撃戦隊、新作のハーモニカ、全力じじぃ、TEAM近藤、トンツカタン、脳みそ夫、ペンギンズ、ゆにばーす、ラフレクラン 【チャンピオン大会出場決定芸人】 インディアンス、しゃもじ、なすなかにし、ヤーレンズ | 堀田茜 | |
| 15 | 7月16日 | ふるさと愛満載!爆笑!ご当地ネタ祭り 第1回「ふるさと自慢が大集合!なまって笑ってネタ祭り!」 【芸人】 カミナリ、スリムクラブ、流れ星、ねじ、パンクブーブー、プラス・マイナス ＜これからチャップリンチャンピオン大会予選会＞ ①新作のハーモニカ / 77 ●ペンギンズ / 74 （控え） イヌコネクション、Ａマッソ、オジンオズボーン、こじらせハスキー、ジグザグジギー、笑撃戦隊、全力じじぃ、TEAM近藤、トンツカタン、脳みそ夫、馬鹿よ貴方は、ゆにばーす、ラフレクラン 【チャンピオン大会出場決定芸人】 インディアンス、しゃもじ、なすなかにし、ネルソンズ、ヤーレンズ                                                                                     | 石川恋 | |
| これからチャップリン「チャンピオン大会」 | | | | |
| 16 | 7月23日 22:15 - 23:03 | 敗者復活戦枠争奪SP!大会出場権残り1枠をかけた若手芸人の激しい戦い! これからチャップリン チャンピオン大会直前!最後の1枠争奪戦スペシャル 【予選会での敗退など、惜しくも出場を逃してしまい、敗者復活を強く希望する実力派芸人10組】 オジンオズボーン、ジグザグジギー、笑撃戦隊、新作のハーモニカ、全力じじぃ、TEAM近藤、トンツカタン、脳みそ夫、ペンギンズ、ラフレクラン 【これから芸人たちに新しい風を吹かせるカンフル剤になりそうな若手3組】 クロスバー直撃、霜降り明星、ヤングウッズ | 紅蘭 | 勝者 ラフレクラン |
| 17 | 7月30日 20:54 - 22:42 | テレ東お笑いフェス2017 史上最強!豪華25組が爆笑ネタ祭 これからチャップリン「チャンピオン大会」 【芸人】 ＜メインステージ＞ アキナ、銀シャリ、さらば青春の光、ジャングルポケット、タイムマシーン3号、ダンディ坂野、たんぽぽ、チョコレートプラネット、ナイツ、流れ星、ハリセンボン ＜余興ステージ＞ ワッキー（ペナルティ） ＜歌ステージ＞ アホマイルド坂本、馬と魚、クロコップ、関好江（ボルサリーノ）、椿鬼奴、ヘンダーソン ＜海ステージ＞ あかつ、小島よしお、ザ☆健康ボーイズ、しゃかりき 【これからチャップリンチャンピオン大会芸人】 ラフレクラン / 81 インディアンス / 74 しゃもじ / 71 ネルソンズ / 68 なすなかにし / 49 ヤーレンズ / 32 | 高橋ひとみ 高橋真麻 | 優勝 ラフレクラン |
| 「2017夏のお笑い王決定戦」 ※週チャンピオンは2つのブロックそれぞれから勝ち上がった2組が決勝ステージで対決する。 ※賛否両論芸人から1組だけくじ引きで出場できる。 | | | | |
| 18 | 8月6日 | 6週ぶち抜き!夏のお笑い王決定戦 1週目 - Aブロック：チョコレートプラネット（85）、コマンダンテ（77）、もりせいじゅ（66） - Bブロック：トンツカタン（79）、おとぎばなし（69）、POISON GIRL BAND（36） 【賛否両論芸人】 あかつ、イヌコネクション、インポッシブル、Aマッソ、オテンキ、おとぎばなし、ガッチキール、空気階段、ジグザグジギー、新作のハーモニカ、全力じじぃ、土佐兄弟、パーパー、ぼたもちハイビスカス | 朝日奈央 | 第1週チャンピオン チョコレートプラネット |
| 19 | 2017年8月13日 | 芸人5000人の頂点ネタバトル!夏のお笑い王決定戦 2週目 - Cブロック：インディアンス（88）、デニス（78）、オジンオズボーン（65） - Dブロック：バンビーノ（79）、アキラ100％（73）、あかつ（46） 【賛否両論芸人】 あかつ、イヌコネクション、インポッシブル、Ａマッソ、オテンキ、おとぎばなし、ガッチキール、空気階段、ジグザグジギー、新作のハーモニカ、全力じじぃ、土佐兄弟、パーパー、ぼたもちハイビスカス、わらふぢなるお | 横山由依（AKB48） | 第2週チャンピオン インディアンス |
| 20 | 8月20日 | 芸人5000人の頂点へ!夏のお笑い王決定戦 3週目 - Eブロック：ななめ45°、石出奈々子、ダイタク - Fブロック：ネルソンズ、ペンギンズ、パーパー 【賛否両論芸人】 イヌコネクション、インポッシブル、Ａマッソ、オテンキ、ガッチキール、空気階段、ジグザグジギー、新作のハーモニカ、全力じじぃ、土佐兄弟、パーパー、ぼたもちハイビスカス、わらふぢなるお | 菊地亜美 | 第3週チャンピオン ななめ45° |
| 21 | 8月27日 | 芸人5000人の頂点へ!夏のお笑い王決定戦 4週目 - Gブロック：セルライトスパ、プラス・マイナス、梅小鉢 - Hブロック：マツモトクラブ、オテンキ、とろサーモン 【賛否両論芸人】 イヌコネクション、インポッシブル、Ａマッソ、オテンキ、ガッチキール、空気階段、ジグザグジギー、新作のハーモニカ、全力じじぃ、土佐兄弟、ぼたもちハイビスカス、わらふぢなるお | 板野友美 | 第4週チャンピオン マツモトクラブ |
| 22 | 9月3日 | 芸人5000人の頂点へ!夏のお笑い王決定戦 5週目 - Iブロック：流れ星、ハナコ、しゃもじ - Jブロック：インポッシブル、なすなかにし、大自然 【賛否両論芸人】 イヌコネクション、インポッシブル、Ａマッソ、ガッチキール、空気階段、ジグザグジギー、新作のハーモニカ、全力じじぃ、土佐兄弟、ぼたもちハイビスカス、わらふぢなるお | 橋本マナミ | 第5週チャンピオン 流れ星 |
| 23 | 9月10日 | 今夜チャンピオン決定SP 夏のお笑い王決定戦 グランドチャンピオン大会 ※優勝者には、にちようチャップリン特製の金塊を贈呈。 【芸人】 インディアンス、チョコレートプラネット、流れ星、ななめ45°、マツモトクラブ 【敗者復活芸人】 インポッシブル、セルライトスパ、トンツカタン、ネルソンズ、バンビーノ | 千秋 | 優勝：インディアンス 2位：流れ星 3位：ななめ45° 4位：チョコレートプラネット 5位：マツモトクラブ 6位：ネルソンズ |
| 2017 レギュラーシーズン② | | | | |
| 24 | 9月17日 | 大爆笑"歌ネタ"芸人!本物超え!?細川たかしRG 第2回「チャップリン歌ネタ歌謡祭」 【声の出演】 太田隆司（いぬ） 【芸人】 アイロンヘッド、金谷ヒデユキ、こがけん、田中上野、椿鬼奴、テツandトモ、てんしとあくま、東京太・ゆめ子、ななめ45°、レイザーラモンRG 【一芸チャップリン 芸人】 足ゾンビ加藤（侍スライス）、井元英志（インポッシブル）、大寺惇平（サルエル）、小阪浩己（スカイサーキット）、西村真ニ（ラフレクラン） | 北原里英（当時NGT48） | |
| 25 | 9月24日 | "最強ものまね祭り"ホンモノ超えた!30連発 第1回「チャップリンものまねネタ祭り」 【芸人】 アイデンティティ、カミナリ、神奈月、立川真司、チョコレートプラネット、土佐兄弟、原口あきまさ、プラス・マイナス、ホリ、丸山礼 【一芸チャップリン芸人】 しょーこ、ピーマンズスタンダード、山崎ユタカ、オジンオズボーン、ハッポゥくん | 大石絵理 | |
| 26 | 10月8日 | 全国なまりネタ祭り 爆笑!青森弁で漫才VS秋田弁コント 第2回「なまって笑ってネタ祭り」 【芸人】 あどばるーん、インディアンス、しゃもじ、ダイタク、トータルテンボス、ねじ、パンクブーブー 【一芸チャップリン芸人】 オジンオズボーン、トム・ブラウン、ハッポゥくん | 大川藍 | |
| 27 | 10月15日 | 最強6組!熱演コント"ドラマ出たい芸人" 第2回「演技力を見て!ドラマに出たい人祭り」 【芸人】 さらば青春の光、タイムマシーン3号、流れ星、NON STYLE、パーパー、ハナコ 【一芸チャップリン芸人】 ギャルズ、トンツカタン、ゆにばーす | 岡田紗佳 | |
| 「お笑い王決定戦2017」 ※優勝賞金・テレ東の限界!300万円をかけた熱いバトル。 ※週チャンピオンは前後半それぞれから勝ち上がった2組が決勝ステージで対決する。 | | | | |
| 28 | 10月29日 | 王者も参戦!最強42組トーナメント9週ぶち抜き お笑い王決定戦2017 1週目 - 前半：プラス・マイナス、パーパー、我が家 - 後半：ジェラードン、デニス、東京ホテイソン | 内田理央 | 第1週チャンピオン ジェラードン |
| 29 | 11月5日 | 王者も参戦!最強42組トーナメント お笑い王決定戦2017 2週目 - 前半：トンツカタン、学天即、ガンバレルーヤ - 後半：超新塾、ダイタク、わらふぢなるお | 谷まりあ | 第2週チャンピオン 超新塾 |
| 30 | 11月12日 | 最強42組トーナメント お笑い王決定戦2017 3週目 - 前半：しゃもじ、おとぎばなし、田中上野 - 後半：天竺鼠、しずる、大自然 | りゅうちぇる | 第3週チャンピオン しゃもじ |
| 31 | 11月19日 | 最強42組トーナメント お笑い王決定戦2017 4週目 - 前半：ラフレクラン、ラブレターズ、おいでやす小田 - 後半：ニッチェ、ペンギンズ、四千頭身 | 岡田結実 | 第4週チャンピオン ラフレクラン |
| 32 | 11月26日 | キングオブコント王者電撃参戦!お笑い王決定戦2017 5週目 - 前半：アイデンティティ、かまいたち、ジグザギジギー - 後半：オジンオズボーン、こゝろ、Ａマッソ | IMALU | 第5週チャンピオン アイデンティティ |
| 33 | 12月3日 | 内村が絶賛トリオに奇跡!お笑い王決定戦2017 6週目 - 前半：うしろシティ、ピスタチオ、ヘンダーソン - 後半：ネルソンズ、丸山礼、2丁拳銃 | 藤田ニコル | 第6週チャンピオン うしろシティ |
| 34 | 12月10日 | M-1 vs R-1の2位撃沈!お笑い王決定戦2017 7週目 - 前半：マルセイユ、スリムクラブ、TEAM BANANA - 後半：マツモトクラブ、インポッシブル、さらば青春の光 | ほのか | 第7週チャンピオン マルセイユ |
| 35 | 12月17日 | 2017お笑い王決定戦"敗者復活 SP"頂上決戦!実力派7組 【芸人】 オジンオズボーン、天竺鼠、トンツカタン、ニッチェ、ネルソンズ、プラス・マイナス、マツモトクラブ | 筧美和子 | 敗者復活 ネルソンズ |
| 36 | 12月24日 22:00 - 23:24 | 今夜チャンピオン決定!"お笑い王決勝2017" お笑い王決定戦2017 グランドチャンピオン大会 【出場芸人】 アイデンティティ、うしろシティ、ジェラードン、しゃもじ、超新塾、ネルソンズ、マルセイユ、ラフレクラン 【ゲスト芸人】 インディアンス（2017夏のお笑い王決定戦優勝） | 若槻千夏 | 優勝：マルセイユ 第2位：ネルソンズ 第3位：ラフレクラン 第4位：しゃもじ 第5位：ジェラードン 第6位：超新塾 第7位：うしろシティ 第8位：アイデンティティ |
| 2018 レギュラーシーズン | | | | |
| 37 | 2018年 1月7日 | "爆笑ネタ祭り2018"千鳥!ハリセン!アンガ!スピワ 「2018年の笑いはじめ!めでたいファミリーネタ祭り!」 【芸人】 アンガールズ、くまだまさし、シューマッハ、すゑひろがりず、スピードワゴン、千鳥、ハッポゥくん、ハリセンボン 【一芸チャップリン芸人】 原佑希（ゆにばーす）、プラス・マイナス | はいだしょうこ | |
| 38 | 1月14日 | "2018ブレイク芸人"今一番!面白い15連発 「2018年ブレイク確実!新春大大大売り出しSP」 【芸人】 アイデンティティ、アイロンヘッド、アキラ100％、馬と魚、さらば青春の光、ジェラードン、タイムマシーン3号、田中上野、チョコレートプラネット、トンツカタン、ネルソンズ、脳みそ夫、パーパー、パーマ大佐、もりせいじゅ、和牛 【一芸チャップリン芸人】 プラス・マイナス、5ＧＡＰ、ニューヨーク、しゃもじ | | |
| 39 | 1月21日 | "打倒!にゃんこスター!!2018爆笑男女コンビネタ祭り" 第2回「男女コンビネタ祭り!」 【芸人】 相席スタート、おとぎばなし、しゃもじ、スーパーニュウニュウ、にゃんこスター、パーパー、フォーリンラブ、まんぷくフーフー、めいどのみやげ 【一芸チャップリン芸人】 おべんとばこ、芝大輔（モグライダー）、ガン太（マッハスピード豪速球）、かんちゃま | 三戸なつめ | |
| 40 | 1月28日 | "全力ものまね32発!本物超えたニセ者祭り" 第2回「新進気鋭の若手からベテランまで大集合!チャップリンものまねネタ祭り」 【声の出演】 GO（オテンキ） 【芸人】 イージードゥダンサーズ、馬と魚、鬼越トマホーク、ジャッキーちゃん、じゅんいちダビッドソン、末吉くん、チョコレートプラネット、なすなかにし、原口あきまさ、ハリウッドザコシショウ、メルヘン須長、やしろ優、山本高広、りんご 【一芸チャップリン芸人】 ガン太（マッハスピード豪速球）、かんちゃま、カンカン（全力じじぃ）、ナオ・デストラーデ（湘南デストラーデ） | 稲村亜美 | |
| 41 | 2月4日 | "賞レース決勝芸人"夢の共演!2017KOC vs M-1王 【声の出演】 荒木誠也（こゝろ） 【芸人】 かまいたち、まさらば青春の光、サンシャイン池崎、タイムマシーン3号、にゃんこスター、笑い飯 【一芸チャップリン芸人】 紺野ぶるま、オテンキ、四千頭身、こぐれ 【若手発掘約30秒芸人】 こぐれ | 佐藤美希 | |
| 42 | 2月11日 | "ぽちゃカワ芸人祭"体重も笑いも100kg級のネタ10連発! 【芸人】 いかちゃん、駆け抜けて軽トラ、タイムマシーン3号、Wエンジン、TEAM BANANA、どんぐりパワーズ、ニッチェ、はなしょー、ぼたもちハイビスカス、まんぷくフーフー 【一芸チャップリン芸人】 インポッシブル、こゝろ、ジェラードン 【若手発掘約30秒芸人】 ハッピーマックスみしま | | |
| 43 | 2月18日 | "大集結!ブレイク芸人60秒で笑えるネタ15連発!"未開拓芸人発掘SP 【チャップリンファミリー芸人】 アンガールズ、アキラ100％、カミナリ、チョコレートプラネット 【芸人】 いぬ、お見送り芸人しんいち、完熟フレッシュ、3時のヒロイン、THE GREATEST HITS、新鮮なたまご、台風クラブ、天狗、東京ホテイソン、ブリキカラス、牧野ステテコ、宮下草薙、りんご、ロングアイランド 【一芸チャップリン芸人】 おかゆ太郎、谷+1。、橋山メイデン、ボヨンボヨン、れおてぃ（かぎしっぽ） 【若手発掘約30秒芸人】 兜蟹 | | |
| 「天下一トーナメント」 4週ぶち抜き特別企画"お前たちはきっと他局さんでも通用する! ※優勝特典は図書カード3万円分。 ※（）内の数字は得点。 | | | | |
| 44 | 3月4日 | "今一番!面白い芸人16組ネタバトル"大会1週目 【芸人】 アイデンティティ、インディアンス、インポッシブル、Ａマッソ、オジンオズボーン、ジェラードン、しゃもじ、東京ホテイソン、トンツカタン、ネルソンズ、パーパー、プラス・マイナス、ペンギンズ、マツモトクラブ、マルセイユ、ラフレクラン トンツカタン（62） vs インポッシブル（38） パーパー（18） vs ジェラードン（82） プラス・マイナス（80） vs 東京ホテイソン（20） ラフレクラン（70） vs Aマッソ（30） 【若手発掘約30秒芸人】 キノシタズ | | 勝者 トンツカタン ジェラードン プラス・マイナス ラフレクラン |
| 45 | 3月11日 | "他の芸人ぜんぶ抜く!天下一トーナメント"爆笑16組!大会2週目 【芸人】 アイデンティティ、インディアンス、オジンオズボーン、しゃもじ、ネルソンズ、ペンギンズ、マツモトクラブ、マルセイユ マツモトクラブ（44） vs しゃもじ（56） オジンオズボーン（20） vs インディアンス（80） ネルソンズ（78） vs アイデンティティ（22） マルセイユ（54） vs ペンギンズ（46） 【若手発掘約30秒芸人】 ランパンプス | | 勝者 しゃもじ インディアンス ネルソンズ マルセイユ |
| 46 | 3月18日 | "大激突!最強ベスト8!!天下一トーナメント準々決勝" 【芸人】 インディアンス、ジェラードン、しゃもじ、トンツカタン、ネルソンズ、プラス・マイナス、マルセイユ、ラフレクラン トンツカタン（54） vs ジェラードン（46） プラス・マイナス（36） vs ラフレクラン（64） しゃもじ（20） vs インディアンス（80） ネルソンズ（72） vs マルセイユ（28） 【若手発掘約30秒芸人】 Gパンパンダ | | 勝者 トンツカタン ラフレクラン インディアンス ネルソンズ |
| 47 | 3月25日 | "最強16組から今夜チャンピオン決定!天下一ネタバトル" 【芸人】 インディアンス、トンツカタン、ネルソンズ、ラフレクラン 準決勝 トンツカタン（36） vs ラフレクラン（64） インディアンス（50） vs ネルソンズ（50） 決勝戦 ラフレクラン（42） vs ネルソンズ（58） 【若手発掘約30秒芸人】 パークアンドパークス | | 優勝 ネルソンズ |

| 2018年度 2018年4月1日 - 2018年9月23日（25） | 2018年度 2018年4月1日 - 2018年9月23日（25） | 2018年度 2018年4月1日 - 2018年9月23日（25） | 2018年度 2018年4月1日 - 2018年9月23日（25） |
| ※判定するのは井戸田潤(スピードワゴン)、田中卓志(アンガールズ)と観客46人! 【MC】 内村光良（ウッチャンナンチャン） 【見届人】 土田晃之、箕輪はるか（ハリセンボン） 【進行】 千鳥（大悟・ノブ） 【出陣ブース】 近藤春菜（ハリセンボン）、角谷暁子（テレビ東京アナウンサー） 【『みどころチャップリン』進行＆審査】 井戸田潤（スピードワゴン）、田中卓志（アンガールズ） | ※判定するのは井戸田潤(スピードワゴン)、田中卓志(アンガールズ)と観客46人! 【MC】 内村光良（ウッチャンナンチャン） 【見届人】 土田晃之、箕輪はるか（ハリセンボン） 【進行】 千鳥（大悟・ノブ） 【出陣ブース】 近藤春菜（ハリセンボン）、角谷暁子（テレビ東京アナウンサー） 【『みどころチャップリン』進行＆審査】 井戸田潤（スピードワゴン）、田中卓志（アンガールズ） | ※判定するのは井戸田潤(スピードワゴン)、田中卓志(アンガールズ)と観客46人! 【MC】 内村光良（ウッチャンナンチャン） 【見届人】 土田晃之、箕輪はるか（ハリセンボン） 【進行】 千鳥（大悟・ノブ） 【出陣ブース】 近藤春菜（ハリセンボン）、角谷暁子（テレビ東京アナウンサー） 【『みどころチャップリン』進行＆審査】 井戸田潤（スピードワゴン）、田中卓志（アンガールズ） | ※判定するのは井戸田潤(スピードワゴン)、田中卓志(アンガールズ)と観客46人! 【MC】 内村光良（ウッチャンナンチャン） 【見届人】 土田晃之、箕輪はるか（ハリセンボン） 【進行】 千鳥（大悟・ノブ） 【出陣ブース】 近藤春菜（ハリセンボン）、角谷暁子（テレビ東京アナウンサー） 【『みどころチャップリン』進行＆審査】 井戸田潤（スピードワゴン）、田中卓志（アンガールズ） |
| 回 | 放送日 | 出場芸人 / 得点（太字が勝者） | 備考 |
| 1年ぶっ通し!「お笑い王決定戦2018」 | 1年ぶっ通し!「お笑い王決定戦2018」 | 1年ぶっ通し!「お笑い王決定戦2018」 | 1年ぶっ通し!「お笑い王決定戦2018」 |
| --- | --- | --- | --- |
| 48 | 2018年 4月1日 | "開幕!史上最強168組ネタバトル「お笑い王決定戦2018」" ジェラードン / 100 ペンギンズ / 90 空気階段 / 88 ピーマンズスタンダード / 80 ZAZY / 74 パーパー / 68 馬鹿よ貴方は / 64 | |
| 49 | 4月8日 | "お笑い王決定戦2018"激突!史上最強168組ネタトーナメント プラス・マイナス / 88 鬼越トマホーク / 80 ハナコ / 76 3時のヒロイン / 74 モグライダー / 78 脳みそ夫 / 62 うしろシティ / 56 | |
| 50 | 4月15日 | "お笑い王決定戦2018"激突!史上最強168組ネタトーナメント インディアンス / 96 しずる / 90 三拍子 / 82 牧野ステテコ / 80 ジグザグジギー / 74 永野 / 72 どんぐりパワーズ / 66 | 【ゲスト】 小池栄子 |
| 51 | 4月22日 | "今夜4月王者誕生!2018お笑い王決定戦"168組バトル ジェラードン / 98 プラス・マイナス / 92 インディアンス / 90 鬼越トマホーク / 84 ペンギンズ / 82 しずる / 80 | 4月チャンピオン ジェラードン |
| 52 | 4月29日 | "参上!伝説R‐1王者【2018お笑い王決戦】168組バトル" ザ・ギース / 90 トンツカタン / 80 アキラ100% / 78 アイデンティティ / 74 はなしょー / 72 天狗 / 70 笑撃戦隊 / 68 | |
| 53 | 5月6日 | "あの天下一王者が来た!2018お笑い王決戦"168組バトル 2丁拳銃 / 90 ネルソンズ / 86 小島よしお / 82 レインボー / 82 宮下草薙 / 76 ジャイアントジャイアン / 68 ヤーレンズ / 66 | |
| 54 | 5月13日 | まさか内村ネタ参戦!?総勢168組"2018お笑い王決戦" 大自然 / 84 流れ星 / 80 東京ホテイソン / 70 マツモトクラブ / 70 だーりんず / 66 LOVE / 60 トム・ブラウン / 58 | |
| 55 | 5月20日 | "5月王者決定!お笑い王2018"大波乱コントVS漫才 ネルソンズ / 94 流れ星 / 94 トンツカタン / 86 ザ・ギース / 86 2丁拳銃 / 76 大自然 / 70 | 5月チャンピオン ネルソンズ |
| 56 | 5月27日 23:30 - 翌0:18 | "見えた!?流行語大賞!うたネタ新星!2018お笑い王決戦" 阿佐ヶ谷姉妹 / 88 やさしいズ / 88 オテンキ / 86 わらふぢなるお / 84 ジャンゴ / 82 ニューヨーク / 66 インポッシブル / 60 | |
| 57 | 6月3日 22:30 - 23:18 | "ベテラン芸人に挑戦状!2018お笑い王決定戦"21歳トリオ 四千頭身 / 96 ラフレクラン / 92 石出奈々子 / 78 バンビーノ / 74 なすなかにし / 72 EXIT / 70 アイロンヘッド / 60 | |
| 58 | 6月10日 | "激突!キングオブコント王VS西の漫才王2018お笑い王決戦" 霜降り明星 / 92 全力じじぃ / 90 ななめ45° / 86 コロコロチキチキペッパーズ / 80 オジンオズボーン / 66 ゾフィー / 66 アントワネット / 62 | |
| 59 | 6月17日 | "大波乱…中年VS新星!2018お笑い王決戦6月決勝" やさしいズ / 94 ラフレクラン / 90 阿佐ヶ谷姉妹 / 88 霜降り明星 / 86 全力じじぃ / 78 四千頭身 / 74 | 6月チャンピオン やさしいズ |
| 60 | 6月24日 | 人気芸人!テレビ初出し＆鉄板ネタ祭り アンガールズ、劇団椿(椿鬼奴・グランジ大・大山英雄)、ダンディ坂野、千鳥、トータルテンボス、ハマカーン、ハリセンボン | |
| 61 | 7月1日 | "あの伝説の王者が来た!2018お笑い王決戦" 土佐兄弟 / 86 ザブングル / 86 マルセイユ / 84 しゃもじ / 82 TEAM BANANA / 76 ダイタク / 76 スリムクラブ / 74 | |
| 62 | 7月8日 | "激突!М‐1VSキングオブコント実力派!2018お笑い王決戦" スーパーマラドーナ / 96 ものいい / 90 ラブレターズ / 86 中村涼子 / 84 スーパーニュウニュウ / 68 ガンバレルーヤ / 68 キラキラ関係 / 68 | |
| 63 | 7月15日 | "大人気!おんな芸人祭!2018お笑い王決定戦" 学天即 / 90 たんぽぽ / 86 いかちゃん / 78 新作のハーモニカ / 72 ピスタチオ / 72 天竺鼠 / 70 AMEMIYA / 66 | |
| 64 | 7月22日 | "今夜7月王者が決定!2018お笑い王決定戦" スーパーマラドーナ / 94 土佐兄弟 / 94 ザブングル / 94 学天即 / 92 たんぽぽ / 80 ものいい / 72 | 7月チャンピオン スーパーマラドーナ |
| 65 | 8月5日 22:20 - 23:08 | "激突!R‐1準優勝VS謎の最強漫才師 2018お笑い王決戦" アジアン / 94 ストレッチーズ / 90 きつね / 88 デニス / 78 夜ふかしの会 / 70 アモーン / 68 ネゴシックス / 60 | |
| 66 | 8月12日 22:20 - 23:08 | "内村絶賛!欽ちゃん芸人VS妄想女子!2018お笑い王決戦" 我が家 / 90 井下好井 / 86 そいつどいつ / 80 ランジャタイ / 74 吉住 / 66 ザ・たっち / 60 シオマリアッチ / 60 | |
| 67 | 8月19日 | "出た!100点漫才!2018お笑い王決戦 究極の顔芸" アインシュタイン / 100 アキナ / 96 卯月 / 92 アンバランス / 82 まんぷくフーフー / 70 ブリキカラス / 66 グランジ / 66 | |
| 68 | 8月26日 | "内村泣いた…今夜8月王者決定!2018お笑い王決戦" アインシュタイン / 96 井下好井 / 92 我が家 / 90 アキナ / 90 ストレッチーズ / 88 アジアン / 86 | 8月チャンピオン アインシュタイン |
| 69 | 9月2日 | "ちょっと待った!2018お笑い王に賞レース決勝芸人参戦" タイムマシーン3号 / 94 コマンダンテ / 88 ファイヤーサンダー / 88 ジョイマン / 86 きしたかの / 84 河邑ミク / 72 アイアム野田 / 64 | |
| 70 | 9月9日 | "激突!R‐1王者VSおもしろ荘チャンプ!2018お笑い王決戦" キズナ / 92 クロコップ / 88 まんじゅう大帝国 / 86 さすらいラビー / 84 超新塾 / 84 ザ☆健康ボーイズ / 60 ハリウッドザコシショウ / 56 | |
| 71 | 9月16日 | "参上!最強キングオブコント王!2018お笑い王決戦" さや香 / 94 かもめんたる / 92 マヂカルラブリー / 82 おとぎばなし / 80 田中上野 / 78 電氣ブラン / 74 ダンビラムーチョ / 72 | |
| 72 | 9月23日 | "今夜!9月王者が決定!2018お笑い王決戦 [終]" タイムマシーン3号 / 98 クロコップ / 90 コマンダンテ / 90 かもめんたる / 80 キズナ / 88 さや香 / 72 | 9月チャンピオン タイムマシーン3号 |
| 「お笑い王決定戦2018」は、『そろそろ にちようチャップリン』に引き継ぐ。 | | | |

#### そろそろ にちようチャップリン
※放送時間：土曜日 23:55 - 翌0:20
| 2018シリーズ 10月6日 - 12月24日（12+1） | 2018シリーズ 10月6日 - 12月24日（12+1） | 2018シリーズ 10月6日 - 12月24日（12+1） | 2018シリーズ 10月6日 - 12月24日（12+1） |
| ※特別審査員（各4点）と観客46人（各2点）が審査（100点満点）。 【MC】 内村光良（ウッチャンナンチャン）、土田晃之 【見届人】 箕輪はるか（ハリセンボン） 【進行】 千鳥（大悟・ノブ） 【特別審査員】井戸田潤（スピードワゴン）、田中卓志（アンガールズ） 【出陣ブース】 近藤春菜（ハリセンボン）、角谷暁子（テレビ東京アナウンサー） 【ナレーター】 小島秀公（テレビ東京アナウンサー） | ※特別審査員（各4点）と観客46人（各2点）が審査（100点満点）。 【MC】 内村光良（ウッチャンナンチャン）、土田晃之 【見届人】 箕輪はるか（ハリセンボン） 【進行】 千鳥（大悟・ノブ） 【特別審査員】井戸田潤（スピードワゴン）、田中卓志（アンガールズ） 【出陣ブース】 近藤春菜（ハリセンボン）、角谷暁子（テレビ東京アナウンサー） 【ナレーター】 小島秀公（テレビ東京アナウンサー） | ※特別審査員（各4点）と観客46人（各2点）が審査（100点満点）。 【MC】 内村光良（ウッチャンナンチャン）、土田晃之 【見届人】 箕輪はるか（ハリセンボン） 【進行】 千鳥（大悟・ノブ） 【特別審査員】井戸田潤（スピードワゴン）、田中卓志（アンガールズ） 【出陣ブース】 近藤春菜（ハリセンボン）、角谷暁子（テレビ東京アナウンサー） 【ナレーター】 小島秀公（テレビ東京アナウンサー） | ※特別審査員（各4点）と観客46人（各2点）が審査（100点満点）。 【MC】 内村光良（ウッチャンナンチャン）、土田晃之 【見届人】 箕輪はるか（ハリセンボン） 【進行】 千鳥（大悟・ノブ） 【特別審査員】井戸田潤（スピードワゴン）、田中卓志（アンガールズ） 【出陣ブース】 近藤春菜（ハリセンボン）、角谷暁子（テレビ東京アナウンサー） 【ナレーター】 小島秀公（テレビ東京アナウンサー） |
| 回 | 放送日 | 出場芸人（○数字は順位） / 得点（太字が勝者） | 備考 |
| 1年ぶっ通しお笑い王決定戦2018「お笑い王決定戦2018」を、『にちようチャップリン』から引き継ぐ。 | 1年ぶっ通しお笑い王決定戦2018「お笑い王決定戦2018」を、『にちようチャップリン』から引き継ぐ。 | 1年ぶっ通しお笑い王決定戦2018「お笑い王決定戦2018」を、『にちようチャップリン』から引き継ぐ。 | 1年ぶっ通しお笑い王決定戦2018「お笑い王決定戦2018」を、『にちようチャップリン』から引き継ぐ。 |
| --- | --- | --- | --- |
| 1 | 10月6日 | "緊急参戦!王者ハナコお笑い王2018"[新] 第7回 チャンピオン大会 予選Aブロック前半戦 ①ハナコ / 96 ③こゝろ / 84 ⑥ななまがり / 76 ⑦レイザーラモン / 72 | |
| 2 | 10月13日 | "ハナコ衝撃!芸歴24年芸人!お笑い王決定戦" 第7回チャンピオン大会 予選Aブロック後半戦 ①東京ホテイソン / 96 ③や団 / 84 ⑤アメリカザリガニ / 82 | |
| 3 | 10月20日 | "出た!100点コント&品川庄司が緊急参戦" 第7回チャンピオン大会 予選Bブロック前半戦 ①ザ・ギース / 100 ③品川庄司 / 90 ④男性ブランコ / 88 | |
| 4 | 10月27日 | "緊急参戦!2018ブレイク親子コンビ" 第7回チャンピオン大会 予選Bブロック後半戦 ②インディアンス / 92 ⑤ロビンソンズ / 80 ⑤さらば青春の光 / 80 ⑦完熟フレッシュ / 70 | |
| 5 | 11月3日 | "内村が激怒!男女コンビVSテレビ初登場芸人" 第7回チャンピオン大会 予選Cブロック前半戦 ③トンツカタン / 92 ⑤フォーリンラブ / 78 ⑥ロビンフット / 72 ⑦キュウ / 70 | |
| 6 | 11月10日 | "チョコプラVS関西イケメンコンビ" 第7回チャンピオン大会 予選Cブロック後半戦 ①チョコレートプラネット / 94 ①トット / 94 ④四千頭身 / 82 | |
| 7 | 11月17日 | "ハナコVSブレイク中!クセが強いつっこみ漫才" 第7回チャンピオン大会決勝前半戦 ①ハナコ / 94 ①東京ホテイソン / 94 ⑥トット / 80 | 第7回チャンピオン ハナコ |
| 8 | 11月24日 | "因縁…再び!ハナコVSチョコプラお笑い王2018" 第7回チャンピオン大会決勝後半戦 ③ザ・ギース / 92 ④チョコレートプラネット / 90 ⑤インディアンス / 86 | 第7回チャンピオン ハナコ |
| 9 | 12月1日 | "輝け!インパクト芸人大賞" 1年ぶっ通しお笑い王決定戦2018 スピンオフ企画 アイアム野田（鬼ヶ島）、アモーン、アンバランス、いかちゃん、鬼越トマホーク、キラキラ関係、デニス、トム・ブラウン、宮下草薙 | インパクト芸人大賞 宮下草薙 |
| 10 | 12月8日 | "残り１枠!勝ち残るのは誰だ!?敗者復活戦" 敗者復活戦前半戦 ①東京ホテイソン / 98 ④井下好井 / 86 ④ザブングル / 86 ⑧クロコップ / 72 | 敗者復活戦チャンピオン コマンダンテ |
| 11 | 12月15日 | "出るか100点満点!残り1枠…敗者復活戦" 敗者復活戦後半戦 ①コマンダンテ / 98 ③ラフレクラン / 96 ⑥プラス・マイナス / 82 ⑦土佐兄弟 / 80 | 敗者復活戦チャンピオン コマンダンテ |
| 12 | 12月22日 | "内村絶賛の世界一わかりやすい見どころ解説スペシャル!" グランドチャンピオン大会直前SP 【個別に紹介】 アインシュタイン、ジェラードン、ネルソンズ、ハナコ 【まとめて紹介】 コマンダンテ、スーパーマラドーナ、タイムマシーン3号、やさしいズ | |
| SP1 | 12月24日 22:00 - 23:24 | グランドチャンピオン大会 ※優勝賞金200万円、副賞は冠特番。 ※観客193人（各1点）とゲスト2人（各2点）、特別審査員（井戸田と田中、各2点）が審査（201点満点）。 【ゲスト審査員】 三浦理恵子、佐藤栞里 【応援団】 コマンダンテ応援団：ザブングル、ジェラードン応援団：バーレスク東京のみなさま、ハナコ応援団：岡部バイト先のみなさま ＜第1ステージ＞ ※上位2組が決勝進出。 ☆ネルソンズ / 180 ☆やさしいズ / 179 タイムマシーン3号 / 169 アインシュタイン / 166 コマンダンテ / 164 ジェラードン / 156 スーパーマラドーナ / 152 ハナコ / 151 ＜決勝ステージ＞ ☆やさしいズ（151） vs ネルソンズ（50） | 優勝 やさしいズ |

|       | そろそろチーム | にちようチーム                         |
| ----- | -------------- | -------------------------------------- |
| 1回戦 | 小島よしお     | オジンオズボーン                       |
| 2回戦 | トム・ブラウン | 田中上野                               |
| 3回戦 | フタリシズカ   | まとばゆう                             |
| 4回戦 | 阿佐ヶ谷姉妹   | 劇団椿（椿鬼奴、大山英雄、グランジ大） |

|       | 白組           | 紅組             |
| ----- | -------------- | ---------------- |
| 1回戦 | 天狗           | メンバー         |
| 2回戦 | ルシファー吉岡 | ZAZY             |
| 3回戦 | 2700           | バンビーノ       |
| 4回戦 | デニス         | オジンオズボーン |
| 5回戦 | Groovy Rubbish | ソノヘンノ女     |

|       | 白組                                                         | 紅組               |
| ----- | ------------------------------------------------------------ | ------------------ |
| 1回戦 | プラス・マイナス                                             | アイデンティティ   |
| 2回戦 | 駆け抜けて軽トラ                                             | りんごちゃん       |
| 3回戦 | アントキの猪木、おばたのお兄さん                             | 石出奈々子、とくこ |
| 4回戦 | ホリ＆ものまね軍団（河口こうへい、ハリウリサ、メルヘン須長） | Mr.シャチホコ      |

| 順位 | 芸人（太字：ネタプレイバック） | 披露数 |
| ---- | ------------------------------ | ------ |
| 1    | ネルソンズ                     | 31     |
| 1    | しゃもじ                       | 31     |
| 3    | マツモトクラブ                 | 29     |
| 4    | トンツカタン                   | 28     |
| 5    | ラフレクラン                   | 27     |
| 6    | オジンオズボーン               | 25     |
| 7    | インディアンス                 | 23     |
| 7    | プラス・マイナス               | 23     |
| 9    | ジグザグジギー                 | 21     |
| 10   | インポッシブル                 | 20     |
| 11   | タイムマシーン3号              | 17     |
| 11   | ヤーレンズ                     | 17     |
| 13   | アキラ100%                     | 15     |
| 14   | チョコレートプラネット         | 13     |
| 15   | アイデンティティ               | 12     |

| 2021シリーズ 1月10日 - 12月25日（51） | 2021シリーズ 1月10日 - 12月25日（51） | 2021シリーズ 1月10日 - 12月25日（51） | 2021シリーズ 1月10日 - 12月25日（51） |
| 回 | 放送日 | 出演 | 備考 |
| 2021 レギュラーシーズン ※スタジオ収録（無観客）。 【ナレーター】 小島秀公（テレビ東京アナウンサー）、矢内雄一郎（テレビ東京アナウンサー） | 2021 レギュラーシーズン ※スタジオ収録（無観客）。 【ナレーター】 小島秀公（テレビ東京アナウンサー）、矢内雄一郎（テレビ東京アナウンサー） | 2021 レギュラーシーズン ※スタジオ収録（無観客）。 【ナレーター】 小島秀公（テレビ東京アナウンサー）、矢内雄一郎（テレビ東京アナウンサー） | 2021 レギュラーシーズン ※スタジオ収録（無観客）。 【ナレーター】 小島秀公（テレビ東京アナウンサー）、矢内雄一郎（テレビ東京アナウンサー） |
| --- | --- | --- | --- |
| 115 | 1月10日 0:25 - 0:50 | 2021年笑いはじめ!チャップリンファミリーネタ祭り! 【MC】 内村光良（ウッチャンナンチャン）、土田晃之 【アシスタント】 角谷暁子（テレビ東京アナウンサー） 【ファミリー芸人】 [前半戦] アンガールズ、クールポコ。、千鳥、ハイキングウォーキング [後半戦] スピードワゴン、ダンディ坂野、ハリセンボン、プラス・マイナス | |
| 116 | 1月16日 | 2021年笑いはじめ!チャップリンファミリーネタ祭り! 【MC】 内村光良（ウッチャンナンチャン）、土田晃之 【アシスタント】 角谷暁子（テレビ東京アナウンサー） 【ファミリー芸人】 [前半戦] アンガールズ、クールポコ。、千鳥、ハイキングウォーキング [後半戦] スピードワゴン、ダンディ坂野、ハリセンボン、プラス・マイナス | |
| 117 | 1月23日 | 2週ぶち抜き企画「爆笑ものまねネタ祭り」 【MC】 内村光良（ウッチャンナンチャン）、土田晃之 【進行】 ハリセンボン 【芸人】 [前半戦] ドラゴンボール芸人（アイデンティティ、R藤本、BAN BAN BAN・山本正剛）、とくこ、ものまね紅白歌合戦（ミラクルひかる、山本高広、ホリ）、オキシジェン、原口あきまさ [後半戦] プラス・マイナス、天才ピアニスト、変人（原口あきまさ、ホリ、ミラクルひかる、山本高広）                                                                                                   | |
| 118 | 1月30日 | 2週ぶち抜き企画「爆笑ものまねネタ祭り」 【MC】 内村光良（ウッチャンナンチャン）、土田晃之 【進行】 ハリセンボン 【芸人】 [前半戦] ドラゴンボール芸人（アイデンティティ、R藤本、BAN BAN BAN・山本正剛）、とくこ、ものまね紅白歌合戦（ミラクルひかる、山本高広、ホリ）、オキシジェン、原口あきまさ [後半戦] プラス・マイナス、天才ピアニスト、変人（原口あきまさ、ホリ、ミラクルひかる、山本高広）                                                                                                   | |
| 119 | 2月6日 | 2021年最強ネタ一斉放出!チャップリン子大集合SP 【MC】 内村光良（ウッチャンナンチャン）、土田晃之 【進行】 千鳥 【見届人】 田中卓志(アンガールズ)、ハリセンボン 【アシスタント】 角谷暁子（テレビ東京アナウンサー） 【芸人】 [前半戦] 東京ホテイソン、ジェラードン、マツモトクラブ、ザ・ギース [後半戦] ネルソンズ、パーパー、しゃもじ、空気階段 | |
| 120 | 2月13日 | 2021年最強ネタ一斉放出!チャップリン子大集合SP 【MC】 内村光良（ウッチャンナンチャン）、土田晃之 【進行】 千鳥 【見届人】 田中卓志(アンガールズ)、ハリセンボン 【アシスタント】 角谷暁子（テレビ東京アナウンサー） 【芸人】 [前半戦] 東京ホテイソン、ジェラードン、マツモトクラブ、ザ・ギース [後半戦] ネルソンズ、パーパー、しゃもじ、空気階段 | |
| 121 | 2月20日 | 次世代ブームはオーバー40!?おじさんの時代2021 【MC】 内村光良（ウッチャンナンチャン）、土田晃之 【プレゼンター・ネタ見せ】 錦鯉 【進行】 ハリセンボン 【見届人】 田中卓志(アンガールズ)、井戸田潤（スピードワゴン） 【SMA芸人】 野田ちゃん、モダンタイムス、ロビンフット、ハリウッドザコシショウ | |
| 122 | 2月27日 | 可能性は無限大!ピン芸人大集合SP 【MC】 内村光良（ウッチャンナンチャン）、土田晃之 【進行】 ハリセンボン 【見届人】 田中卓志(アンガールズ)、井戸田潤（スピードワゴン） 【芸人】 岡野陽一、かが屋・賀屋壮也、森本サイダー、やす子、ルシファー吉岡 | |
| 123 | 3月6日 | 悔しさをネタにぶつけろ!賞レース惜しかった芸人大集合SP 【MC】 土田晃之 【進行】 千鳥 【アシスタント】 角谷暁子（テレビ東京アナウンサー） 【芸人】 [前半戦] 東京ホテイソン、蛙亭、スパイク、SAKURAI [後半戦] ランジャタイ、ザ・マミィ、サンシャイン、キュウ | |
| 124 | 3月13日 | 悔しさをネタにぶつけろ!賞レース惜しかった芸人大集合SP 【MC】 土田晃之 【進行】 千鳥 【アシスタント】 角谷暁子（テレビ東京アナウンサー） 【芸人】 [前半戦] 東京ホテイソン、蛙亭、スパイク、SAKURAI [後半戦] ランジャタイ、ザ・マミィ、サンシャイン、キュウ | |
| 125 | 3月20日 | 22年間、楽しい笑いをありがとう!ザブングルのラストコント 【MC】 内村光良（ウッチャンナンチャン） 【進行】 レッド吉田 【アシスタント】 角谷暁子（テレビ東京アナウンサー） 【見届人】 千鳥、井戸田潤（スピードワゴン） 【メイン芸人・ネタプレイバック】 ザブングル 【芸人】 AMEMIYA、スパローズ、鬼ヶ島 | |
| 126 | 3月27日 | 22年間、楽しい笑いをありがとう!ザブングルのラストコント 【MC】 内村光良（ウッチャンナンチャン） 【進行】 レッド吉田 【アシスタント】 角谷暁子（テレビ東京アナウンサー） 【見届人】 千鳥、井戸田潤（スピードワゴン） 【メイン芸人・ネタプレイバック】 ザブングル 【芸人】 AMEMIYA、スパローズ、鬼ヶ島 | |
| 127 | 4月3日 | この春、一番面白いのは誰だ!?THE土田杯 ※レギュラー陣とリモート参加の観客25人が審査。 ※優勝者特典 ①「土田のおすすめ芸人」称号 ②お気持ち3万円 【MC】 土田晃之 【進行】 ハリセンボン 【見届人】 田中卓志(アンガールズ) 【芸人】 [前半戦] プラス・マイナス、放課後ハートビート、金の国、トンツカタン [後半戦] インポッシブル、コットン(旧ラフレクラン)、サスペンダーズ、アンバランス | 勝者：インポッシブル |
| 128 | 4月10日 | この春、一番面白いのは誰だ!?THE土田杯 ※レギュラー陣とリモート参加の観客25人が審査。 ※優勝者特典 ①「土田のおすすめ芸人」称号 ②お気持ち3万円 【MC】 土田晃之 【進行】 ハリセンボン 【見届人】 田中卓志(アンガールズ) 【芸人】 [前半戦] プラス・マイナス、放課後ハートビート、金の国、トンツカタン [後半戦] インポッシブル、コットン(旧ラフレクラン)、サスペンダーズ、アンバランス | 勝者：インポッシブル |
| 129 | 4月17日 | 世界観の強さなら誰にも負けない!異彩さん大集合SP 【MC】 内村光良（ウッチャンナンチャン） 【アシスタント】 角谷暁子（テレビ東京アナウンサー） 【見届人】 千鳥、井戸田潤（スピードワゴン） 【芸人】 ランジャタイ、ゼンモンキー、森本サイダー、吉住 | |
| 130 | 4月24日 | みんな違ってみんないい!輝け!THE田中杯 ※レギュラー陣とリモート参加の観客25人が審査。 ※優勝者特典 ①「田中のおすすめ芸人」称号 ②お気持ち3万円 【MC】 土田晃之 【進行】 ハリセンボン 【見届人】 田中卓志(アンガールズ) 【芸人】 [前半戦] 錦鯉、ジグザグジギー、アントワネット、やさしいズ [後半戦] ダイヤモンド、ピンタンパン、Ａマッソ、ネルソンズ | 勝者：ネルソンズ |
| 131 | 5月1日 | みんな違ってみんないい!輝け!THE田中杯 ※レギュラー陣とリモート参加の観客25人が審査。 ※優勝者特典 ①「田中のおすすめ芸人」称号 ②お気持ち3万円 【MC】 土田晃之 【進行】 ハリセンボン 【見届人】 田中卓志(アンガールズ) 【芸人】 [前半戦] 錦鯉、ジグザグジギー、アントワネット、やさしいズ [後半戦] ダイヤモンド、ピンタンパン、Ａマッソ、ネルソンズ | 勝者：ネルソンズ |
| 132 | 5月8日 | いいネタ出来たので見て下さい!!オレたち勝手に大悟軍団SP 【MC】 内村光良（ウッチャンナンチャン） 【進行】 千鳥 【見届人】 井戸田潤（スピードワゴン） 【芸人】 相席スタート、きしたかの、空気階段、錦鯉 | |
| 133 | 5月15日 | 今夜結成!ルシファー吉岡軍団SP 【MC】 内村光良（ウッチャンナンチャン） 【進行】 千鳥 【見届人】 井戸田潤（スピードワゴン） 【芸人】 ウエストランド、高田ぽる子、ZAZY＆トニーフランク、ルシファー吉岡 | |
| 134 | 5月22日 | SMA vs 浅井企画 事務所対抗ネタバトル ※内村がジャッジ。 【MC】 内村光良（ウッチャンナンチャン）、土田晃之 【進行】 ハリセンボン 【アシスタント】 角谷暁子（テレビ東京アナウンサー） 【見届人】 田中卓志(アンガールズ) 【SMA】 [前半戦] や団、お団子まんじゅう、あっぱれ婦人会 [後半戦] マツモトクラブ、やす子 [延長戦] ハリウッドザコシショウ 【浅井企画】 [前半戦] オテンキ、ヴィレッジ、アモーン [後半戦] 流れ星☆、石出奈々子 [延長戦] どぶろっく 【名作プレイバック】 （延長戦）アキラ100%、錦鯉 | 勝者：やす子 |
| 135 | 5月29日 | SMA vs 浅井企画 事務所対抗ネタバトル ※内村がジャッジ。 【MC】 内村光良（ウッチャンナンチャン）、土田晃之 【進行】 ハリセンボン 【アシスタント】 角谷暁子（テレビ東京アナウンサー） 【見届人】 田中卓志(アンガールズ) 【SMA】 [前半戦] や団、お団子まんじゅう、あっぱれ婦人会 [後半戦] マツモトクラブ、やす子 [延長戦] ハリウッドザコシショウ 【浅井企画】 [前半戦] オテンキ、ヴィレッジ、アモーン [後半戦] 流れ星☆、石出奈々子 [延長戦] どぶろっく 【名作プレイバック】 （延長戦）アキラ100%、錦鯉 | 勝者：やす子 |
| 136 | 6月5日 | SMA vs 浅井企画 事務所対抗ネタバトル ※内村がジャッジ。 【MC】 内村光良（ウッチャンナンチャン）、土田晃之 【進行】 ハリセンボン 【アシスタント】 角谷暁子（テレビ東京アナウンサー） 【見届人】 田中卓志(アンガールズ) 【SMA】 [前半戦] や団、お団子まんじゅう、あっぱれ婦人会 [後半戦] マツモトクラブ、やす子 [延長戦] ハリウッドザコシショウ 【浅井企画】 [前半戦] オテンキ、ヴィレッジ、アモーン [後半戦] 流れ星☆、石出奈々子 [延長戦] どぶろっく 【名作プレイバック】 （延長戦）アキラ100%、錦鯉 | 勝者：やす子 |
| 137 | 6月12日 | 芸人の相応しい頭はどっち？ロン毛vs坊主ネタバトル ※レギュラー陣による投票で勝敗決定。 【進行】 千鳥 【見届人】 田中卓志(アンガールズ)、井戸田潤（スピードワゴン） 【ロン毛チーム】 [前半戦] ダイヤモンド、かが屋 [後半戦] 天狗、ロッチ 【坊主チーム】 [前半戦] 5GAP、ハナコ [後半戦] トム・ブラウン、そいつどいつ | 勝者：ロン毛チーム |
| 138 | 6月19日 | 芸人の相応しい頭はどっち？ロン毛vs坊主ネタバトル ※レギュラー陣による投票で勝敗決定。 【進行】 千鳥 【見届人】 田中卓志(アンガールズ)、井戸田潤（スピードワゴン） 【ロン毛チーム】 [前半戦] ダイヤモンド、かが屋 [後半戦] 天狗、ロッチ 【坊主チーム】 [前半戦] 5GAP、ハナコ [後半戦] トム・ブラウン、そいつどいつ | 勝者：ロン毛チーム |
| 139 | 6月26日 | チャップリンTwitter総選挙2021夏 ※芸人18組が番組公式twitterに投稿した"おもしろ動画"の"いいね"の数で勝敗を決定。 ※上位4組の名作ネタを放送。 【MC】 やす子 【名作プレイバック】 - 第1位（3444票） トム・ブラウン - 第2位（3012票） ランジャタイ - 第3位（2734票） かが屋 - 第4位（2268票） ジェラードン | |
| 140 | 7月3日 | そろそろ俺たちを欲してませんか!?たぶん内村さんの大好物芸人 勝手に集合SP 【MC】 内村光良（ウッチャンナンチャン） 【プレゼンター・ネタ見せ】 インポッシブル 【進行】 千鳥 【アシスタント】 角谷暁子（テレビ東京アナウンサー） 【見届人】 田中卓志(アンガールズ) 【芸人】 ネルソンズ、アマレス兄弟、やす子、ヴィレッジ | |
| 141 | 7月10日 | 笑いの新たな歴史を刮目せよ!THE井戸田杯 ※レギュラー陣とリモート参加の観客25人が審査。 ※優勝者特典 ①「井戸田オススメ芸人」称号 ②お気持ち3万円 【MC】 土田晃之 【進行】 ハリセンボン 【見届人】 井戸田潤（スピードワゴン） 【芸人】 [前半戦] 東京ホテイソン、パンプキンポテトフライ、新作のハーモニカ、ザ・ギース [後半戦] ウエストランド、オジンオズボーン、シティホテル3号室、土佐兄弟 | 勝者（同票数）：ザ・ギース、土佐兄弟 |
| 142 | 7月17日 | 笑いの新たな歴史を刮目せよ!THE井戸田杯 ※レギュラー陣とリモート参加の観客25人が審査。 ※優勝者特典 ①「井戸田オススメ芸人」称号 ②お気持ち3万円 【MC】 土田晃之 【進行】 ハリセンボン 【見届人】 井戸田潤（スピードワゴン） 【芸人】 [前半戦] 東京ホテイソン、パンプキンポテトフライ、新作のハーモニカ、ザ・ギース [後半戦] ウエストランド、オジンオズボーン、シティホテル3号室、土佐兄弟 | 勝者（同票数）：ザ・ギース、土佐兄弟 |
| 143 | 7月24日 | 他局に向けて猛アピール!しゃもじとジグザグジギーとモグライダーを真剣に売り出そう 【MC】 内村光良（ウッチャンナンチャン） 【進行】 千鳥 【アシスタント】 角谷暁子（テレビ東京アナウンサー） 【見届人】 田中卓志(アンガールズ) 【マセキ芸能社芸人】 モグライダー、ジグザグジギー、しゃもじ | |
| 144 | 7月31日 | 片想いコンビからお試しユニットまで大集合!令和3年の男女コンビSP 【MC】 内村光良（ウッチャンナンチャン） 【進行】 千鳥 【アシスタント】 角谷暁子（テレビ東京アナウンサー） 【見届人】 田中卓志(アンガールズ) 【芸人】 納言、フタリシズカ、ぱーてぃーちゃん、劇団椿（椿鬼奴、大山英雄、箕輪はるか） | |
| 145 | 8月7日 | グレープカンパニーvsサンミュージック事務所対抗ネタバトル ※内村がジャッジ。 【MC】 内村光良（ウッチャンナンチャン） 【進行】 ハリセンボン 【アシスタント】 角谷暁子（テレビ東京アナウンサー） 【見届人】 井戸田潤（スピードワゴン） 【グレープカンパニー】 [前半戦] ランジャタイ、あぁ～しらき、片倉ブリザード [後半戦] わらふぢなるお、カミナリ、永野 【サンミュージック】 [前半戦] 三拍子、ぽんぽこ、ママタルト [後半戦] かもめんたる、髭男爵、ダンディ坂野                                       | 勝者：なし |
| 146 | 8月14日 | グレープカンパニーvsサンミュージック事務所対抗ネタバトル ※内村がジャッジ。 【MC】 内村光良（ウッチャンナンチャン） 【進行】 ハリセンボン 【アシスタント】 角谷暁子（テレビ東京アナウンサー） 【見届人】 井戸田潤（スピードワゴン） 【グレープカンパニー】 [前半戦] ランジャタイ、あぁ～しらき、片倉ブリザード [後半戦] わらふぢなるお、カミナリ、永野 【サンミュージック】 [前半戦] 三拍子、ぽんぽこ、ママタルト [後半戦] かもめんたる、髭男爵、ダンディ坂野                                       | 勝者：なし |
| 147 | 8月21日 | テンションヤバみ軍vsセンスしか勝たん軍 ※レギュラー陣による投票で勝敗決定。 【MC】 土田晃之 【進行】 千鳥 【アシスタント】 角谷暁子（テレビ東京アナウンサー） 【見届人】 田中卓志(アンガールズ) 【テンションヤバみ軍】 [前半戦] 錦鯉、5GAP [後半戦] プラス・マイナス、TOKYO COOL 【センスしか勝たん軍】 [前半戦] キュウ、ななまがり [後半戦] パーパー、吉住 | 勝者：テンションヤバみ軍 |
| 148 | 8月28日 | テンションヤバみ軍vsセンスしか勝たん軍 ※レギュラー陣による投票で勝敗決定。 【MC】 土田晃之 【進行】 千鳥 【アシスタント】 角谷暁子（テレビ東京アナウンサー） 【見届人】 田中卓志(アンガールズ) 【テンションヤバみ軍】 [前半戦] 錦鯉、5GAP [後半戦] プラス・マイナス、TOKYO COOL 【センスしか勝たん軍】 [前半戦] キュウ、ななまがり [後半戦] パーパー、吉住 | 勝者：テンションヤバみ軍 |
| 149 | 9月4日 | 次に来るかもしれないお初芸人大集合!はじめてチャップリン 【進行】 千鳥 【アシスタント】 繁田美貴（テレビ東京アナウンサー） 【見届人】 田中卓志(アンガールズ) 【芸人】 スタミナパン、青色1号、ゆめちゃん、バビロン、にたりひょん吉、ドンデコルテ、号泣 | |
| 150 | 9月11日 | 何年経っても色あせない!持続可能な演芸祭り サスティナブル芸人大集合SP 【MC】 内村光良（ウッチャンナンチャン）、土田晃之 【進行】 ハリセンボン 【見届人】 井戸田潤（スピードワゴン） 【芸人】 レギュラー、大西ライオン、ピスタチオ、スギちゃん、フォーリンラブ | |
| 151 | 9月18日 | 大悟のお墨付き芸人を決めよう!THE大悟杯 ※レギュラー陣とリモート参加の観客25人が審査。 ※優勝者特典 ①「大悟オススメ芸人」称号 ②お気持ち3万円 【進行】 千鳥 【アシスタント】 繁田美貴（テレビ東京アナウンサー） 【見届人】 田中卓志(アンガールズ) 【芸人】 [前半戦] 5GAP、ランジャタイ、蛙亭、しずる [後半戦] ウエストランド、ぱーてぃーちゃん、ジェラードン、2丁拳銃 | 勝者：ランジャタイ |
| 152 | 9月26日 0:10 - 0:35 | 大悟のお墨付き芸人を決めよう!THE大悟杯 ※レギュラー陣とリモート参加の観客25人が審査。 ※優勝者特典 ①「大悟オススメ芸人」称号 ②お気持ち3万円 【進行】 千鳥 【アシスタント】 繁田美貴（テレビ東京アナウンサー） 【見届人】 田中卓志(アンガールズ) 【芸人】 [前半戦] 5GAP、ランジャタイ、蛙亭、しずる [後半戦] ウエストランド、ぱーてぃーちゃん、ジェラードン、2丁拳銃 | 勝者：ランジャタイ |
| 153 | 10月2日 | 今年も芸術の季節がやってきた!秋の音芸祭2021 【MC】 内村光良（ウッチャンナンチャン）、土田晃之 【進行】 ハリセンボン 【見届人】 井戸田潤（スピードワゴン） 【芸人】 [前半戦] 錦鯉、お見送りホテイソン（東京ホテイソン＆お見送り芸人しんいち）、モンローズ、アイドル鳥越、ラブレターズ、AMEMIYA [後半戦] やさしいズ、ZAZY、ネコニスズ、吉松ゴリラ、ウエストランド | |
| 154 | 10月9日 | 今年も芸術の季節がやってきた!秋の音芸祭2021 【MC】 内村光良（ウッチャンナンチャン）、土田晃之 【進行】 ハリセンボン 【見届人】 井戸田潤（スピードワゴン） 【芸人】 [前半戦] 錦鯉、お見送りホテイソン（東京ホテイソン＆お見送り芸人しんいち）、モンローズ、アイドル鳥越、ラブレターズ、AMEMIYA [後半戦] やさしいズ、ZAZY、ネコニスズ、吉松ゴリラ、ウエストランド | |
| 155 | 10月16日 | クセがすげぇぞ!笑って戦え!THEノブ杯 ※レギュラー陣とリモート参加の観客25人が審査。 ※優勝者特典 ①「ノブのオススメ芸人」称号 ②お気持ち3万円 【進行】 千鳥 【見届人】 井戸田潤（スピードワゴン） 【アシスタント】 角谷暁子（テレビ東京アナウンサー） 【芸人】 [前半戦] トム・ブラウン、ヒッキー北風、ネゴシックス、キュウ、TOKYO COOL [後半戦] ぱーてぃーちゃん、納言、マンプクトリオ、天津 | 勝者：TOKYO COOL |
| 156 | 10月23日 | クセがすげぇぞ!笑って戦え!THEノブ杯 ※レギュラー陣とリモート参加の観客25人が審査。 ※優勝者特典 ①「ノブのオススメ芸人」称号 ②お気持ち3万円 【進行】 千鳥 【見届人】 井戸田潤（スピードワゴン） 【アシスタント】 角谷暁子（テレビ東京アナウンサー） 【芸人】 [前半戦] トム・ブラウン、ヒッキー北風、ネゴシックス、キュウ、TOKYO COOL [後半戦] ぱーてぃーちゃん、納言、マンプクトリオ、天津 | 勝者：TOKYO COOL |
| 157 | 10月30日 | お笑いに必要なのは人生経験だ!いぶし銀中堅芸人SP 【MC】 内村光良（ウッチャンナンチャン）、土田晃之 【進行】 ハリセンボン 【見届人】 田中卓志(アンガールズ） 【芸人】 [前半戦] テツandトモ、ラバーガール、ハマカーン [後半戦] パンクブーブー、佐久間一行、どぶろっく 【名作プレイバック】 なすなかにし | |
| 158 | 11月6日 | お笑いに必要なのは人生経験だ!いぶし銀中堅芸人SP 【MC】 内村光良（ウッチャンナンチャン）、土田晃之 【進行】 ハリセンボン 【見届人】 田中卓志(アンガールズ） 【芸人】 [前半戦] テツandトモ、ラバーガール、ハマカーン [後半戦] パンクブーブー、佐久間一行、どぶろっく 【名作プレイバック】 なすなかにし | |
| 159 | 11月13日 | 待望の第2弾!ナイツPresents浅草芸人SP 【MC】 内村光良（ウッチャンナンチャン） 【プレゼンター・ネタ見せ】 ナイツ 【進行】 千鳥 【芸人】 マリア、おせつときょうた、たぬきごはん、すず風にゃん子・金魚 | |
| 160 | 11月20日 | 最近呼べてないね 大阪芸人SP 【MC】 プラス・マイナス 【リモートゲスト】 金属バット、天才ピアニスト 【名作プレイバック】 金属バット、ビスケットブラザーズ、からし蓮根、天才ピアニスト | |
| 161 | 11月27日 | 女の闘いがここにある!THEハリセンボン杯 ※レギュラー陣とリモート参加の観客25人が審査。 ※優勝者特典 ①「ハリセンボンのオススメ芸人」称号 ②お気持ち3万円 【MC】 土田晃之 【進行】 ハリセンボン 【見届人】 田中卓志(アンガールズ） 【アシスタント】 森香澄（テレビ東京アナウンサー） 【芸人】 [前半戦] あっぱれ婦人会、Aマッソ、どんぐりぱわーず、川村エミコ（たんぽぽ） [後半戦] マリア、やす子、爛々、椿鬼奴＆阿佐ヶ谷姉妹                                                                             | 勝者：マリア |
| 162 | 12月4日 | 女の闘いがここにある!THEハリセンボン杯 ※レギュラー陣とリモート参加の観客25人が審査。 ※優勝者特典 ①「ハリセンボンのオススメ芸人」称号 ②お気持ち3万円 【MC】 土田晃之 【進行】 ハリセンボン 【見届人】 田中卓志(アンガールズ） 【アシスタント】 森香澄（テレビ東京アナウンサー） 【芸人】 [前半戦] あっぱれ婦人会、Aマッソ、どんぐりぱわーず、川村エミコ（たんぽぽ） [後半戦] マリア、やす子、爛々、椿鬼奴＆阿佐ヶ谷姉妹                                                                             | 勝者：マリア |
| 163 | 12月11日 | 少人数だけどいい事務所!WE LOVE「ASH&D」SP 【MC】 内村光良（ウッチャンナンチャン） 【進行】 千鳥 【アシスタント】 角谷暁子（テレビ東京アナウンサー） 【見届人】 井戸田潤（スピードワゴン） 【ASH&D芸人】 ザ・ギース、ラブレターズ、阿佐ヶ谷姉妹 | |
| 164 | 12月18日 | 本当に面白いのはどっちだ!?わがままボディvsシンデレラボディ ※レギュラー陣による投票で勝敗決定。 【MC】 内村光良（ウッチャンナンチャン） 【進行】 千鳥 【アシスタント】 角谷暁子（テレビ東京アナウンサー） 【見届人】 井戸田潤（スピードワゴン) 【わがままボディ軍】 [前半戦] ニッチェ、プラス・マイナス [後半戦] タイムマシーン3号、ゆんぼだんぷ、駆け抜けて軽トラ 【シンデレラボディ軍】 [前半戦] GAG、トンツカタン [後半戦] 男性ブランコ、アンガールズ                                            | 勝者：わがままボディ軍 |
| 165 | 12月25日 | 本当に面白いのはどっちだ!?わがままボディvsシンデレラボディ ※レギュラー陣による投票で勝敗決定。 【MC】 内村光良（ウッチャンナンチャン） 【進行】 千鳥 【アシスタント】 角谷暁子（テレビ東京アナウンサー） 【見届人】 井戸田潤（スピードワゴン) 【わがままボディ軍】 [前半戦] ニッチェ、プラス・マイナス [後半戦] タイムマシーン3号、ゆんぼだんぷ、駆け抜けて軽トラ 【シンデレラボディ軍】 [前半戦] GAG、トンツカタン [後半戦] 男性ブランコ、アンガールズ                                            | 勝者：わがままボディ軍 |

| 2022シリーズ 1月9日 - 3月26日（12）                                                                   | 2022シリーズ 1月9日 - 3月26日（12）                                                                   | 2022シリーズ 1月9日 - 3月26日（12） | 2022シリーズ 1月9日 - 3月26日（12）                                                                   |
| 回 | 放送日                                                                                                | 出演 | 備考                                                                                                  |
| 2022 レギュラーシーズン ※スタジオ収録（無観客）。 【ナレーター】 矢内雄一郎（テレビ東京アナウンサー） | 2022 レギュラーシーズン ※スタジオ収録（無観客）。 【ナレーター】 矢内雄一郎（テレビ東京アナウンサー） | 2022 レギュラーシーズン ※スタジオ収録（無観客）。 【ナレーター】 矢内雄一郎（テレビ東京アナウンサー） | 2022 レギュラーシーズン ※スタジオ収録（無観客）。 【ナレーター】 矢内雄一郎（テレビ東京アナウンサー） |
| --- | --- | --- | --- |
| 166                                                                                                   | 1月9日 0:20 - 0:45                                                                                    | 2022年笑いはじめ!チャップリンファミリーネタ祭り 【MC】 内村光良（ウッチャンナンチャン）、土田晃之 【アシスタント】 角谷暁子（テレビ東京アナウンサー） 【ファミリー芸人】 [前半戦] 千鳥、クールポコ。、ぱーてぃーちゃん、ハリセンボン [後半戦] ランジャタイ、アンガールズ、スピードワゴン、ダンディ坂野                                                     | |
| 167                                                                                                   | 1月15日                                                                                               | 2022年笑いはじめ!チャップリンファミリーネタ祭り 【MC】 内村光良（ウッチャンナンチャン）、土田晃之 【アシスタント】 角谷暁子（テレビ東京アナウンサー） 【ファミリー芸人】 [前半戦] 千鳥、クールポコ。、ぱーてぃーちゃん、ハリセンボン [後半戦] ランジャタイ、アンガールズ、スピードワゴン、ダンディ坂野                                                     | |
| 168                                                                                                   | 1月22日                                                                                               | 未来は僕らの手の中!ボクらの時代2022冬の特別編 【MC】 内村光良（ウッチャンナンチャン）、土田晃之 【見届人】 田中卓志(アンガールズ）、井戸田潤（スピードワゴン) 【アシスタント】 角谷暁子（テレビ東京アナウンサー） 【芸人】 [前半戦] モグライダー、幸せのトナリ、モシモシ、あっぱれ婦人会 [後半戦] 金の国、ハイツ友の会、まぼろしのアレ、守谷日和           | |
| 169                                                                                                   | 1月29日                                                                                               | 未来は僕らの手の中!ボクらの時代2022冬の特別編 【MC】 内村光良（ウッチャンナンチャン）、土田晃之 【見届人】 田中卓志(アンガールズ）、井戸田潤（スピードワゴン) 【アシスタント】 角谷暁子（テレビ東京アナウンサー） 【芸人】 [前半戦] モグライダー、幸せのトナリ、モシモシ、あっぱれ婦人会 [後半戦] 金の国、ハイツ友の会、まぼろしのアレ、守谷日和           | |
| 170                                                                                                   | 2月6日 0:41 - 1:06                                                                                    | みんなも声に出して叫んでみよう「なんだこいつ～!!」フェスティバル 【進行】 近藤春菜（ハリセンボン） 【見届人】 千鳥、箕輪はるか（ハリセンボン） 【プレゼンター・ネタ見せ】 ジョイマン 【なんだこいつ芸人】 ななまがり、キャツミ、カラタチ、小仲くん、インポッシブル                                                                                         | |
| 171                                                                                                   | 2月13日 0:05 - 0:30                                                                                   | Power of Music 歌ネタ大スペシャル 【MC】 椿鬼奴、みやぞん 【歌ネタプレイバック】 どぶろっく、阿佐ヶ谷姉妹、ニッチェ、ZAZY、劇団椿（椿鬼奴、大山英雄、グランジ大） | |
| 172                                                                                                   | 2月20日 0:05 - 0:30                                                                                   | チャップリン的SDGsな演芸祭り!第2回サスティナブル芸人大集合SP 【MC】 内村光良（ウッチャンナンチャン）、土田晃之 【進行】 千鳥 【芸人】 Ｕ字工事、若井おさむ、クマムシ、2700、つぶやきシロー | |
| 173                                                                                                   | 2月26日                                                                                               | M-1ファイナリストが大集結!今夜は漫才スペシャルだ!2022 【MC】 内村光良（ウッチャンナンチャン）、土田晃之 【進行】 千鳥 【芸人】 モグライダー、ランジャタイ、ウエストランド | |
| 174                                                                                                   | 3月5日                                                                                                | モグライダー＆ランジャタイ厳選!今見たい!伝説ネタ6連発 【進行】 ともしげ（モグライダー） 【プレゼンター】 モグライダー、ランジャタイ 【伝説ネタプレイバック】 天竺鼠、マツモトクラブ、しゃもじ、永野、プラス・マイナス、ランジャタイ | |
| 175                                                                                                   | 3月12日                                                                                               | ひとりの可能性は無限大!春のピン芸祭り2022 【進行】 千鳥 【見届人】 田中卓志(アンガールズ）、井戸田潤（スピードワゴン) 【アシスタント】 角谷暁子（テレビ東京アナウンサー） 【ピン芸人】 [前半戦] 横澤夏子、お見送り芸人しんいち、TOKU、小仲くん、アキラ100% [後半戦] あべこうじ、マツモトクラブ、Yes!アキト、レイザーラモンRG [おまけ] お見送り芸人しんいち | |
| 176                                                                                                   | 3月19日                                                                                               | ひとりの可能性は無限大!春のピン芸祭り2022 【進行】 千鳥 【見届人】 田中卓志(アンガールズ）、井戸田潤（スピードワゴン) 【アシスタント】 角谷暁子（テレビ東京アナウンサー） 【ピン芸人】 [前半戦] 横澤夏子、お見送り芸人しんいち、TOKU、小仲くん、アキラ100% [後半戦] あべこうじ、マツモトクラブ、Yes!アキト、レイザーラモンRG [おまけ] お見送り芸人しんいち | |
| 177                                                                                                   | 3月26日                                                                                               | 2021年度を総決算!輝く!チャップリン大賞 【MC】 内村光良（ウッチャンナンチャン）、土田晃之 【進行】 ハリセンボン 【受賞芸人】 プラス・マイナス、ぱーてぃーちゃん、TOKYO COOL、ジグザグジギー | |

#### ぴったり にちようチャップリン
※放送時間：日曜日 0:00 - 0:25
| 2022シリーズ 4月3日 - 12月25日（39） | 2022シリーズ 4月3日 - 12月25日（39） | 2022シリーズ 4月3日 - 12月25日（39） | 2022シリーズ 4月3日 - 12月25日（39） |
| 回 | 放送日 | 出演 | 備考 |
| 2022 レギュラーシーズン① ※スタジオ収録（無観客）。 【ナレーター】 矢内雄一郎（テレビ東京アナウンサー） 【呼び出しジングル】 黒人バックコーラス隊（ルツ、シャニータ、ジョニー） | 2022 レギュラーシーズン① ※スタジオ収録（無観客）。 【ナレーター】 矢内雄一郎（テレビ東京アナウンサー） 【呼び出しジングル】 黒人バックコーラス隊（ルツ、シャニータ、ジョニー） | 2022 レギュラーシーズン① ※スタジオ収録（無観客）。 【ナレーター】 矢内雄一郎（テレビ東京アナウンサー） 【呼び出しジングル】 黒人バックコーラス隊（ルツ、シャニータ、ジョニー） | 2022 レギュラーシーズン① ※スタジオ収録（無観客）。 【ナレーター】 矢内雄一郎（テレビ東京アナウンサー） 【呼び出しジングル】 黒人バックコーラス隊（ルツ、シャニータ、ジョニー） |
| --- | --- | --- | --- |
| 1 | 4月3日 | 0時だよ!全員集合!「ぴったりにちようチャップリン」スタート 【MC】 内村光良（ウッチャンナンチャン）、土田晃之 【進行】 ハリセンボン 【芸人】 ザ・ギース、タイムマシーン3号、やさしいズ、錦鯉 | |
| 2 | 4月10日 | 春うらら、気分が上がれば 歌うたふ!チャップリン音芸祭 卯月 【MC】 内村光良（ウッチャンナンチャン） 【進行】 千鳥 【見届人】 田中卓志（アンガールズ） 【アシスタント】 角谷暁子（テレビ東京アナウンサー） 【芸人】 [前半戦] お見送り芸人しんいち、どぶろっく、シマッシュレコード、ゆめちゃん、こまり（ホロッコ）、レイザーラモンRG ＆ビックスモールン [後半戦] AMEMIYA ＆小仲くん、ミクミクサイダー（森本サイダー、河邑ミク）、ハイトーン兄弟（スーパー3助、ほしのディスコ）、まぼろしのアレ＆ 2700、劇団椿（椿鬼奴、大山英雄、グランジ大）＆土田晃之 | |
| 3 | 4月17日 | 春うらら、気分が上がれば 歌うたふ!チャップリン音芸祭 卯月 【MC】 内村光良（ウッチャンナンチャン） 【進行】 千鳥 【見届人】 田中卓志（アンガールズ） 【アシスタント】 角谷暁子（テレビ東京アナウンサー） 【芸人】 [前半戦] お見送り芸人しんいち、どぶろっく、シマッシュレコード、ゆめちゃん、こまり（ホロッコ）、レイザーラモンRG ＆ビックスモールン [後半戦] AMEMIYA ＆小仲くん、ミクミクサイダー（森本サイダー、河邑ミク）、ハイトーン兄弟（スーパー3助、ほしのディスコ）、まぼろしのアレ＆ 2700、劇団椿（椿鬼奴、大山英雄、グランジ大）＆土田晃之 | |
| 4 | 4月24日 | 笑いもいいけどカレーもね!マキオカリー店長達のネタ祭り 【MC】 土田晃之 【進行】 千鳥 【見届人】 田中卓志（アンガールズ） 【芸人】 エルシャラカーニ、しゃもじ、槙尾ユウスケ（かもめんたる） | |
| 5 | 5月1日 | チャップリンオールスターズが夢の共演! GWは子どもを笑わせNIGHT 【MC】 内村光良（ウッチャンナンチャン） 【進行】 ハリセンボン 【見届人】 井戸田潤（スピードワゴン） 【アシスタント】 森香澄（テレビ東京アナウンサー） 【応援メッセージ（代読：森アナ）】 土田晃之、大悟（千鳥） 【芸人】 [前半戦] 土佐兄弟、ザ・ギース、インポッシブル、ランジャタイ [後半戦] ランジャタイ、ダイヤモンド、マリア、TOKYO COOL | |
| 6 | 5月8日 | チャップリンオールスターズが夢の共演! GWは子どもを笑わせNIGHT 【MC】 内村光良（ウッチャンナンチャン） 【進行】 ハリセンボン 【見届人】 井戸田潤（スピードワゴン） 【アシスタント】 森香澄（テレビ東京アナウンサー） 【応援メッセージ（代読：森アナ）】 土田晃之、大悟（千鳥） 【芸人】 [前半戦] 土佐兄弟、ザ・ギース、インポッシブル、ランジャタイ [後半戦] ランジャタイ、ダイヤモンド、マリア、TOKYO COOL | |
| 2022 レギュラーシーズン② ※一般観覧を人数制限（12人）して再開。 | | | |
| 7 | 5月15日 | 令和のお笑い大実験!混ぜるなチャップリン 【MC】 内村光良（ウッチャンナンチャン） 【進行】 千鳥 【芸人】 インポッシブル、ハナコ | 企画独自に新たなスタジオセット制作。 |
| 8 | 5月22日 | このネタ クオリティ足りてますか?みんなで観てみよう!フェスティバル ※無観客。 ※各組のネタのクオリティをレギュラー陣が判定。 【MC】 内村光良（ウッチャンナンチャン）、土田晃之 【進行】 千鳥 【アシスタント】 角谷暁子（テレビ東京アナウンサー） 【芸人】 [前半戦] オテンキ、ジグザグジギー、アイデンR（アイデンティティ、R藤本、他）、たんぽぽ [後半戦] ハリウッドザコシショウ、きしたかの、守谷日和、オジンオズボーン、キュートン | |
| 9 | 5月29日 | このネタ クオリティ足りてますか?みんなで観てみよう!フェスティバル ※無観客。 ※各組のネタのクオリティをレギュラー陣が判定。 【MC】 内村光良（ウッチャンナンチャン）、土田晃之 【進行】 千鳥 【アシスタント】 角谷暁子（テレビ東京アナウンサー） 【芸人】 [前半戦] オテンキ、ジグザグジギー、アイデンR（アイデンティティ、R藤本、他）、たんぽぽ [後半戦] ハリウッドザコシショウ、きしたかの、守谷日和、オジンオズボーン、キュートン | |
| 10 | 6月5日 | ハナコPresentsワタナベコント祭り2022 ※無観客。 【プレゼンター・ネタ見せ】 ハナコ 【解説】 田中卓志（アンガールズ） 【進行】 ハリセンボン 【見届人】 井戸田潤（スピードワゴン） 【ワタナベ芸人】 [前半戦]Gパンパンダ、チュランペット [後半戦]ファイヤーサンダー、ゼンモンキー、金の国 【名作プレイバック】ロッチ、Ａマッソ | |
| 11 | 6月12日 | ハナコPresentsワタナベコント祭り2022 ※無観客。 【プレゼンター・ネタ見せ】 ハナコ 【解説】 田中卓志（アンガールズ） 【進行】 ハリセンボン 【見届人】 井戸田潤（スピードワゴン） 【ワタナベ芸人】 [前半戦]Gパンパンダ、チュランペット [後半戦]ファイヤーサンダー、ゼンモンキー、金の国 【名作プレイバック】ロッチ、Ａマッソ | |
| 12 | 6月19日 | 令和のお笑い大実験!混ぜるなチャップリン トンツカタン×金の国 【MC】 内村光良（ウッチャンナンチャン） 【進行】 千鳥 【芸人】 トンツカタン、金の国 | 前半戦 |
| 13 | 6月26日 | 令和のお笑い大実験!混ぜるなチャップリン トンツカタン×金の国 【MC】 内村光良（ウッチャンナンチャン） 【進行】 千鳥 【芸人】 トンツカタン、金の国 | 後半戦 |
| 13 | 6月26日 | 令和のお笑い大実験!混ぜるなチャップリン ジグザグジギー×ウエストランド 【MC】 内村光良（ウッチャンナンチャン） 【進行】 千鳥 【芸人】 ジグザグジギー、ウエストランド | 前半戦 |
| 14 | 7月3日 | 令和のお笑い大実験!混ぜるなチャップリン ジグザグジギー×ウエストランド 【MC】 内村光良（ウッチャンナンチャン） 【進行】 千鳥 【芸人】 ジグザグジギー、ウエストランド | 後半戦 |
| 15 | 7月10日 | 8年目だよ!チャップリン大感謝祭 ※無観客。 【MC】 土田晃之 【進行】 ハリセンボン 【見届人】 田中卓志（アンガールズ）、井戸田潤（スピードワゴン） 【芸人】 [前半戦] アキラ100％、ぱーてぃーちゃん、ハンジロウ [後半戦] あっぱれ婦人会、ZAZY、トータルテンボス、5GAP オープニングアクター：錦鯉 エンディングアクター：ダンディ坂野 | |
| 16 | 7月17日 | 8年目だよ!チャップリン大感謝祭 ※無観客。 【MC】 土田晃之 【進行】 ハリセンボン 【見届人】 田中卓志（アンガールズ）、井戸田潤（スピードワゴン） 【芸人】 [前半戦] アキラ100％、ぱーてぃーちゃん、ハンジロウ [後半戦] あっぱれ婦人会、ZAZY、トータルテンボス、5GAP オープニングアクター：錦鯉 エンディングアクター：ダンディ坂野 | |
| 17 | 7月24日 | 戦う女性は美しい…集え!お笑いジャンヌ・ダルク 【MC】 内村光良（ウッチャンナンチャン） 【進行】 ハリセンボン 【アシスタント】 角谷暁子（テレビ東京アナウンサー） 【見届人】 田中卓志（アンガールズ） 【芸人】 天才ピアニスト、やす子、ヨネダ2000、ニッチェ | |
| 18 | 7月31日 | 今話題の芸人を一挙見しちゃおう!おじかわ芸人＆Z世代芸人 ※観客8人。 【進行・ネタ見せ】 ハナイチゴ、なすなかにし 【アシスタント】 森香澄（テレビ東京アナウンサー） 【名作プレイバック】 錦鯉、ザ・マミィ | |
| 19 | 8月7日 | 若手とおじさんが世紀の大激突!ツギクル芸人vsG-1芸人 ※レギュラー陣5人と観客8人が審査。 【MC】 土田晃之 【進行】 千鳥 【アシスタント】 森香澄（テレビ東京アナウンサー） 【見届人】 井戸田潤（スピードワゴン） 【ツギクル芸人グランプリ芸人】 [前半戦] サスペンダーズ、竹内ズ [後半戦]ネギゴリラ、ストレッチーズ 【G-1グランプリ芸人】 [前半戦]や団、だーりんず [後半戦] TOKYO COOL、磁石 【応援団】 なすなかにし、ハナイチゴ | 勝者：G-1芸人 |
| 20 | 8月14日 | 若手とおじさんが世紀の大激突!ツギクル芸人vsG-1芸人 ※レギュラー陣5人と観客8人が審査。 【MC】 土田晃之 【進行】 千鳥 【アシスタント】 森香澄（テレビ東京アナウンサー） 【見届人】 井戸田潤（スピードワゴン） 【ツギクル芸人グランプリ芸人】 [前半戦] サスペンダーズ、竹内ズ [後半戦]ネギゴリラ、ストレッチーズ 【G-1グランプリ芸人】 [前半戦]や団、だーりんず [後半戦] TOKYO COOL、磁石 【応援団】 なすなかにし、ハナイチゴ | 勝者：G-1芸人 |
| 21 | 8月21日 | チャップリン的SDGsな演芸祭り!第3回サスティナブル芸人SP 【MC】 内村光良（ウッチャンナンチャン） 【進行】 ハリセンボン 【アシスタント】 角谷暁子（テレビ東京アナウンサー） 【見届人】 田中卓志（アンガールズ） 【芸人】 [前半戦] ゆってぃ、響、どきどきキャンプ、レイザーラモンHG、髭男爵 [後半戦] バンビーノ、長州小力、コウメ太夫、ムーディ勝山 | |
| 22 | 8月28日 | チャップリン的SDGsな演芸祭り!第3回サスティナブル芸人SP 【MC】 内村光良（ウッチャンナンチャン） 【進行】 ハリセンボン 【アシスタント】 角谷暁子（テレビ東京アナウンサー） 【見届人】 田中卓志（アンガールズ） 【芸人】 [前半戦] ゆってぃ、響、どきどきキャンプ、レイザーラモンHG、髭男爵 [後半戦] バンビーノ、長州小力、コウメ太夫、ムーディ勝山 | |
| 23 | 9月4日 | 祝!Teruyuki Tsuchida 50th Anniversary〜太田プロの集い〜 ※無観客。 【MC】 やす子 【本日の主役】 土田晃之 【アシスタント】 角谷暁子（テレビ東京アナウンサー） 【見届人】 田中卓志（アンガールズ） 【太田プロダクション芸人】 インスタントジョンソン、アイデンティティ、風藤松原、アンバランス | |
| 24 | 9月11日 | その経歴すごくない!?訳あってお笑いしています芸人SP ※無観客。 【MC】 土田晃之 【MC・ネタ見せ】 やす子 【進行】 大悟（千鳥） 【アシスタント】 角谷暁子（テレビ東京アナウンサー） 【見届人】 田中卓志(アンガールズ） 【芸人】 こたけ正義感、ぺんとはうす、ルシファー吉岡 | |
| 25 | 9月18日 | 令和のお笑い大実験!混ぜるなチャップリン 5GAP×かが屋 【MC】 内村光良（ウッチャンナンチャン） 【進行】 田中卓志（アンガールズ）、井戸田潤（スピードワゴン） 【芸人】 5GAP、かが屋 | 前半戦 |
| 26 | 9月25日 0:15 - 0:40 | 令和のお笑い大実験!混ぜるなチャップリン 5GAP×かが屋 【MC】 内村光良（ウッチャンナンチャン） 【進行】 田中卓志（アンガールズ）、井戸田潤（スピードワゴン） 【芸人】 5GAP、かが屋 | 後半戦 |
| 26 | 9月25日 0:15 - 0:40 | 令和のお笑い大実験!混ぜるなチャップリン ネルソンズ×サスペンダーズ 【MC】 内村光良（ウッチャンナンチャン） 【進行】 田中卓志（アンガールズ）、井戸田潤（スピードワゴン） 【芸人】 ネルソンズ、サスペンダーズ | 前半戦 |
| 27 | 10月2日 | 令和のお笑い大実験!混ぜるなチャップリン ネルソンズ×サスペンダーズ 【MC】 内村光良（ウッチャンナンチャン） 【進行】 田中卓志（アンガールズ）、井戸田潤（スピードワゴン） 【芸人】 ネルソンズ、サスペンダーズ | 後半戦 |
| 28 | 10月9日 0:26 - 0:51 | おもしろい人大集合!ぴったりにちようチャップリン! 【MC】 土田晃之 【進行】 ハリセンボン 【見届人】 田中卓志（アンガールズ）、井戸田潤（スピードワゴン） 【芸人】 [前半戦] トム・ブラウン、お見送り芸人しんいち、ザ・ギース、永野 [後半戦] プラス・マイナス、人間横丁、マジメニマフィン、四天王、東京ホテイソン | |
| 29 | 10月16日 | おもしろい人大集合!ぴったりにちようチャップリン! 【MC】 土田晃之 【進行】 ハリセンボン 【見届人】 田中卓志（アンガールズ）、井戸田潤（スピードワゴン） 【芸人】 [前半戦] トム・ブラウン、お見送り芸人しんいち、ザ・ギース、永野 [後半戦] プラス・マイナス、人間横丁、マジメニマフィン、四天王、東京ホテイソン | |
| 30 | 10月23日 | モノマネ芸人サミット2022 ※無観客。 【進行】 ハリセンボン 【見届人】 大悟（千鳥）、田中卓志（アンガールズ） 【芸人】 [前半戦] ラパルフェ、アイデンR（アイデンティティ、R藤本）、キンタロー。とゆめちゃん（キンタロー。、ゆめちゃん）、ホリ軍団（河口こうへい、ゼンゴー、ニセキン、ホリ、モリタク!）、原口あきまさ [後半戦] プラス・マイナス、ハリウッドザコシショウ、ひよしなかよし、ホリ | |
| 31 | 10月30日 | モノマネ芸人サミット2022 ※無観客。 【進行】 ハリセンボン 【見届人】 大悟（千鳥）、田中卓志（アンガールズ） 【芸人】 [前半戦] ラパルフェ、アイデンR（アイデンティティ、R藤本）、キンタロー。とゆめちゃん（キンタロー。、ゆめちゃん）、ホリ軍団（河口こうへい、ゼンゴー、ニセキン、ホリ、モリタク!）、原口あきまさ [後半戦] プラス・マイナス、ハリウッドザコシショウ、ひよしなかよし、ホリ | |
| 32 | 11月6日 | 令和のお笑い大実験!混ぜるなチャップリン カミナリ×トム・ブラウン ※無観客。 【MC】 内村光良（ウッチャンナンチャン） 【進行】 千鳥 【芸人】 カミナリ、トム・ブラウン | 前半戦 |
| 33 | 11月13日 | 令和のお笑い大実験!混ぜるなチャップリン カミナリ×トム・ブラウン ※無観客。 【MC】 内村光良（ウッチャンナンチャン） 【進行】 千鳥 【芸人】 カミナリ、トム・ブラウン | 後半戦 |
| 33 | 11月13日 | 令和のお笑い大実験!混ぜるなチャップリン ザ・ギース×東京ホテイソン ※無観客。 【MC】 内村光良（ウッチャンナンチャン） 【進行】 千鳥 【芸人】 ザ・ギース、東京ホテイソン | 前半戦 |
| 34 | 11月20日 | 令和のお笑い大実験!混ぜるなチャップリン ザ・ギース×東京ホテイソン ※無観客。 【MC】 内村光良（ウッチャンナンチャン） 【進行】 千鳥 【芸人】 ザ・ギース、東京ホテイソン | 後半戦 |
| 35 | 11月27日 | 15代目コント王者ビスケットブラザーズと大会を盛り上げたダークホースたち 【進行】 千鳥 【見届人】 田中卓志（アンガールズ）、井戸田潤（スピードワゴン） 【アシスタント】 角谷暁子（テレビ東京アナウンサー） 【芸人】 や団、いぬ、クロコップ、ビスケットブラザーズ | |
| 36 | 12月4日 | かもめんたる・う大presents 僕が愛するコント師たち2022 ※無観客。 【MC】 土田晃之 【コメンテーター】 う大（かもめんたる） 【進行】 ハリセンボン 【見届人】 田中卓志（アンガールズ）、井戸田潤（スピードワゴン） 【芸人】 かもめんたる、サルゴリラ、ガクヅケ、GAG | |
| 37 | 12月11日 | ニュースターはここから生まれる！お笑いセンターオブジアースエリア51 ※無観客。 【MC】 土田晃之 【有識者】 トム・ブラウン 【進行】 ハリセンボン 【見届人】 井戸田潤（スピードワゴン） 【地下芸人】 三浦マイルド、街裏ぴんく、虹の黄昏、モダンタイムス、チャンス大城 | |
| 38 | 12月18日 | クリぼっちさんに笑いをプレゼント！ロッチがサンタクロース2022 【MC】 内村光良（ウッチャンナンチャン）、土田晃之 【プレゼンター・ネタ見せ】 ロッチ 【進行】 ハリセンボン 【芸人】 [前半戦] レインボー、大自然、ミクミクサイダー（河邑ミク、森本サイダー）、やさしいズ [後半戦] アルコ＆ピース、TOKYO COOL、そいつどいつ | |
| 39 | 12月25日 0:45 - 1:10 | クリぼっちさんに笑いをプレゼント！ロッチがサンタクロース2022 【MC】 内村光良（ウッチャンナンチャン）、土田晃之 【プレゼンター・ネタ見せ】 ロッチ 【進行】 ハリセンボン 【芸人】 [前半戦] レインボー、大自然、ミクミクサイダー（河邑ミク、森本サイダー）、やさしいズ [後半戦] アルコ＆ピース、TOKYO COOL、そいつどいつ | |

| 2023シリーズ 1月8日 - 12月24日（50） | 2023シリーズ 1月8日 - 12月24日（50） | 2023シリーズ 1月8日 - 12月24日（50） | 2023シリーズ 1月8日 - 12月24日（50） |
| 回 | 放送日 | 出演 | 備考 |
| 2023 レギュラーシーズン① ※一般観覧（12人）。 【ナレーター】 矢内雄一郎（テレビ東京アナウンサー） 【呼び出しジングル】 黒人バックコーラス隊（ルツ、シャニータ、ジョニー） | 2023 レギュラーシーズン① ※一般観覧（12人）。 【ナレーター】 矢内雄一郎（テレビ東京アナウンサー） 【呼び出しジングル】 黒人バックコーラス隊（ルツ、シャニータ、ジョニー） | 2023 レギュラーシーズン① ※一般観覧（12人）。 【ナレーター】 矢内雄一郎（テレビ東京アナウンサー） 【呼び出しジングル】 黒人バックコーラス隊（ルツ、シャニータ、ジョニー） | 2023 レギュラーシーズン① ※一般観覧（12人）。 【ナレーター】 矢内雄一郎（テレビ東京アナウンサー） 【呼び出しジングル】 黒人バックコーラス隊（ルツ、シャニータ、ジョニー） |
| --- | --- | --- | --- |
| 40 | 1月8日 0:15 - 0:40 | 人気者からニューカマーまで大集合！チャップリン大新年会2023 【MC】 内村光良（ウッチャンナンチャン）、土田晃之 【進行】 千鳥、ハリセンボン 【見届人】 田中卓志（アンガールズ）、井戸田潤（スピードワゴン） 【アシスタント】 角谷暁子（テレビ東京アナウンサー） 【芸人】 [前半戦] 錦鯉、テツandトモ、ななまがり、レッツゴーよしまさ [後半戦] キュウ、ビックスモールン、や団、ストレッチーズ、ダンディ坂野 | |
| 41 | 1月15日 | 人気者からニューカマーまで大集合！チャップリン大新年会2023 【MC】 内村光良（ウッチャンナンチャン）、土田晃之 【進行】 千鳥、ハリセンボン 【見届人】 田中卓志（アンガールズ）、井戸田潤（スピードワゴン） 【アシスタント】 角谷暁子（テレビ東京アナウンサー） 【芸人】 [前半戦] 錦鯉、テツandトモ、ななまがり、レッツゴーよしまさ [後半戦] キュウ、ビックスモールン、や団、ストレッチーズ、ダンディ坂野 | |
| 42 | 1月22日 | ぱーてぃーちゃん持ち込み企画！俺たちが後輩引き連れてよろしくやるっつーの 【プレゼンター・ネタ見せ】 ぱーてぃーちゃん 【進行】 千鳥 【見届人】 田中卓志（アンガールズ）、井戸田潤（スピードワゴン） 【ワタナベ若手芸人】 マリーナゲイサンズ、山脇セブンティーン、Hi TEENS、未来の油田、ちゃんぴおんず | |
| 43 | 1月29日 | WE LOVE「ASH&D」リターンズ 【MC】 土田晃之 【進行】 ハリセンボン 【見届人】 田中卓志（アンガールズ） 【アシスタント】 角谷暁子（テレビ東京アナウンサー） 【ASH&D芸人】 阿佐ヶ谷姉妹、ラブレターズ、十九人、ザ・ギース | |
| 44 | 2月5日 0:30 - 0:55 | 令和のお笑い大実験！混ぜるなチャップリン スピードワゴン×品川庄司 【MC】 内村光良（ウッチャンナンチャン） 【進行】 千鳥 【芸人】 品川庄司、スピードワゴン | 前半戦 |
| 45 | 2月12日 | 令和のお笑い大実験！混ぜるなチャップリン スピードワゴン×品川庄司 【MC】 内村光良（ウッチャンナンチャン） 【進行】 千鳥 【芸人】 品川庄司、スピードワゴン | 後半戦 |
| 46 | 2月19日 | 令和のお笑い大実験！混ぜるなチャップリン スピードワゴン×品川庄司 【MC】 内村光良（ウッチャンナンチャン） 【進行】 千鳥 【芸人】 品川庄司、スピードワゴン | 延長戦 |
| 47 | 2月26日 | ナイツpresents実力派芸人揃ってます！僕たちマセキ芸能社です 【MC】 内村光良（ウッチャンナンチャン） 【プレゼンター・ネタ見せ】 ナイツ 【進行】 千鳥 【見届人】 田中卓志（アンガールズ） 【アシスタント】 角谷暁子（テレビ東京アナウンサー） 【マセキ芸能社芸人】 モグライダー、かが屋、サスペンダーズ | |
| 48 | 3月5日 0:30 - 0:55 | いまやすっかり人気者！集まれいつめんチャップリン 【MC】 土田晃之 【進行】 ハリセンボン 【見届人】 井戸田潤（スピードワゴン） 【芸人】 プラス・マイナス、インポッシブル、金の国、ネルソンズ | |
| 49 | 3月12日 | ちむどんどんする!?ハンジロウを考える日 【MC】 内村光良（ウッチャンナンチャン） 【進行】 千鳥 【見届人】 田中卓志（アンガールズ） 【主役】 ハンジロウ 【芸人】 キャン×キャン、号泣 | |
| 50 | 3月19日 0:15 - 0:40 | そろそろやるよ！日本全国！どこでもチャップリン ※観客28人。 【MC】 内村光良（ウッチャンナンチャン）、土田晃之 【進行】 千鳥、ハリセンボン 【見届人】 井戸田潤（スピードワゴン）、田中卓志（アンガールズ） 【芸人】 東京ホテイソン、どぶろっく、お見送り芸人しんいち 【特番ネタ先出】 プラス・マイナス | |
| 51 | 3月26日 | 初登場芸人が大集合！お初でチャップリン2023 【MC】 土田晃之 【進行】 ハリセンボン 【見届人】 井戸田潤（スピードワゴン） 【アシスタント】 角谷暁子（テレビ東京アナウンサー） 【芸人】 ニッポンの社長、うるとらブギーズ、スカチャン、オダウエダ | |
| 2023 レギュラーシーズン② ※一般観覧（35人）。 | | | |
| 52 | 4月2日 | みんな華を出していこう！次にきそうな太田芸人フェス2023 【MC】 内村光良（ウッチャンナンチャン）、土田晃之 【プレゼンター・ネタ見せ】 タイムマシーン3号 【進行】 ハリセンボン 【見届人】 田中卓志（アンガールズ） 【太田プロダクション芸人】 センチネル、ハマノとヘンミ、さすらいラビー、コンピューター宇宙 | |
| 53 | 4月9日 | 僕らの時代がやってきた！すごいぞTITANスペシャル 【MC】 土田晃之 【プレゼンター・ネタ見せ】 ウエストランド 【進行】 ハリセンボン 【見届人】 田中卓志（アンガールズ） 【タイタン芸人】 まんじゅう大帝国、シティホテル3号室、キュウ | |
| 54 | 4月16日 | 僕たちを忘れていませんか？お久しチャップリン2023 【MC】 内村光良（ウッチャンナンチャン） 【進行】 千鳥 【見届人】 井戸田潤（スピードワゴン） 【アシスタント】 角谷暁子（テレビ東京アナウンサー） 【芸人】 ヤーレンズ、本多スイミングスクール、アマレス兄弟、マツモトクラブ 【どこでもチャップリン未公開ネタ】 ぱーてぃーちゃん | |
| 55 | 4月23日 | 今日から皆さんはチャップリン子です 勝手に認定チャップリン 【MC】 内村光良（ウッチャンナンチャン） 【進行】 千鳥 【見届人】 井戸田潤（スピードワゴン） 【アシスタント】 角谷暁子（テレビ東京アナウンサー） 【芸人】 ダンビラムーチョ、ケビンス、ななまがり、ママタルト | |
| 56 | 4月30日 | 東のお笑いなら僕らっしょ！人力舎SP 【MC】 土田晃之 【進行】 ハリセンボン 【見届人】 田中卓志（アンガールズ） 【アシスタント】 角谷暁子（テレビ東京アナウンサー） 【プロダクション人力舎芸人】 [前半戦] 真空ジェシカ、トンツカタン、いろはラムネ、ゆってぃ [後半戦] ザ・マミィ、鈴木ジェロニモ、バローズ、ラバーガール | |
| 57 | 5月7日 | 東のお笑いなら僕らっしょ！人力舎SP 【MC】 土田晃之 【進行】 ハリセンボン 【見届人】 田中卓志（アンガールズ） 【アシスタント】 角谷暁子（テレビ東京アナウンサー） 【プロダクション人力舎芸人】 [前半戦] 真空ジェシカ、トンツカタン、いろはラムネ、ゆってぃ [後半戦] ザ・マミィ、鈴木ジェロニモ、バローズ、ラバーガール | |
| 58 | 5月14日 | 似てるか似てないかは我々次第…モノマネ都市伝説 【MC】 内村光良（ウッチャンナンチャン） 【進行】 ハリセンボン 【見届人】 田中卓志（アンガールズ） 【芸人】 [ブース専属] 神奈月 [前半戦] プラス・マイナス、木村たいぞう、モリタク!＆河口こうへい、キンタロー。＆おばたのお兄さん、THIS IS パン [後半戦] オキシジェン、アイドル鳥越、デルピエロ、原口あきまさ | |
| 59 | 5月21日 | 似てるか似てないかは我々次第…モノマネ都市伝説 【MC】 内村光良（ウッチャンナンチャン） 【進行】 ハリセンボン 【見届人】 田中卓志（アンガールズ） 【芸人】 [ブース専属] 神奈月 [前半戦] プラス・マイナス、木村たいぞう、モリタク!＆河口こうへい、キンタロー。＆おばたのお兄さん、THIS IS パン [後半戦] オキシジェン、アイドル鳥越、デルピエロ、原口あきまさ | |
| 60 | 6月4日 | テレ東音芸祭2023五月雨 【MC】 土田晃之 【進行】 千鳥 【見届人】 井戸田潤（スピードワゴン） 【芸人】 ラニーノーズ、お見送り芸人しんいち＆あぁ〜しらき、友田オレ、村民代表南川、オジンオズボーン篠宮＆わらふぢなるお | |
| 61 | 6月11日 | 【本格派から地下でもギリギリ芸人まで…ヤバ～い奴ら全員集めてみました！】未来のスター発掘ネタSP 【MC】 土田晃之 【進行】 千鳥 【見届人】 井戸田潤（スピードワゴン） 【芸人】 [次世代漫才師部門] エバース、シンクロニシティ [お笑い飛び道具部門] らびっとビーチ、スピーディーハンター、まりもこ [劇物芸人部門] カイちゃん、ドンココ、老害マックス（モダンタイムス、虹の黄昏） | |
| 62 | 6月18日 | 愛され続けて9年目！みんなでドッカン！爆笑アニバーサリーSP 【MC】 内村光良（ウッチャンナンチャン）、土田晃之 【進行】 ハリセンボン 【芸人】 [1週目] 錦鯉、やさしいズ、なすなかにし [2週目] 東京ホテイソン、とにかく明るい安村、劇団椿（椿鬼奴、大山英雄、グランジ大、とくこ） [3週目] モグライダー、ニッチェ 【チャップリン的名作劇場】 「やす子、泣く」（2021年5月29日放送）、「コットンになる前」（2017年11月19日放送）、「涙の優勝」（2017年12月24日放送：マルセイユ） 【名作プレイバック】 東京03              | |
| 63 | 6月25日 | 愛され続けて9年目！みんなでドッカン！爆笑アニバーサリーSP 【MC】 内村光良（ウッチャンナンチャン）、土田晃之 【進行】 ハリセンボン 【芸人】 [1週目] 錦鯉、やさしいズ、なすなかにし [2週目] 東京ホテイソン、とにかく明るい安村、劇団椿（椿鬼奴、大山英雄、グランジ大、とくこ） [3週目] モグライダー、ニッチェ 【チャップリン的名作劇場】 「やす子、泣く」（2021年5月29日放送）、「コットンになる前」（2017年11月19日放送）、「涙の優勝」（2017年12月24日放送：マルセイユ） 【名作プレイバック】 東京03              | |
| 64 | 7月2日 | 愛され続けて9年目！みんなでドッカン！爆笑アニバーサリーSP 【MC】 内村光良（ウッチャンナンチャン）、土田晃之 【進行】 ハリセンボン 【芸人】 [1週目] 錦鯉、やさしいズ、なすなかにし [2週目] 東京ホテイソン、とにかく明るい安村、劇団椿（椿鬼奴、大山英雄、グランジ大、とくこ） [3週目] モグライダー、ニッチェ 【チャップリン的名作劇場】 「やす子、泣く」（2021年5月29日放送）、「コットンになる前」（2017年11月19日放送）、「涙の優勝」（2017年12月24日放送：マルセイユ） 【名作プレイバック】 東京03              | |
| 65 | 7月9日 | 新・上京物語2023 職業、芸人。夢と現実の間で 【進行】 千鳥 【見届人】 井戸田潤（スピードワゴン）、田中卓志（アンガールズ） 【アシスタント】 角谷暁子（テレビ東京アナウンサー） 【芸人】 [前編] マルセイユ、紅しょうが、ガクテンソク [後編] マユリカ、守谷日和、トット 【名作プレイバック】 銀シャリ | |
| 66 | 7月16日 0:15 - 0:40 | 新・上京物語2023 職業、芸人。夢と現実の間で 【進行】 千鳥 【見届人】 井戸田潤（スピードワゴン）、田中卓志（アンガールズ） 【アシスタント】 角谷暁子（テレビ東京アナウンサー） 【芸人】 [前編] マルセイユ、紅しょうが、ガクテンソク [後編] マユリカ、守谷日和、トット 【名作プレイバック】 銀シャリ | |
| 67 | 7月23日 | 50代をチャップリンと共に歩んだ男…内村光良生誕祭 【主賓】 内村光良（ウッチャンナンチャン） 【MC】 土田晃之 【進行】 ハリセンボン 【見届人】 井戸田潤（スピードワゴン）、田中卓志（アンガールズ） 【オープニングアクト】 ダンビラムーチョ、ジェラードン 【自称・内村激ハマり芸人】 インポッシブル、ジェラードン、AMEMIYA with 小仲くん | |
| 68 | 7月30日 | 令和のお笑い大実験！混ぜるなチャップリン－かもめんたる×ニッポンの社長－ 【MC】 内村光良（ウッチャンナンチャン） 【進行】 千鳥 【芸人】 かもめんたる、ニッポンの社長 【上野カリガリ マキオカリーパーク店店長】 しゅうごパーク（ハンジロウ） | |
| 69 | 8月6日 | 令和のお笑い大実験！混ぜるなチャップリン－かもめんたる×ニッポンの社長－ 【MC】 内村光良（ウッチャンナンチャン） 【進行】 千鳥 【芸人】 かもめんたる、ニッポンの社長 【上野カリガリ マキオカリーパーク店店長】 しゅうごパーク（ハンジロウ） | |
| 70 | 8月13日 | “渋谷”発！ホットな芸人続々登場！僕たち∞芸人 【MC】 土田晃之 【進行】 ハリセンボン 【見届人】 井戸田潤（スピードワゴン）、田中卓志（アンガールズ） 【アシスタント】 角谷暁子（テレビ東京アナウンサー） 【ヨシモト∞ホール芸人】 [前半戦] レインボー、ダンビラムーチョ、おしみんまる、そいつどいつ [後半戦] やさしいズ、ケビンス、小森園ひろし、ネルソンズ | |
| 71 | 8月20日 | “渋谷”発！ホットな芸人続々登場！僕たち∞芸人 【MC】 土田晃之 【進行】 ハリセンボン 【見届人】 井戸田潤（スピードワゴン）、田中卓志（アンガールズ） 【アシスタント】 角谷暁子（テレビ東京アナウンサー） 【ヨシモト∞ホール芸人】 [前半戦] レインボー、ダンビラムーチョ、おしみんまる、そいつどいつ [後半戦] やさしいズ、ケビンス、小森園ひろし、ネルソンズ | |
| 72 | 8月27日 | センスありあり芸人大集合！みんなナウくてエモいぜ2023 【MC】 内村光良（ウッチャンナンチャン）、土田晃之 【進行】 ハリセンボン 【芸人】 豆鉄砲、友田オレ、まんざらでもねぇ、ダウ90000 | |
| 73 | 9月3日 | 今日は内村さんがいます！やっと会えるぜ気合いネタ祭り 【MC】 内村光良（ウッチャンナンチャン）、土田晃之 【進行】 ハリセンボン 【芸人】 いぬ、シンクロニシティ、おしみんまる、マルセイユ | |
| 74 | 9月10日 | わたしらしくをあたらしく！チャップリン娘大集合SP 【進行】 千鳥 【見届人】 井戸田潤（スピードワゴン）、田中卓志（アンガールズ） 【アシスタント】 角谷暁子（テレビ東京アナウンサー） 【芸人】 [前半戦] 紅しょうが、おばあちゃん、マリア、ななまがり [後半戦] オダウエダ、Dr.ハインリッヒ、あぁ〜しらき、キンタロー。＆みはる | |
| 75 | 9月17日 | わたしらしくをあたらしく！チャップリン娘大集合SP 【進行】 千鳥 【見届人】 井戸田潤（スピードワゴン）、田中卓志（アンガールズ） 【アシスタント】 角谷暁子（テレビ東京アナウンサー） 【芸人】 [前半戦] 紅しょうが、おばあちゃん、マリア、ななまがり [後半戦] オダウエダ、Dr.ハインリッヒ、あぁ〜しらき、キンタロー。＆みはる | |
| 76 | 9月24日 | みんなの心を掴むのはだぁれ？お笑いネバーランド2023 ※一般観覧はすべて小学生で審査も行う。 【MC】 内村光良（ウッチャンナンチャン）、土田晃之 【進行】 千鳥 【客席担当】 ハンバーグ師匠（井戸田潤） 【芸人】 [前半戦] サンシャイン池崎、やす子、三四郎、トム・ブラウン [後半戦] 錦鯉、もう中学生、ネルソンズ | 子どもウケNo.1：錦鯉 |
| 77 | 10月1日 0:30 - 0:55 | みんなの心を掴むのはだぁれ？お笑いネバーランド2023 ※一般観覧はすべて小学生で審査も行う。 【MC】 内村光良（ウッチャンナンチャン）、土田晃之 【進行】 千鳥 【客席担当】 ハンバーグ師匠（井戸田潤） 【芸人】 [前半戦] サンシャイン池崎、やす子、三四郎、トム・ブラウン [後半戦] 錦鯉、もう中学生、ネルソンズ | 子どもウケNo.1：錦鯉 |
| 78 | 10月8日 | 若手とおじさんがネタバトル！新しいお笑いのリーダーズVS伝統的お笑いのベテランズ ※観客の多数決で勝敗を決定。 【MC】 内村光良（ウッチャンナンチャン） 【進行】 ハリセンボン 【見届人】 田中卓志（アンガールズ） 【アシスタント】 角谷暁子（テレビ東京アナウンサー） 【新しいお笑いのリーダーズ】 [前半戦] ツンツクツン万博、徳原旅行 [後半戦] TCクラクション、ナイチンゲールダンス 【伝統的お笑いのベテランズ】 [前半戦] ななめ45°、おしみん守谷（おしみんまる、守谷日和） [後半戦] 三日月マンハッタン、マシンガンズ | 勝者：ベテランズ |
| 79 | 10月15日 | 若手とおじさんがネタバトル！新しいお笑いのリーダーズVS伝統的お笑いのベテランズ ※観客の多数決で勝敗を決定。 【MC】 内村光良（ウッチャンナンチャン） 【進行】 ハリセンボン 【見届人】 田中卓志（アンガールズ） 【アシスタント】 角谷暁子（テレビ東京アナウンサー） 【新しいお笑いのリーダーズ】 [前半戦] ツンツクツン万博、徳原旅行 [後半戦] TCクラクション、ナイチンゲールダンス 【伝統的お笑いのベテランズ】 [前半戦] ななめ45°、おしみん守谷（おしみんまる、守谷日和） [後半戦] 三日月マンハッタン、マシンガンズ | 勝者：ベテランズ |
| 80 | 10月22日 | 俺たちジェイソン・ステイサム芸人season1 【MC】 土田晃之 【進行】 千鳥 【見届人】 井戸田潤（スピードワゴン） 【ジェイソン・ステイサム芸人】 きしたかの、ルシファー吉岡、小仲くん、どぶろっく | |
| 81 | 10月29日 | スピードワゴンPresents待たせたなぁ！ホリプロコムの集い2023 【MC】 土田晃之 【進行】 ハリセンボン 【プレゼンター・ネタ見せ】 スピードワゴン 【ホリプロコム芸人】 [前半戦] パンプキンポテトフライ、さんだる、橘井と小池、戦慄のピーカブー、ホリ軍団（ホリ、河口こうへい、ジャッキーちゃん、メルヘン須長、たむたむ、早川知里（危険物てぃらてぃら）、きのこちゃん、まーな） [後半戦] オキシジェン、川村エミコ（たんぽぽ）、きつね                                                                                     | |
| 82 | 11月5日 | スピードワゴンPresents待たせたなぁ！ホリプロコムの集い2023 【MC】 土田晃之 【進行】 ハリセンボン 【プレゼンター・ネタ見せ】 スピードワゴン 【ホリプロコム芸人】 [前半戦] パンプキンポテトフライ、さんだる、橘井と小池、戦慄のピーカブー、ホリ軍団（ホリ、河口こうへい、ジャッキーちゃん、メルヘン須長、たむたむ、早川知里（危険物てぃらてぃら）、きのこちゃん、まーな） [後半戦] オキシジェン、川村エミコ（たんぽぽ）、きつね                                                                                     | |
| 83 | 11月12日 | お笑いも…ある意味スポーツだ！勝手に“内村ジャパン”2023 【MC】 内村光良（ウッチャンナンチャン） 【進行】 千鳥 【見届人】 田中卓志（アンガールズ） 【アシスタント】 角谷暁子（テレビ東京アナウンサー） 【芸人】 ゆんぼだんぷ、かけおち、吉本若手マッチョ部（YUTARO（カントリーテール）、ノリ（バビロン）、にしだっくす、太田隆司（いぬ）、リボルバー・ヘッド、松本勇馬（スカイサーキット））、ガリットチュウ、インポッシブル                                                                                         | |
| 84 | 11月19日 0:15 - 0:40 | チャップリン的SDGsな演芸祭り 第4回サスティナブル芸人SP 【MC】 内村光良（ウッチャンナンチャン） 【進行】 千鳥 【見届人】 田中卓志（アンガールズ） 【アシスタント】 角谷暁子（テレビ東京アナウンサー） 【芸人】 [前半戦] くまだまさし、ゴー☆ジャス、どきどきキャンプ、キンタロー。 [後半戦] レギュラー、響、波田陽区、レイザーラモン 【サスティナブル芸ライブラリー】 大西ライオン | |
| 85 | 11月26日 | チャップリン的SDGsな演芸祭り 第4回サスティナブル芸人SP 【MC】 内村光良（ウッチャンナンチャン） 【進行】 千鳥 【見届人】 田中卓志（アンガールズ） 【アシスタント】 角谷暁子（テレビ東京アナウンサー） 【芸人】 [前半戦] くまだまさし、ゴー☆ジャス、どきどきキャンプ、キンタロー。 [後半戦] レギュラー、響、波田陽区、レイザーラモン 【サスティナブル芸ライブラリー】 大西ライオン | |
| 86 | 12月3日 | 今年もやっぱり最高でした！ほぼキングオブコントな夜 【MC】 内村光良（ウッチャンナンチャン） 【進行】 ハリセンボン 【見届人】 田中卓志（アンガールズ） 【芸人】 [第1週] ニッポンの社長、ファイヤーサンダー、カゲヤマ [第2週] ジグザグジギー、ゼンモンキー、や団 [第3週] ラブレターズ、隣人、サルゴリラ 【名作プレイバック】 どぶろっく、ハナコ、サルゴリラ | |
| 87 | 12月10日 | 今年もやっぱり最高でした！ほぼキングオブコントな夜 【MC】 内村光良（ウッチャンナンチャン） 【進行】 ハリセンボン 【見届人】 田中卓志（アンガールズ） 【芸人】 [第1週] ニッポンの社長、ファイヤーサンダー、カゲヤマ [第2週] ジグザグジギー、ゼンモンキー、や団 [第3週] ラブレターズ、隣人、サルゴリラ 【名作プレイバック】 どぶろっく、ハナコ、サルゴリラ | |
| 88 | 12月17日 | 今年もやっぱり最高でした！ほぼキングオブコントな夜 【MC】 内村光良（ウッチャンナンチャン） 【進行】 ハリセンボン 【見届人】 田中卓志（アンガールズ） 【芸人】 [第1週] ニッポンの社長、ファイヤーサンダー、カゲヤマ [第2週] ジグザグジギー、ゼンモンキー、や団 [第3週] ラブレターズ、隣人、サルゴリラ 【名作プレイバック】 どぶろっく、ハナコ、サルゴリラ | |
| 89 | 12月24日 | 非モテ芸人の集い2023〜Winter Love〜非モテ芸人集団“宮澤軍団”がクリぼっちさんに送るSPライブ! 【MC】 土田晃之 【進行】 千鳥 【見届人】 井戸田潤（スピードワゴン） 【アシスタント】 角谷暁子（テレビ東京アナウンサー） 【芸人（ジグザグジギー宮澤軍団）】 カカロニ、サスペンダーズ、春とヒコーキ、ジグザグジギー | |

| 2024シリーズ 1月6日 - 12月22日（51） | 2024シリーズ 1月6日 - 12月22日（51） | 2024シリーズ 1月6日 - 12月22日（51） | 2024シリーズ 1月6日 - 12月22日（51） |
| 回 | 放送日 | 出演 | 備考 |
| 2024 レギュラーシーズン ※一般観覧（35人）。 【ナレーター】 矢内雄一郎（テレビ東京アナウンサー） 【呼び出しジングル】 黒人バックコーラス隊（ルツ、シャニータ、ジョニー） | 2024 レギュラーシーズン ※一般観覧（35人）。 【ナレーター】 矢内雄一郎（テレビ東京アナウンサー） 【呼び出しジングル】 黒人バックコーラス隊（ルツ、シャニータ、ジョニー） | 2024 レギュラーシーズン ※一般観覧（35人）。 【ナレーター】 矢内雄一郎（テレビ東京アナウンサー） 【呼び出しジングル】 黒人バックコーラス隊（ルツ、シャニータ、ジョニー） | 2024 レギュラーシーズン ※一般観覧（35人）。 【ナレーター】 矢内雄一郎（テレビ東京アナウンサー） 【呼び出しジングル】 黒人バックコーラス隊（ルツ、シャニータ、ジョニー） |
| --- | --- | --- | --- |
| 90 | 1月7日 0:15 - 0:40 | あけおめことよろ！今年もやるよ！チャップリン大新年会2024 【MC】 内村光良（ウッチャンナンチャン）、土田晃之 【進行】 井戸田潤（スピードワゴン）、田中卓志（アンガールズ） 【アシスタント】 角谷暁子（テレビ東京アナウンサー） 【ファミリー芸人】 [前半戦] 錦鯉、すゑひろがりず、ハリセンボン [後半戦] 千鳥、サルゴリラ、ハンバーグ師匠 with Ｔ（土田晃之）、ダンディ坂野 | |
| 91 | 1月14日 | あけおめことよろ！今年もやるよ！チャップリン大新年会2024 【MC】 内村光良（ウッチャンナンチャン）、土田晃之 【進行】 井戸田潤（スピードワゴン）、田中卓志（アンガールズ） 【アシスタント】 角谷暁子（テレビ東京アナウンサー） 【ファミリー芸人】 [前半戦] 錦鯉、すゑひろがりず、ハリセンボン [後半戦] 千鳥、サルゴリラ、ハンバーグ師匠 with Ｔ（土田晃之）、ダンディ坂野 | |
| 92 | 1月21日 | 緊急救済企画！加藤さん、そろそろコントした方がいいんじゃない？ 【MC】 土田晃之 【進行】 千鳥 【見届人】 井戸田潤（スピードワゴン） 【アシスタント】 角谷暁子（テレビ東京アナウンサー） 【主役】 ザブングル加藤 【ネタ提供芸人】 ファイヤーサンダー、金の国、やさしいズ | |
| 93 | 1月28日 | 楽しい笑いをごっつぁんです！チャップリン子大集合スペシャル2024初場所 【MC】 内村光良（ウッチャンナンチャン）、土田晃之 【進行】 ハリセンボン 【見届人】 井戸田潤（スピードワゴン）、田中卓志（アンガールズ）、千鳥 【芸人】 [前半戦] プラス・マイナス、守谷日和、ザ・マミィ、おしみんまる [後半戦] きしたかの、ママタルト、トンツカタン、やさしいズ | |
| 94 | 2月4日 | 楽しい笑いをごっつぁんです！チャップリン子大集合スペシャル2024初場所 【MC】 内村光良（ウッチャンナンチャン）、土田晃之 【進行】 ハリセンボン 【見届人】 井戸田潤（スピードワゴン）、田中卓志（アンガールズ）、千鳥 【芸人】 [前半戦] プラス・マイナス、守谷日和、ザ・マミィ、おしみんまる [後半戦] きしたかの、ママタルト、トンツカタン、やさしいズ | |
| 95 | 2月11日 | ハリセンボンという魚 同期2組が語り合う夜 ※無観客。 【主役】 ハリセンボン、サルゴリラ 【名作プレイバック】 チョコレートプラネット、インポッシブル、ジョイマン | |
| 96 | 2月18日 1:00 - 1:25 | 実は超クセ者揃い!?バナナと言ったらゲスの極みはダメ～な夜! 【MC】 内村光良（ウッチャンナンチャン）、土田晃之 【進行】 ハリセンボン 【アシスタント】 角谷暁子（テレビ東京アナウンサー） 【ケイダッシュステージ芸人】 [前半戦] トム・ブラウン、ムラタケ、クロコップ、原口あきまさ [後半戦] ヤーレンズ、どんぐりたけし、マードック、オッパショ石、ハマカーン | |
| 97 | 2月25日 1:36 - 2:01 | 実は超クセ者揃い!?バナナと言ったらゲスの極みはダメ～な夜! 【MC】 内村光良（ウッチャンナンチャン）、土田晃之 【進行】 ハリセンボン 【アシスタント】 角谷暁子（テレビ東京アナウンサー） 【ケイダッシュステージ芸人】 [前半戦] トム・ブラウン、ムラタケ、クロコップ、原口あきまさ [後半戦] ヤーレンズ、どんぐりたけし、マードック、オッパショ石、ハマカーン | |
| 98 | 3月3日 0:30 - 0:55 | R-1グランプリ開催直前！チャップリン的ピン芸人の集い 【進行】 千鳥 【見届人】 井戸田潤（スピードワゴン）、田中卓志（アンガールズ） 【アシスタント】 角谷暁子（テレビ東京アナウンサー） 【芸人】 こたけ正義感、友田オレ、マツモトクラブ、ハリウッドザコシショウ | |
| 99 | 3月10日 | ひとつ手前の男たち！M-1リベンジャーズ2024 【進行】 千鳥 【見届人】 井戸田潤（スピードワゴン）、田中卓志（アンガールズ） 【アシスタント】 角谷暁子（テレビ東京アナウンサー） 【芸人】 ななまがり、スタミナパン、ヘンダーソン、ナイチンゲールダンス | |
| 100 | 3月17日 | 社長就任のご挨拶に伺いました！サンミュージックブラザーズ大集合SP 【MC】 内村光良（ウッチャンナンチャン）、土田晃之 【進行】 千鳥 【プレゼンター・ネタ見せ】 ブッチャーブラザーズ 【サンミュージックプロダクション芸人】 [前半戦] スギちゃん、ザ・パーフェクト、サツキ、ダンディ坂野 [後半戦] 髭男爵、ゴー☆ジャス、電動スミス、村民代表南川、Yes!アキト | |
| 101 | 3月24日 | 社長就任のご挨拶に伺いました！サンミュージックブラザーズ大集合SP 【MC】 内村光良（ウッチャンナンチャン）、土田晃之 【進行】 千鳥 【プレゼンター・ネタ見せ】 ブッチャーブラザーズ 【サンミュージックプロダクション芸人】 [前半戦] スギちゃん、ザ・パーフェクト、サツキ、ダンディ坂野 [後半戦] 髭男爵、ゴー☆ジャス、電動スミス、村民代表南川、Yes!アキト | |
| 102 | 3月31日 0:15 - 0:40 | メロいネタでハピハピ♪ちぴちゃぱ漫才ちゃっぷりん 【進行】 ハリセンボン 【見届人】井戸田潤（スピードワゴン）、田中卓志（アンガールズ） 【アシスタント】 角谷暁子（テレビ東京アナウンサー） 【芸人】 マユリカ、スーパーマラドーナ、キュウ、インディアンス | |
| 103 | 4月7日 0:15 - 0:40 | 今日が一番盛れてるコント!話題のネタならうちらだし 【進行】 ハリセンボン 【見届人】井戸田潤（スピードワゴン）、田中卓志（アンガールズ） 【アシスタント】 角谷暁子（テレビ東京アナウンサー） 【芸人】 や団、オダウエダ、ななまがり、しずる | |
| 104 | 4月14日 | 内村&千鳥爆笑！R-1決勝芸人・お抹茶を愛でる ※無観客。お抹茶のネタ見せのみ一般観覧時に収録。 【MC】 内村光良（ウッチャンナンチャン） 【進行】 千鳥 【主役】 お抹茶（トンツカタン） 【芸人】 カカロニ、ガク（真空ジェシカ）、櫻田佑（トンツカタン）、森本晋太郎（トンツカタン）、ゆめちゃん | |
| 105 | 4月21日 | 今年売れるかも知れない!?初登場芸人大集合 【MC】 内村光良（ウッチャンナンチャン） 【進行】 千鳥 【見届人】井戸田潤（スピードワゴン） 【芸人】 群青団地、バッチトゥース、ラブリースマイリーベイビー、いちばんかわいい、マリーマリー、村上、元気そうでよかった。 | |
| 106 | 4月28日 | ゴールデンなウィークはまんまるに癒されたい！ 【MC】 土田晃之 【進行】 ハリセンボン 【見届人】井戸田潤（スピードワゴン）、田中卓志（アンガールズ） 【芸人】 [前半戦] タイムマシーン3号、セルライトスパ、きしたかの、街裏ぴんく [後半戦] ママタルト、駆け抜けて軽トラ、スタミナパン、ゆんぼだんぷ、シシガシラ | |
| 107 | 5月5日 | ゴールデンなウィークはまんまるに癒されたい！ 【MC】 土田晃之 【進行】 ハリセンボン 【見届人】井戸田潤（スピードワゴン）、田中卓志（アンガールズ） 【芸人】 [前半戦] タイムマシーン3号、セルライトスパ、きしたかの、街裏ぴんく [後半戦] ママタルト、駆け抜けて軽トラ、スタミナパン、ゆんぼだんぷ、シシガシラ | |
| 108 | 5月12日 | シン・上京物語2024～さや香・ビスブラ参戦～ 【MC】 土田晃之 【進行】 千鳥 【見届人】井戸田潤（スピードワゴン） 【芸人】 [前半戦] さや香、Kento fukaya、滝音 [後半戦] ビスケットブラザーズ、ソマオ・ミートボール、らぶらいken（らぶおじさん、今井らいぱち、Kento fukaya）、田津原理音 | |
| 109 | 5月19日 | シン・上京物語2024～さや香・ビスブラ参戦～ 【MC】 土田晃之 【進行】 千鳥 【見届人】井戸田潤（スピードワゴン） 【芸人】 [前半戦] さや香、Kento fukaya、滝音 [後半戦] ビスケットブラザーズ、ソマオ・ミートボール、らぶらいken（らぶおじさん、今井らいぱち、Kento fukaya）、田津原理音 | |
| 110 | 5月26日 | 地下芸人が…熱いヤバい面白い！衝撃ネタ6連発 【MC】 内村光良（ウッチャンナンチャン） 【進行】 ハリセンボン 【見届人】田中卓志（アンガールズ） 【芸人】 チャンス大城、桐野安生、ホットパンツしおり、ミスター大冒険。、ビューティフルボーイズ、街裏ぴんく | |
| 111 | 6月2日 | 私たち何？え？チーム友達 【MC】 内村光良（ウッチャンナンチャン） 【進行】 ハリセンボン 【見届人】田中卓志（アンガールズ） 【芸人】 [前半戦] ライス、てんぐ、しずる [後半戦] サルゴリラ、バイク川崎バイク、守谷日和、囲碁将棋 | |
| 112 | 6月9日 | 私たち何？え？チーム友達 【MC】 内村光良（ウッチャンナンチャン） 【進行】 ハリセンボン 【見届人】田中卓志（アンガールズ） 【芸人】 [前半戦] ライス、てんぐ、しずる [後半戦] サルゴリラ、バイク川崎バイク、守谷日和、囲碁将棋 | |
| 113 | 6月16日 | 令和のお笑い大実験！混ぜるなチャップリン－きしたかの×オダウエダ－ ※ネタ披露のみ一般観覧時に収録。 【MC】 内村光良（ウッチャンナンチャン） 【進行】 千鳥 【芸人】 オダウエダ、きしたかの | |
| 114 | 6月23日 | 令和のお笑い大実験！混ぜるなチャップリン－きしたかの×オダウエダ－ ※ネタ披露のみ一般観覧時に収録。 【MC】 内村光良（ウッチャンナンチャン） 【進行】 千鳥 【芸人】 オダウエダ、きしたかの | |
| 115 | 6月30日 | ピンやコンビじゃ物足りない！コントはやっぱトリオっしょ! 【MC】 土田晃之 【進行】 ハリセンボン 【見届人】井戸田潤（スピードワゴン）、田中卓志（アンガールズ） 【芸人】 [前半戦] や団、青色1号、ゼンモンキー、インスタントジョンソン [後半戦] トンツカタン、えびしゃ、伝書鳩、ビックスモールン | |
| 116 | 7月7日 | ピンやコンビじゃ物足りない！コントはやっぱトリオっしょ! 【MC】 土田晃之 【進行】 ハリセンボン 【見届人】井戸田潤（スピードワゴン）、田中卓志（アンガールズ） 【芸人】 [前半戦] や団、青色1号、ゼンモンキー、インスタントジョンソン [後半戦] トンツカタン、えびしゃ、伝書鳩、ビックスモールン | |
| 117 | 7月14日 | 日本一色ジロな夏男!?内村光良60歳還暦サマーカーニバル 【MC】 内村光良（ウッチャンナンチャン）、土田晃之 【進行】 千鳥、ハリセンボン 【見届人】井戸田潤（スピードワゴン）、田中卓志（アンガールズ） 【芸人】 [前半戦] ウエストランド、トム・ブラウン、ジョニー志村×レッツゴーよしまさ、テツandトモ [後半戦] ハンジロウ、ソマオ・ミートボール、劇団椿（椿鬼奴・大山英雄・グランジ大・とくこ）with インポッシブル | |
| 118 | 7月21日 | 日本一色ジロな夏男!?内村光良60歳還暦サマーカーニバル 【MC】 内村光良（ウッチャンナンチャン）、土田晃之 【進行】 千鳥、ハリセンボン 【見届人】井戸田潤（スピードワゴン）、田中卓志（アンガールズ） 【芸人】 [前半戦] ウエストランド、トム・ブラウン、ジョニー志村×レッツゴーよしまさ、テツandトモ [後半戦] ハンジロウ、ソマオ・ミートボール、劇団椿（椿鬼奴・大山英雄・グランジ大・とくこ）with インポッシブル | |
| 119 | 7月28日 | ついに巣立つ日が…ハンジロウがゴールデンに映った夜 【MC】 土田晃之 【進行】 田中卓志（アンガールズ） 【主役】 ハンジロウ 【名作プレイバック】 金属バット、ガクテンソク、ハンジロウ | |
| 120 | 8月4日 | らぶきゅん♡ビジュ担ぼ～いず 【MC】 土田晃之 【進行】 ハリセンボン 【見届人】井戸田潤（スピードワゴン）、田中卓志（アンガールズ） 【芸人】 東京ホテイソン、ラニーノーズ、ひよしなかよし、ハンジロウ | |
| 121 | 8月11日 | インポッシブル＆トムブラがお笑いを語り合う 【MC】 インポッシブル、トム・ブラウン 【名作プレイバック】 かもめんたる、かが屋、さらば青春の光、空気階段 | |
| 122 | 8月18日 | 夏だ！花火だ！漫才だ！夏祭りニッポンのネタ 【進行】 ハリセンボン 【見届人】井戸田潤（スピードワゴン）、田中卓志（アンガールズ） 【芸人】 [前半戦] 錦鯉、かもめんたる、ザ・パンチ [後半戦] ガクテンソク、フースーヤ、ヘンダーソン、ヤーレンズ | |
| 123 | 8月25日 | 夏だ！花火だ！漫才だ！夏祭りニッポンのネタ 【進行】 ハリセンボン 【見届人】井戸田潤（スピードワゴン）、田中卓志（アンガールズ） 【芸人】 [前半戦] 錦鯉、かもめんたる、ザ・パンチ [後半戦] ガクテンソク、フースーヤ、ヘンダーソン、ヤーレンズ | |
| 124 | 9月1日 | 内村「神回です」…やさしいネタの祭典 【MC】 内村光良（ウッチャンナンチャン）、土田晃之 【進行】 千鳥 【芸人】 大自然、大西ライオン、ゆってぃ、やさしいズ＆サスペンダーズ | |
| 125 | 9月8日 | ネクストブレイク必至！ツギクル芸人大集合SP 【MC】 内村光良（ウッチャンナンチャン）、土田晃之 【進行】 ハリセンボン 【芸人】 マルセイユ、スタミナパン、ポテトカレッジ、えびしゃ | |
| 126 | 9月15日 | 漫才王者がそろい踏み！たかし-1グランプリ 【進行】 千鳥 【見届人】井戸田潤（スピードワゴン）、田中卓志（アンガールズ） 【芸人】 ミルクボーイ、Gたかし、さんさんず、ガタロウ、錦鯉 | |
| 127 | 9月22日 | 内村が泣き笑い！カオスなソロ活芸人SP 【MC】 内村光良（ウッチャンナンチャン）、土田晃之 【進行】 ハリセンボン 【芸人】 ヒューマン中村、金澤TKCファクトリー、イチキップリン、キンタロー。、ルシファー吉岡 | |
| 128 | 9月29日 | 銀シャリ厳選！今イチバン面白い漫才師SP 【進行】 千鳥 【見届人】井戸田潤（スピードワゴン）、田中卓志（アンガールズ） 【プレゼンター・ネタ見せ】 銀シャリ 【芸人】 TCクラクション、エバース、囲碁将棋 | |
| 129 | 10月6日 | 兼光タカシ×実力派芸人！新作コラボネタSP 【MC】 内村光良（ウッチャンナンチャン） 【進行】 千鳥 【見届人】 田中卓志（アンガールズ） 【主役】 兼光タカシ 【ネタ提供芸人】 トータルテンボス、レギュラー、オジンオズボーン篠宮暁、劇団兼光（兼光、イチキップリン、キンタロー。） | |
| 130 | 10月13日 | コント王者どぶろっく厳選！浅井企画芸人SP 【MC】 内村光良（ウッチャンナンチャン） 【進行】 千鳥 【見届人】 田中卓志（アンガールズ） 【プレゼンター・ネタ見せ】 どぶろっく 【浅井企画芸人】 オテンキ、アモーン、牧野ステテコ、マリオネットブラザーズ | |
| 131 | 10月20日 | ナイツ厳選！浅草芸人SP 【MC】 土田晃之 【進行】 ハリセンボン 【見届人】井戸田潤（スピードワゴン） 【プレゼンター・ネタ見せ】 ナイツ 【漫才協会芸人】 [前半戦] 三拍子、高円寺K、金谷ヒデユキ [後半戦] わらふぢなるお、中津川弦、クマムシ、ハマカーン | |
| 132 | 10月27日 | ナイツ厳選！浅草芸人SP 【MC】 土田晃之 【進行】 ハリセンボン 【見届人】井戸田潤（スピードワゴン） 【プレゼンター・ネタ見せ】 ナイツ 【漫才協会芸人】 [前半戦] 三拍子、高円寺K、金谷ヒデユキ [後半戦] わらふぢなるお、中津川弦、クマムシ、ハマカーン | |
| 133 | 11月3日 | M-1＆KOC 売れっ子芸人だらけの夜 【MC】 内村光良（ウッチャンナンチャン）、土田晃之 【進行】 ハリセンボン 【芸人】 [前半戦] さや香、きしたかの、ララ屋（かが屋、ラランド） [後半戦] お見送り芸人しんいち、ママタルト、ななまがり、ロングコートダディ | |
| 134 | 11月10日 | M-1＆KOC 売れっ子芸人だらけの夜 【MC】 内村光良（ウッチャンナンチャン）、土田晃之 【進行】 ハリセンボン 【芸人】 [前半戦] さや香、きしたかの、ララ屋（かが屋、ラランド） [後半戦] お見送り芸人しんいち、ママタルト、ななまがり、ロングコートダディ | |
| 135 | 11月17日 | 世界へ羽ばたけ！チャップリン的ゴットタレント 【進行】 千鳥 【見届人】 井戸田潤（スピードワゴン）、田中卓志（アンガールズ） 【袖】 ハンジロウ 【芸人】 チェリー吉武＆白鳥久美子（たんぽぽ）、SMA JAPAN（松本りんす（だーりんず）、アキラ100%、小仲くん）、歩子、レイザーラモンRG＆谷+1。 | |
| 136 | 11月24日 | タイムマシーン3号厳選！いぶし銀な漫才師たち 【進行】 千鳥 【見届人】 井戸田潤（スピードワゴン）、田中卓志（アンガールズ） 【プレゼンター・ネタ見せ】 タイムマシーン3号 【芸人】 ハンジロウ、豆鉄砲、センチネル | |
| 137 | 12月1日 | 半分ぐらいキングオブコントな夜 【MC】 内村光良（ウッチャンナンチャン） 【進行】 ハリセンボン 【見届人】 田中卓志（アンガールズ） 【芸人】 [前半戦] シティホテル3号室、cacao、や団 [後半戦] 隣人、ラブレターズ 【名作プレイバック】ファイヤーサンダー | |
| 138 | 12月8日 | 半分ぐらいキングオブコントな夜 【MC】 内村光良（ウッチャンナンチャン） 【進行】 ハリセンボン 【見届人】 田中卓志（アンガールズ） 【芸人】 [前半戦] シティホテル3号室、cacao、や団 [後半戦] 隣人、ラブレターズ 【名作プレイバック】ファイヤーサンダー | |
| 139 | 12月15日 | 今年の賞レース王者集結！一番面白いのは誰だ!? 全日本ウルトラグランドチャンピオン大会 ※観客と出演者4名の多数決でチャンピオンを決定。 【MC】 土田晃之 【進行】 千鳥 【見届人】 井戸田潤（スピードワゴン） 【スペシャルサポーター】 本間キッド（や団） \| 順位 \| 芸人 \| 予選大会 \| 得票 \| \| ---- \| -------------- \| -------------------------------------- \| ---- \| \| 1 \| ラブレターズ \| キングオブコント2024王者 \| 18 \| \| 2 \| ナチョス。 \| 球-1グランプリ2024王者 \| 8 \| \| 3 \| 下町モルモット \| 全日本アマチュア芸人No.1決定戦2024王者 \| 5 \| \| 4 \| さんだる \| HORIPRO COM SP LIVE「1on1」王者 \| 4 \| \| 5 \| ジグザグジギー \| はかる-１グランプリ王者 \| 2 \| \| 5 \| 街裏ぴんく \| R-1グランプリ2024王者 \| 2 \| \| 7 \| フランツ \| マセキUNDER9グランプリ王者 \| 0 \| | 優勝：ラブレターズ |
| 140 | 12月22日 | 今年の賞レース王者集結！一番面白いのは誰だ!? 全日本ウルトラグランドチャンピオン大会 ※観客と出演者4名の多数決でチャンピオンを決定。 【MC】 土田晃之 【進行】 千鳥 【見届人】 井戸田潤（スピードワゴン） 【スペシャルサポーター】 本間キッド（や団） \| 順位 \| 芸人 \| 予選大会 \| 得票 \| \| ---- \| -------------- \| -------------------------------------- \| ---- \| \| 1 \| ラブレターズ \| キングオブコント2024王者 \| 18 \| \| 2 \| ナチョス。 \| 球-1グランプリ2024王者 \| 8 \| \| 3 \| 下町モルモット \| 全日本アマチュア芸人No.1決定戦2024王者 \| 5 \| \| 4 \| さんだる \| HORIPRO COM SP LIVE「1on1」王者 \| 4 \| \| 5 \| ジグザグジギー \| はかる-１グランプリ王者 \| 2 \| \| 5 \| 街裏ぴんく \| R-1グランプリ2024王者 \| 2 \| \| 7 \| フランツ \| マセキUNDER9グランプリ王者 \| 0 \| | 優勝：ラブレターズ |
| 順位 | 芸人 | 予選大会 | 得票 |
| 1 | ラブレターズ | キングオブコント2024王者 | 18 |
| 2 | ナチョス。 | 球-1グランプリ2024王者 | 8 |
| 3 | 下町モルモット | 全日本アマチュア芸人No.1決定戦2024王者 | 5 |
| 4 | さんだる | HORIPRO COM SP LIVE「1on1」王者 | 4 |
| 5 | ジグザグジギー | はかる-１グランプリ王者 | 2 |
| 5 | 街裏ぴんく | R-1グランプリ2024王者 | 2 |
| 7 | フランツ | マセキUNDER9グランプリ王者 | 0 |

| 2025シリーズ 1月5日 - 3月30日（13） | 2025シリーズ 1月5日 - 3月30日（13） | 2025シリーズ 1月5日 - 3月30日（13） | 2025シリーズ 1月5日 - 3月30日（13） |
| 回 | 放送日 | 出演 | 備考 |
| 2025 レギュラーシーズン ※一般観覧（35人）。 【ナレーター】 矢内雄一郎（テレビ東京アナウンサー） 【呼び出しジングル】 黒人バックコーラス隊（ルツ、シャニータ、ジョニー） | 2025 レギュラーシーズン ※一般観覧（35人）。 【ナレーター】 矢内雄一郎（テレビ東京アナウンサー） 【呼び出しジングル】 黒人バックコーラス隊（ルツ、シャニータ、ジョニー） | 2025 レギュラーシーズン ※一般観覧（35人）。 【ナレーター】 矢内雄一郎（テレビ東京アナウンサー） 【呼び出しジングル】 黒人バックコーラス隊（ルツ、シャニータ、ジョニー） | 2025 レギュラーシーズン ※一般観覧（35人）。 【ナレーター】 矢内雄一郎（テレビ東京アナウンサー） 【呼び出しジングル】 黒人バックコーラス隊（ルツ、シャニータ、ジョニー） |
| --- | --- | --- | --- |
| 141 | 1月5日 | 2025年の笑い初め！人気者が勢揃い大新年会 【MC】 内村光良（ウッチャンナンチャン）、土田晃之 【進行】 近藤春菜（ハリセンボン）、井戸田潤（スピードワゴン）、田中卓志（アンガールズ） 【見届人】 箕輪はるか（ハリセンボン）、千鳥 【芸人】 [前半戦] アインシュタイン、インポッシブル、ゆってぃ、キンタロー。×イチキップリン [後半戦] ウエストランド、マテンロウ、マリーマリー、ニッポンの社長、ダンディ坂野 | |
| 142 | 1月12日 | 2025年の笑い初め！人気者が勢揃い大新年会 【MC】 内村光良（ウッチャンナンチャン）、土田晃之 【進行】 近藤春菜（ハリセンボン）、井戸田潤（スピードワゴン）、田中卓志（アンガールズ） 【見届人】 箕輪はるか（ハリセンボン）、千鳥 【芸人】 [前半戦] アインシュタイン、インポッシブル、ゆってぃ、キンタロー。×イチキップリン [後半戦] ウエストランド、マテンロウ、マリーマリー、ニッポンの社長、ダンディ坂野 | |
| 143 | 1月19日 | 非モテ達の非モテ達による非モテ達のためのネタ 【MC】 土田晃之 【進行】 千鳥 【見届人】 井戸田潤（スピードワゴン） 【芸人（ジグザグジギー宮澤軍団）】 カラタチ、森本サイダー、永田敬介、古川彰悟（サスペンダーズ）×中田和伸（さすらいラビー）、ジグザグジギー | |
| 144 | 1月26日 | 3週ぶち抜き！チャップリン子SP [第1夜]錦鯉の"おバカ漫才"に千鳥が物申す [第2夜]ネルソンズ爆笑コント「岸に注目せよ」 [第3夜]トム・ブラウン㊙漫才＆ギルガメッシュな夜 【進行・見届人】 千鳥、ハリセンボン 【芸人】 [第1夜] 錦鯉、家族チャーハン、伝書鳩、オダウエダ [第2夜] 東京ホテイソン、リンドバーグ、可児正、ネルソンズ [第3夜] トム・ブラウン、三拍子、フタリシズカ、イジリー岡田                      | |
| 145 | 2月2日 | 3週ぶち抜き！チャップリン子SP [第1夜]錦鯉の"おバカ漫才"に千鳥が物申す [第2夜]ネルソンズ爆笑コント「岸に注目せよ」 [第3夜]トム・ブラウン㊙漫才＆ギルガメッシュな夜 【進行・見届人】 千鳥、ハリセンボン 【芸人】 [第1夜] 錦鯉、家族チャーハン、伝書鳩、オダウエダ [第2夜] 東京ホテイソン、リンドバーグ、可児正、ネルソンズ [第3夜] トム・ブラウン、三拍子、フタリシズカ、イジリー岡田                      | |
| 146 | 2月9日 | 3週ぶち抜き！チャップリン子SP [第1夜]錦鯉の"おバカ漫才"に千鳥が物申す [第2夜]ネルソンズ爆笑コント「岸に注目せよ」 [第3夜]トム・ブラウン㊙漫才＆ギルガメッシュな夜 【進行・見届人】 千鳥、ハリセンボン 【芸人】 [第1夜] 錦鯉、家族チャーハン、伝書鳩、オダウエダ [第2夜] 東京ホテイソン、リンドバーグ、可児正、ネルソンズ [第3夜] トム・ブラウン、三拍子、フタリシズカ、イジリー岡田                      | |
| 147 | 2月16日 | 1＋1は無限大！ユニット漫才の会 【MC】 内村光良（ウッチャンナンチャン） 【進行】 千鳥 【見届人】 田中卓志（アンガールズ） 【芸人】 シャウト!!（サンシャイン池崎＋バイク川崎バイク）、ストレス（お見送り芸人しんいち＋ZAZY）、らぶらい（今井らいぱち＋らぶおじさん）、ぶるファー吉岡（ルシファー吉岡＋紺野ぶるま）                                                                                         | |
| 148 | 2月23日 | 決戦まで10ヶ月…それいけ！M-1チャップリン 【MC】 土田晃之 【進行】 ハリセンボン 【見届人】 井戸田潤（スピードワゴン）、田中卓志（アンガールズ） 【芸人】 家族チャーハン、金魚番長、今夜も星が綺麗、ママタルト | |
| 149 | 3月2日 | 爆笑手作りネタ4連発！デッカい小道具博覧会 【MC】 土田晃之 【進行】 ハリセンボン 【見届人】 井戸田潤（スピードワゴン）、田中卓志（アンガールズ） 【芸人】 大自然、ベルナルド、軟水、ザ・ギース | |
| 150 | 3月9日 | 混ぜるな危険!?空気階段×ななまがり ※ネタ披露のみ一般観覧時に収録。 【MC】 内村光良（ウッチャンナンチャン） 【進行】 千鳥 【芸人】 空気階段、ななまがり | |
| 151 | 3月16日 | 混ぜるな危険!?空気階段×ななまがり ※ネタ披露のみ一般観覧時に収録。 【MC】 内村光良（ウッチャンナンチャン） 【進行】 千鳥 【芸人】 空気階段、ななまがり | |
| 152 | 3月23日 0:20 - 0:45 | オモシロ芸人大集合【輝く！チャップリン大賞】 【MC】 内村光良（ウッチャンナンチャン）、土田晃之 【進行】 ハリセンボン 【芸人】 [前半戦] トム・ブラウン、やさしいズ、タイムマシーン3号 [後半戦] マユリカ、サスペンダーズ、ソマオ・ミートボール、キンタロー。×イチキップリン | |
| 153 | 3月30日 0:15 - 0:40 | オモシロ芸人大集合【輝く！チャップリン大賞】 【MC】 内村光良（ウッチャンナンチャン）、土田晃之 【進行】 ハリセンボン 【芸人】 [前半戦] トム・ブラウン、やさしいズ、タイムマシーン3号 [後半戦] マユリカ、サスペンダーズ、ソマオ・ミートボール、キンタロー。×イチキップリン | |

#### すっかり にちようチャップリン
※放送時間：日曜日 0:25 - 0:55
| 2025シリーズ 4月6日 - | 2025シリーズ 4月6日 - | 2025シリーズ 4月6日 - | 2025シリーズ 4月6日 - |
| 回 | 放送日 | 出演 | 備考 |
| 2025 レギュラーシーズン ※一般観覧（35人）。 【ナレーター】 矢内雄一郎（テレビ東京アナウンサー） 【呼び出しジングル】 黒人バックコーラス隊（ルツ、シャニータ、ジョニー） | 2025 レギュラーシーズン ※一般観覧（35人）。 【ナレーター】 矢内雄一郎（テレビ東京アナウンサー） 【呼び出しジングル】 黒人バックコーラス隊（ルツ、シャニータ、ジョニー） | 2025 レギュラーシーズン ※一般観覧（35人）。 【ナレーター】 矢内雄一郎（テレビ東京アナウンサー） 【呼び出しジングル】 黒人バックコーラス隊（ルツ、シャニータ、ジョニー） | 2025 レギュラーシーズン ※一般観覧（35人）。 【ナレーター】 矢内雄一郎（テレビ東京アナウンサー） 【呼び出しジングル】 黒人バックコーラス隊（ルツ、シャニータ、ジョニー） |
| --- | --- | --- | --- |
| 1 | 4月6日 | 放送時間が5分増えました記念！爆笑モノマネSP 【進行】 千鳥 【見届人】 井戸田潤（スピードワゴン）、田中卓志（アンガールズ） 【芸人】 ラパルフェ、キンタロー。、きしたかの、日本エレキテル連合、ハリウッドザコシショウ | |
| 2 | 4月13日 | 春ですね！桜ですね！ピンク芸人大集合SP 【進行】 千鳥 【見届人】 井戸田潤（スピードワゴン）、田中卓志（アンガールズ） 【芸人】 マユリカ、マッスルオペラちゃん、街裏ぴんく、ZAZY、ママタルト | |
| 3 | 4月20日 | おバカで元気でオモシロイ！最強ネタ10連発 【MC】 内村光良（ウッチャンナンチャン）、土田晃之 【進行】 千鳥 【芸人】 [前半戦] モグライダー、ちゃんぴおんず、ゴー☆ジャス、TOKYO COOL、チャンス大城 [後半戦] トム・ブラウン、スタミナパン、アキラ100%、怪奇!YesどんぐりRPG、ザ・パンチ | |
| 4 | 4月27日 | おバカで元気でオモシロイ！最強ネタ10連発 【MC】 内村光良（ウッチャンナンチャン）、土田晃之 【進行】 千鳥 【芸人】 [前半戦] モグライダー、ちゃんぴおんず、ゴー☆ジャス、TOKYO COOL、チャンス大城 [後半戦] トム・ブラウン、スタミナパン、アキラ100%、怪奇!YesどんぐりRPG、ザ・パンチ | |
| 5 | 5月4日 | 新たな賞レース開幕！イチバン面白い夫婦は!? ※井戸田、田中、はるかが20点満点（おもしろ度10点、ラブラブ度10点）で採点。 ※優勝賞品は魚沼産コシヒカリ10kg。 【進行】 ハリセンボン 【見届人】 井戸田潤（スピードワゴン）、田中卓志（アンガールズ） 【夫婦芸人】 Mr.シャチホコ＆みはる：37点、パーマ大佐＆アイドル鳥越：34点、高野正成（きしたかの）＆まるゆか（ゆめまなこ）：54点、中西茂樹（なすなかにし）＆高田紗千子（梅小鉢）：55点 | 勝者：中西＆高田 |
| 6 | 5月11日 | グッとフレーズ連発！次世代ツッコミ漫才の祭典 【進行】 ハリセンボン 【見届人】 井戸田潤（スピードワゴン）、田中卓志（アンガールズ） 【芸人】 滝音、TCクラクション、ゼロカラン、カナメストーン、きしたかの | |
| 7 | 5月18日 1:00 - 1:30 | 打倒バッテリィズを誓う…変化球な上京芸人SP 【進行】 千鳥 【見届人】 井戸田潤（スピードワゴン）、田中卓志（アンガールズ） 【芸人】 からし蓮根、ぺ、キャツミ、ラニーノーズ、黄昏の森、白桃ピーチよぴぴ | |
| 8 | 5月25日 0:40 - 1:10 | チャンス大城×実力派芸人！ユニットネタSP 【進行】 千鳥 【見届人】 井戸田潤（スピードワゴン）、田中卓志（アンガールズ） 【作・演出・プロデュース・出演】 チャンス大城 【共演芸人】 友田オレ、ヨネダ2000、しずる、老害マックス（モダンタイムス、虹の黄昏） | |
| 9 | 6月1日 | 阿佐ヶ谷姉妹＆ラブレターズ!ASH&D祭り 【MC】 内村光良（ウッチャンナンチャン）、土田晃之 【進行】 ハリセンボン 【ASH&D芸人】 阿佐ヶ谷姉妹、ラブレターズ、十九人、ザ・ギース | |
| 10 | 6月8日 | 大活躍！マシンガンズ＆最強若手芸人ネタSP 【MC】 内村光良（ウッチャンナンチャン）、土田晃之 【進行】 ハリセンボン 【プレゼンター・ネタ見せ】 マシンガンズ 【太田プロダクション芸人】 さすらいラビー、青色1号、モシモシ、センチネル | |
| 11 | 6月15日 | 父の日に送る"ハートフルコント"4連発 【MC】 土田晃之 【進行】 千鳥 【見届人】 井戸田潤（スピードワゴン） 【芸人】 ラブレターズ、蛙亭、サルベース、ニッチェ | |
| 12 | 6月22日 0:55 - 1:25 | 祝10周年! 3週連続お祭り騒ぎSP 【MC】 内村光良（ウッチャンナンチャン）、土田晃之 【進行】 千鳥、ハリセンボン 【見届人】 井戸田潤（スピードワゴン）、田中卓志（アンガールズ） 【芸人】 [第1夜] どぶろっく、インポッシブル、ゆんぼだんぷ、ロッチ [第2夜] ウエストランド、メルヘン須長、宮下草薙、ゆってぃ、ゴー☆ジャス、ハマカーン [第3夜] ハリウッドザコシショウ、ランジャタイ、ラブレターズ、ナイツ                                | |
| 13 | 6月29日 | 祝10周年! 3週連続お祭り騒ぎSP 【MC】 内村光良（ウッチャンナンチャン）、土田晃之 【進行】 千鳥、ハリセンボン 【見届人】 井戸田潤（スピードワゴン）、田中卓志（アンガールズ） 【芸人】 [第1夜] どぶろっく、インポッシブル、ゆんぼだんぷ、ロッチ [第2夜] ウエストランド、メルヘン須長、宮下草薙、ゆってぃ、ゴー☆ジャス、ハマカーン [第3夜] ハリウッドザコシショウ、ランジャタイ、ラブレターズ、ナイツ                                | |
| 14 | 7月6日 | 祝10周年! 3週連続お祭り騒ぎSP 【MC】 内村光良（ウッチャンナンチャン）、土田晃之 【進行】 千鳥、ハリセンボン 【見届人】 井戸田潤（スピードワゴン）、田中卓志（アンガールズ） 【芸人】 [第1夜] どぶろっく、インポッシブル、ゆんぼだんぷ、ロッチ [第2夜] ウエストランド、メルヘン須長、宮下草薙、ゆってぃ、ゴー☆ジャス、ハマカーン [第3夜] ハリウッドザコシショウ、ランジャタイ、ラブレターズ、ナイツ                                | |
| 15 | 7月13日 | 営業芸人大集合!イオンモール天王洲爆笑ライブ 【MC】 内村光良（ウッチャンナンチャン） 【進行】 ハリセンボン 【見届人】 田中卓志（アンガールズ） 【芸人】 アイデンティティ、バンビーノ、バイク川崎バイク、や団、くまだまさし | |
| 16 | 7月20日 | 自称うちむらチルドレン集結!内村生誕祭 【MC】 内村光良（ウッチャンナンチャン） 【進行】 千鳥 【見届人】 井戸田潤（スピードワゴン） 【芸人】 ハンジロウ、ナチョス。、マツモトクラブ、ビスケットブラザーズ、キンタロー。 【スポット出演】 ほいけんた | |
| 17 | 7月27日 | 見破れるか!?スゴくて笑えるマジックSHOW 【MC】 土田晃之 【進行】 ハリセンボン 【見届人】 田中卓志（アンガールズ） 【芸人】 ほいけんた、キャラメルマシーン、サイクロンZ、荒木巴、カオスオブマスターフレイム | |
| 18 | 8月3日 | 麒麟・三四郎・チョコプラ!伝説ネタSP 【MC】 ウエストランド、ラブレターズ 【名作プレイバック】 麒麟、ザ・ギース、三四郎、チョコレートプラネット | |
| 19 | 8月10日 0:40 - 1:10 | 夏だ!花火だ!歌ネタだ!チャプソニ2025 【MC】 内村光良（ウッチャンナンチャン） 【進行】 千鳥 【見届人】 井戸田潤（スピードワゴン） 【芸人】 ナイチンゲールダンス、ソマオ・ミートボール、ガクヅケ、トンツカタン黒川、トンツカタンお抹茶、レインボー | |
| 20 | 8月17日 | 全員初登場!これから芸人青田買いSP 【MC】 土田晃之 【進行】 ハリセンボン 【見届人】 田中卓志（アンガールズ） 【芸人】 [前半戦] イチゴ、梵天、アリオス、まぐろ兄弟、破壊ありがとう、お宿 [後半戦] えぐろ、観音日和、どくさいスイッチ企画、ナユタ、めしあがれ、めぞん | |
| 21 | 8月24日予定 | 全員初登場!これから芸人青田買いSP 【MC】 土田晃之 【進行】 ハリセンボン 【見届人】 田中卓志（アンガールズ） 【芸人】 [前半戦] イチゴ、梵天、アリオス、まぐろ兄弟、破壊ありがとう、お宿 [後半戦] えぐろ、観音日和、どくさいスイッチ企画、ナユタ、めしあがれ、めぞん | |

## ネット局

### じわじわチャップリン
| 放送対象地域   | 放送局                | 系列           | 放送時間                     | 放送開始日                | ネット状況 |
| -------------- | --------------------- | -------------- | ---------------------------- | ------------------------- | ---------- |
| 関東広域圏     | テレビ東京（TX）      | テレビ東京系列 | 土曜 23:55 - 翌0:20          | 2016年4月2日              | 制作局     |
| 北海道         | テレビ北海道（TVh）   | テレビ東京系列 | 土曜 23:55 - 翌0:20          | 2016年4月2日              | 同時ネット |
| 愛知県         | テレビ愛知（TVA）     | テレビ東京系列 | 土曜 23:55 - 翌0:20          | 2016年4月2日              | 同時ネット |
| 大阪府         | テレビ大阪（TVO）     | テレビ東京系列 | 土曜 23:55 - 翌0:20          | 2016年4月2日              | 同時ネット |
| 岡山県・香川県 | テレビせとうち（TSC） | テレビ東京系列 | 土曜 23:55 - 翌0:20          | 2016年4月2日              | 同時ネット |
| 福岡県         | TVQ九州放送（TVQ）    | テレビ東京系列 | 土曜 23:55 - 翌0:20          | 2016年4月2日              | 同時ネット |
| 長野県         | 信越放送（SBC）       | TBS系列        | 木曜 1:02 - 1:27（水曜深夜） | 2016年4月21日（20日深夜） | 遅れネット |

### にちようチャップリン
| 放送対象地域   | 放送局                | 系列           | 放送時間                     | 放送開始日                | ネット状況 |
| -------------- | --------------------- | -------------- | ---------------------------- | ------------------------- | ---------- |
| 関東広域圏     | テレビ東京（TX）      | テレビ東京系列 | 日曜 22:00 - 22:48           | 2017年4月9日              | 制作局     |
| 北海道         | テレビ北海道（TVh）   | テレビ東京系列 | 日曜 22:00 - 22:48           | 2017年4月9日              | 同時ネット |
| 愛知県         | テレビ愛知（TVA）     | テレビ東京系列 | 日曜 22:00 - 22:48           | 2017年4月9日              | 同時ネット |
| 大阪府         | テレビ大阪（TVO）     | テレビ東京系列 | 日曜 22:00 - 22:48           | 2017年4月9日              | 同時ネット |
| 岡山県・香川県 | テレビせとうち（TSC） | テレビ東京系列 | 日曜 22:00 - 22:48           | 2017年4月9日              | 同時ネット |
| 福岡県         | TVQ九州放送（TVQ）    | テレビ東京系列 | 日曜 22:00 - 22:48           | 2017年4月9日              | 同時ネット |
| 滋賀県         | びわ湖放送（BBC）     | 独立局         | 日曜 22:00 - 22:48           | 2017年4月9日              | 同時ネット |
| 奈良県         | 奈良テレビ（TVN）     | 独立局         | 日曜 22:00 - 22:48           | 2017年4月9日              | 同時ネット |
| 和歌山県       | テレビ和歌山（WTV）   | 独立局         | 日曜 22:00 - 22:48           | 2017年4月9日              | 同時ネット |
| 三重県         | 三重テレビ（MTV）     | 独立局         | 火曜 21:00 - 21:50           | 2017年5月23日             | 遅れネット |
| 長野県         | 信越放送（SBC）       | TBS系列        | 火曜 23:56 - 翌0:46          | 2017年5月9日              | 遅れネット |
| 山形県         | テレビユー山形（TUY） | TBS系列        | 土曜 1:25 - 2:13（金曜深夜） | 2017年6月16日（15日深夜） | 遅れネット |
| 広島県         | 広島テレビ（HTV）     | 日本テレビ系列 | 日曜 1:30 - 2:20（土曜深夜） | 2018年3月18日（17日深夜） | 遅れネット |

- 遅れネット局の三重テレビでは日曜放送ではなかったため、番組名冒頭の『にちよう』を外した『チャップリン』のタイトルで放送したが、他の遅れネット局では番組名改題を行わなかった（広島テレビは遅れネットだったが、日曜日の放送だった）。
- 三重テレビを除く独立局は、通常時同時ネットではあったが、あくまで番販ネットのため、自主編成（高校野球ハイライトなど）のために臨時非ネットまたは遅れネットとなることがあった。

### そろそろ にちようチャップリン・ぴったり にちようチャップリン
| 放送対象地域   | 放送局                | 系列           | 放送時間                     | 放送開始日                 | ネット状況 |
| -------------- | --------------------- | -------------- | ---------------------------- | -------------------------- | ---------- |
| 関東広域圏     | テレビ東京（TX）      | テレビ東京系列 | 日曜 0:00 - 0:25（土曜深夜） | 2018年10月6日              | 制作局     |
| 北海道         | テレビ北海道（TVh）   | テレビ東京系列 | 日曜 0:00 - 0:25（土曜深夜） | 2018年10月6日              | 同時ネット |
| 愛知県         | テレビ愛知（TVA）     | テレビ東京系列 | 日曜 0:00 - 0:25（土曜深夜） | 2018年10月6日              | 同時ネット |
| 大阪府         | テレビ大阪（TVO）     | テレビ東京系列 | 日曜 0:00 - 0:25（土曜深夜） | 2018年10月6日              | 同時ネット |
| 岡山県・香川県 | テレビせとうち（TSC） | テレビ東京系列 | 日曜 0:00 - 0:25（土曜深夜） | 2018年10月6日              | 同時ネット |
| 福岡県         | TVQ九州放送（TVQ）    | テレビ東京系列 | 日曜 0:00 - 0:25（土曜深夜） | 2018年10月6日              | 同時ネット |
| 滋賀県         | びわ湖放送（BBC）     | 独立局         | 土曜 23:30 - 23:55           | 2018年10月14日（13日深夜） | 遅れネット |
| 奈良県         | 奈良テレビ（TVN）     | 独立局         | 土曜 23:35 - 翌0:00          | 2018年10月25日             | 遅れネット |
| 和歌山県       | テレビ和歌山（WTV）   | 独立局         | 月曜 1:30 - 1:55（日曜深夜） | 2018年10月15日（14日深夜） | 遅れネット |
| 広島県         | 中国放送（RCC）       | TBS系列        | 日曜 0:58 - 1:23（土曜深夜） | 2023年4月2日（1日深夜）    | 遅れネット |
| 三重県         | 三重テレビ            | 独立局         | 日曜 12:00 - 12:30           | 2023年4月2日               | 遅れネット |
| 沖縄県         | 琉球放送（RBC）       | TBS系列        | 不定期放送                   | 不明                       | 遅れネット |

過去のネット局
- 山形県・テレビユー山形（TUY・TBS系列） - 2018年11月24日（23日深夜）からネットを開始したが、2019年2月9日（8日深夜）を以て打ち切り。
- 広島県・広島テレビ（HTV・日本テレビ系列） - 2018年11月17日（16日深夜）からネットを開始したが、2020年2月を以て打ち切り。
- 長野県・信越放送（SBC・TBS系列） - 2018年11月17日（16日深夜）からネットを開始したが、2019年6月19日（18日深夜）を以て打ち切り。
- 富山県・北日本放送（KNB・日本テレビ系列） - 2022年3月30日（29日深夜）を以て打ち切り。

## スタッフ
『そろそろにちようチャップリン』スタッフ
（※）印は『にちようチャップリン』から
- ナレーター：矢内雄一郎（テレビ東京アナウンサー、※）
- 構成：内村宏幸、鮫肌文殊（内村・鮫肌→共に途中から）、北本かつら
- TD：野瀬一成（以前はCAM）
- TD/CAM：村上岳文
- VE：長沼伸明、森隆太、山本岳大、佐久間元貴（共に※、佐久間→一時離脱→復帰）
- CAM：吉田健吾、平本慎、小島正也（平本・小島→※、吉田→以前はTD）
- 音声：門脇茂誠、本田宏文、光山由貴子（本田・光山→※、光山→一時離脱→復帰）
- 照明：宮尾淳一、井町成宏、和氣義幸、小堀雄大（共に※、井町→一時離脱→復帰）
- 美術：小野清菜（テレビ東京アート）
- 美術進行：榎本大輝（テレビ東京アート、※）
- ロゴデザイン：木村郁也（※）
- 編集：今田隆之（エスユー）
- MA：阿世知貴彦（エスユー）
- 音効：松田創（Thee BLUEBEAT、※）
- 番宣：高倉木綿子（テレビ東京、※）
- デスク：門田理沙(紗)（テレビ東京）
- AD：中澤沙羅、垂石真子、大野哲平、三浦菜恵（全員→※、大野→一時離脱→復帰）
- AP：稲葉愛沙、田島千保、竹村祐美（全員→※）
- ディレクター：尾籠美佳（※）、芝隆一（極東電視台）、城谷美里・千田洸陽・丸山恵（共にテレビ東京、※、城谷→一時離脱→復帰）、長谷川美典（極東電視台、※、一時離脱→復帰）、石川実希（※、以前はAD）
- 演出：佐藤稔久（極東電視台）
- 演出・プロデューサー：小比類巻将範（テレビ東京、※、以前は演出）
- プロデューサー：安田友里（極東電視台、※、以前はAP）
- チーフプロデューサー：清水俊雄（テレビ東京、※、以前はプロデューサー→一時離脱）
- 制作協力：極東電視台
- 制作著作：テレビ東京

過去のスタッフ
- ナレーター：相内優香（テレビ東京アナウンサー）、増田晋（※）、小島秀公（テレビ東京アナウンサー）（※）
- 構成：たかはC、松本健(建)一、水野守啓（※）、小川でやんす（※）、長谷川優（※）
- TD：原島七徳（※）
- VE：中山祐、葛西雅弘、若林学（※）、入江俊之（※）、小出一貴（※）
- CAM：菊地裕介、丸山真平、吉田和雄、西村光平、滝瀬勝彦、田中圭介、小張雄三
- 音声：五十嵐公彦、永久保仁志、星川真視、湯面由香里、佐藤達也（佐藤→一時離脱→復帰）、松岡努（※）
- 照明：長治憲明（※）
- 美術：金森明日香（テレビ東京アート）
- 美術進行：仙田拓也（テレビ東京アート）
- ロゴデザイン：定宗飛鳥、ドラゴンプーピクチャーズ
- イラスト：ディビッド森（※）
- 編集：木村有宏、幸山愛、沖野浩平（エスユー）、森聖治（BEAM）、平井剛、白田進児（アンサーズ）、三上大貴（ザ・チューブ）
- MA：平山達也（エスユー）
- TK：伊藤美紀（※）、山口佳奈絵（※）
- 音効：遠藤治朗（ネクストライ）
- 番宣：河村彩子（テレビ東京）
- AD：小野木里穂、シッティコンロークリッサニー、大塚里美マリア、藤澤太朗（※）、ホードル麻里奈（※）、藤田紗矢香、川島崇史（※）、小平翔之介（※）、堀内春菜（※）、伊藤広大（※）、田中美帆、田島明日香（※）、大久保薫子、中村知佳（※）、前田柊子（※）、相澤夢乃（※）、久保田葵（※）、中本星亜（※）、垣内慶斗（※）、青山一樹（※）、三井由梨美（※）、佐藤花穂（※）、中菫えりか（※）、近藤実玖（※）、大谷紗恵（※）、吉岡莉穂（※）、宮崎竜斗（※）、小原菜桜（※）
- AP：井島あおい（極東電視台）、宮木千佳、川島道子（極東電視台）、名古屋宏明（極東電視台、※）、長谷川侑里（※、以前はAD）、志良堂ひかる（極東電視台、以前はAD）、桑原美幸（※）、嶋田莉乃、菊池桃花（※）
- ディレクター：内田潔（極東電視台）、山際梨紗（極東電視台）、小林圭子、三宅優樹（テレビ東京、※）、千葉博史（極東電視台、※）、鈴木大二郎（極東電視台、※、一時離脱）、赤堀哲也（※）、高橋久直（極東電視台）、中村慎吾、島袋亮太（※、一時離脱）、松本好恵（以前はAD）、丹川祥一、阿部和孝（※）、山﨑(崎)博（※）、徳江雄一（極東電視台、※）、植田郁子（テレビ東京、※）、河原一貴（極東電視台、以前はAD）、安田幸平（※）、安田太地（テレビ東京）、中野栞里（極東電視台、※）、齋藤恵介（テレビ東京、※）、松山拓生（テレビ東京、※）、松本凌（※）、松丸暖（テレビ東京、※）、町田拓哉（テレビ東京、※）、牧佑馬（※）、近藤篤（※）、佐川直也（極東電視台、※）
- プロデューサー：荻野和人（※）（テレビ東京）、中附智貴、中村昌哉、内藤三保子、西崎修一、本間愛海（共に極東電視台、本間→※、以前はAP）
- チーフ・プロデューサー：加藤正敏、髙野学、松澤潤、伊藤隆行、角田康治、金子優（共にテレビ東京、加藤～金子→※、伊藤→以前は総合プロデューサー→チーフ・プロデューサー→クリエイティブプロデューサー、金子→以前はプロデューサー）